# Seat

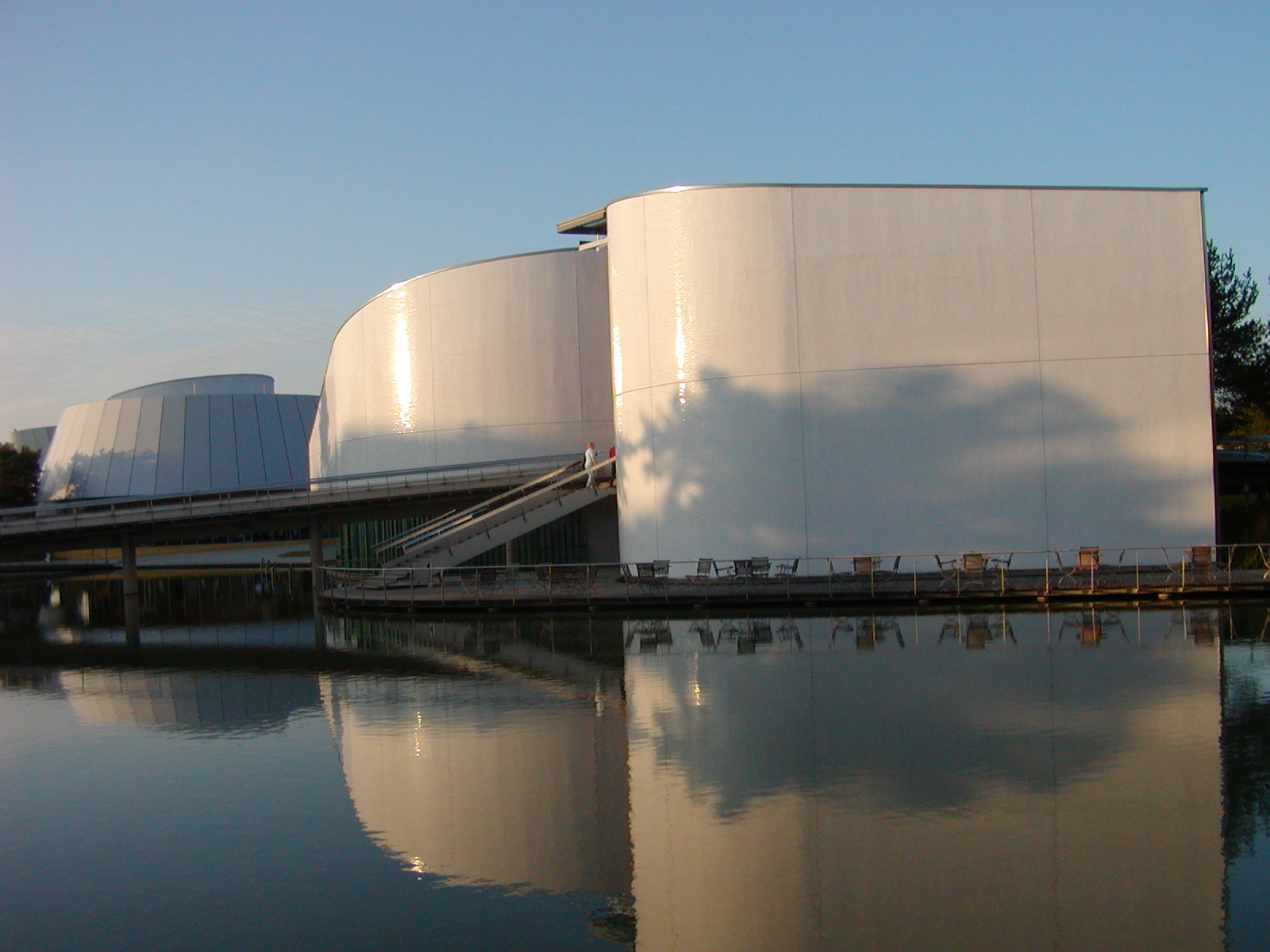
Seat-Pavillon in der Autostadt Wolfsburg

Seat S.A. (Eigenschreibweise: SEAT) ist ein 1950 gegründetes Unternehmen zur Automobilherstellung mit Sitz in Martorell. Es gehört heute zur Volkswagen AG.
Seat wurde am 9. Mai 1950 als Sociedad Española de Automóviles de Turismo, S.A. („Spanische Gesellschaft für Tourenwagen“) im Industriepark Barcelonas, der Zona Franca, gegründet. Kapitalgeber der 600 Millionen Peseten waren zu 51 Prozent die staatliche Dachgesellschaft Instituto Nacional de Industria unter dem Franquismus, zu 42 Prozent spanische Banken und zu sieben Prozent Fiat. Nach der Werkseröffnung am 5. Juni 1953 lief am 13. November der erste Wagen, ein Seat 1400 auf Basis des Fiat 1400, vom Band des staatlichen Automobilwerks.
1982 begann eine Kooperation mit der Volkswagen AG, die sich bis 1986 schrittweise zu einer vollständigen Übernahme von Seat durch Volkswagen entwickelte. Seit 1986 gehört Seat zum Volkswagen-Konzern.
Sämtliche Fahrzeuge bis 1984 (außer dem Sportwaren 1200 / 1430) waren Lizenzfertigungen des Fiat-Konzerns und damit fast baugleich mit Modellen der Marken Fiat und Lancia. So waren auch Karosserien weitgehend identisch. Dieses Konzept verfolgte Seat mit der Produktion der Modelle Exeo (Audi A4), Toledo (Škoda Rapid) oder Alhambra (VW Sharan) auch später noch weitgehend.
In Seat-Werken werden auch für andere Marken Fahrzeuge hergestellt, so wird in Martorell für Audi das Modell A1 und in Pamplona für Volkswagen das Modell Polo produziert. Die Modelle Ateca und Toledo werden bei Škoda Auto in Tschechien hergestellt und teilweise entwickelt.
Am 10. März 1983 begann die spanische Marke ihre Verkäufe in Deutschland unter eigenem Namen, zunächst über eine Importgesellschaft, bis Seat 1986 daraus ein eigenes Tochterunternehmen, die Seat Deutschland GmbH, gründete.

## Geschichte

### 1950 bis 1982 – Gründung und Kooperation mit Fiat

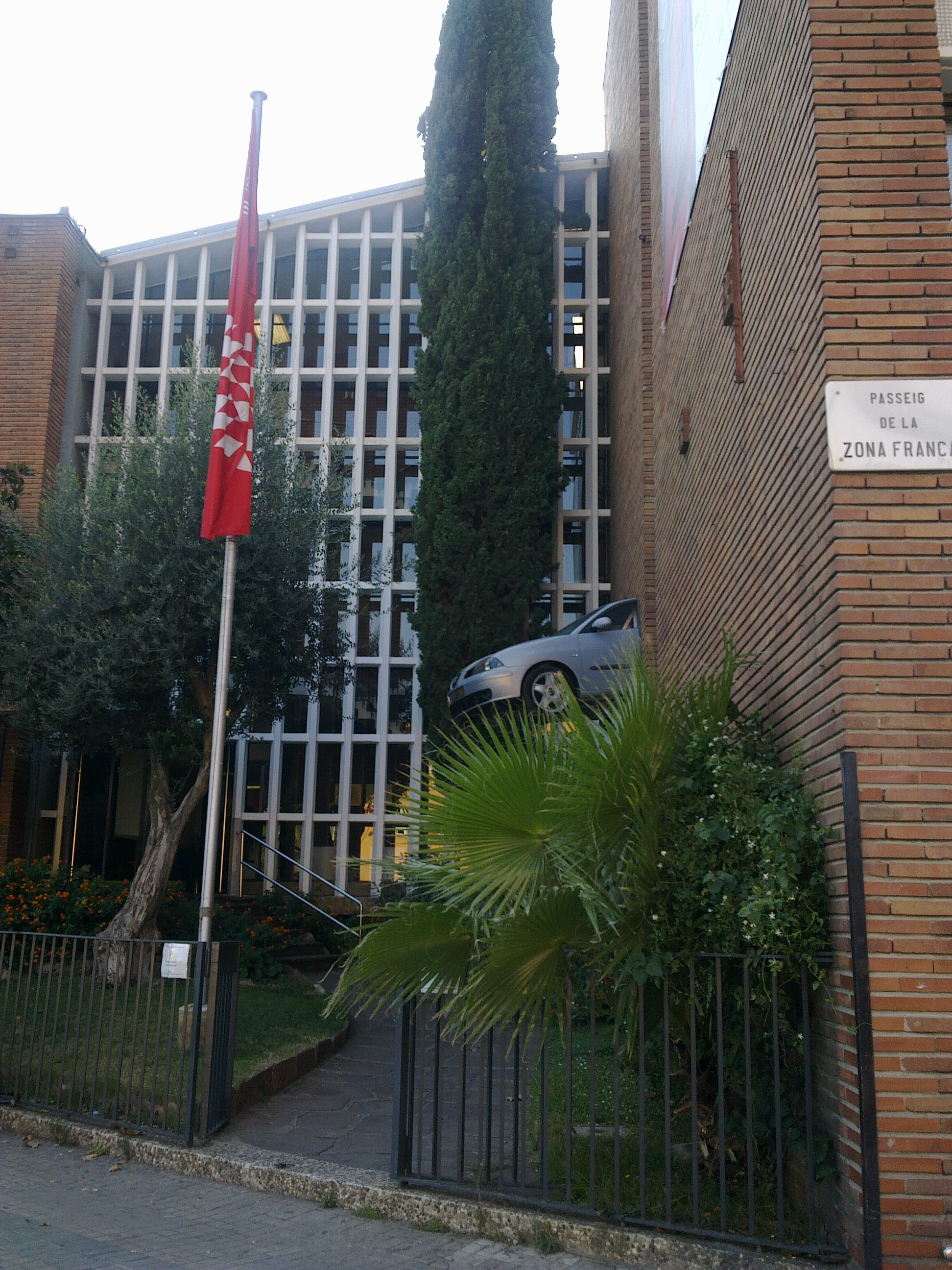
Fabrikgebäude in der Zona Franca

Aktie über 1000 Pesetas der SEAT SA vom 6. Oktober 1978

Die Gründung der Sociedad Española de Automóviles de Turismo S.A. (SEAT) erfolgte am 9. Mai 1950 durch die Instituto Nacional de Industria (Industrieinstitut) mit einem Stammkapital von 600 Millionen Peseten (3,6 Millionen Euro). Das Industrieinstitut hielt eine Aktienmehrheit von 51 Prozent, weitere Aktionäre waren sechs spanische Banken mit 42 Prozent und Fiat mit sieben Prozent. Mit Gründung von Seat wurde auch der Grundstein für das erste Werk im Industriegebiet Zona Franca in Barcelona gelegt, das am 5. Juni 1953 eröffnet wurde. Vorstandsvorsitzender von der Gründung bis ins Jahr 1976 war José Ortiz Echagüe, Gründer des Flugzeugbauers CASA.
Das erste Modell war ein Seat 1400 A, wovon zu Beginn fünf Stück pro Tag gefertigt wurden. Mit dem Seat 600 präsentierte die junge Marke 1957 das spanische Pendant zum VW Käfer, bzw. zum baugleichen Fiat 600. Durch den Seat 600 konnten sich viele Spanier erstmals ein eigenes Fahrzeug leisten.
Im Jahr 1964 zog die Verwaltung von Barcelona in ein neues Verwaltungsgebäude in der spanischen Hauptstadt Madrid. Seat beschäftigte mittlerweile über 10.000 Mitarbeiter.
In dieser Phase war Seat als Staatsunternehmen weitgehend auf den heimischen, bis in die 1970er Jahre hinein durch hohe Importzölle geschützten Markt ausgerichtet, auf dem es unangefochtener Marktführer war. Aufgrund dieser Ausrichtung und der Lizenzauflagen von Fiat war das Exportgeschäft bis Anfang der 1970er Jahre unbedeutend, bevor erste Exporte vor allem in die Benelux-Länder und nach Finnland getätigt wurden. Bereits 1973 exportierte Seat mehr als 78.000 Einheiten ins europäische Ausland. Im selben Jahr begann Seat mit dem Bau des Centro Technico im spanischen Martorell und wurde Rallye-Meister in Spanien. Um die Fahrzeugproduktion weiter auszubauen, übernahm Seat im Jahr 1974 das Werk der Leyland Authi im spanischen Pamplona und verlegte die Produktion des Seat 124 dorthin.
Mit Ausnahme des Modells 1200 / 1430 Spot Coupe baute Seat in diesen Jahrzehnten ausschließlich Fahrzeuge in Lizenz von Fiat. Das Markenlogo war demjenigen von Fiat nachempfunden, mit dem Unterschied, dass statt schräggestellter Rauten Quadrate verwendet wurden. Die Konkurrenten auf dem heimischen Markt waren allesamt Lizenznehmer oder Joint-Ventures ausländischer Unternehmen, unter anderem von Renault (in Spanien Fasa), Citroën, Land Rover / Suzuki (in Spanien Santana (Metalúrgica de Santa Ana)). Der Grund hierfür lag in enormen Zöllen auf ausländische Neufahrzeuge während der Franco-Zeit und begrenzten Importkontingenten. Diese machten den Import ausländischer Neuwagen beinahe unmöglich. Der spanische Markt für eigenständig entwickelte Produktlinien wäre sehr klein gewesen. Populärstes Modell von Seat während dieser Epoche war der Seat 600, liebevoll Seiscientos oder im Katalanischen Siscents genannt. Fast alle spanischen Taxis in jener Zeit waren Seat 1500, kurz Milquinientos genannt.

### 1982 bis 2000 – Expansion und Übernahme durch Volkswagen

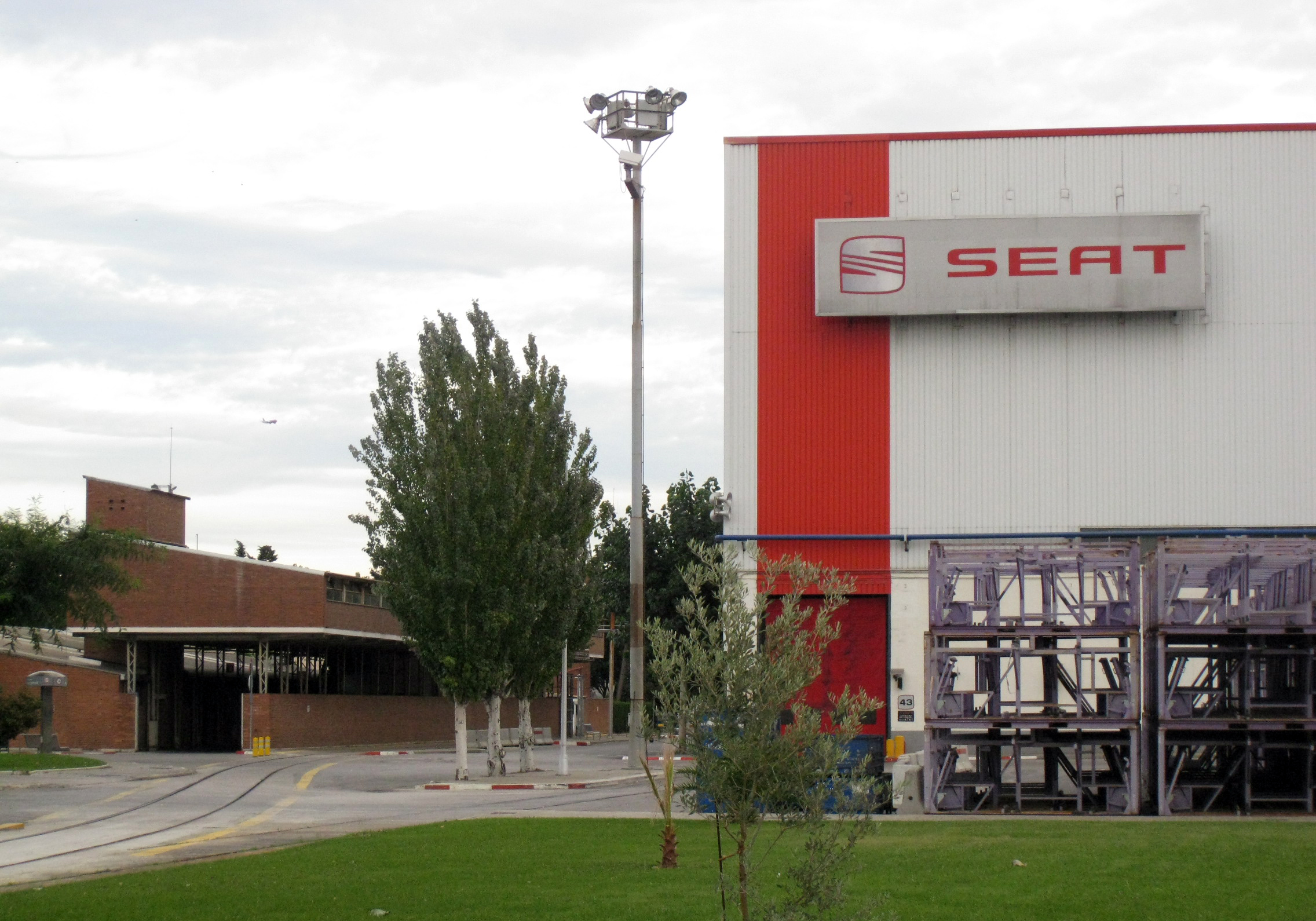
Barcelona (Zona Franca)

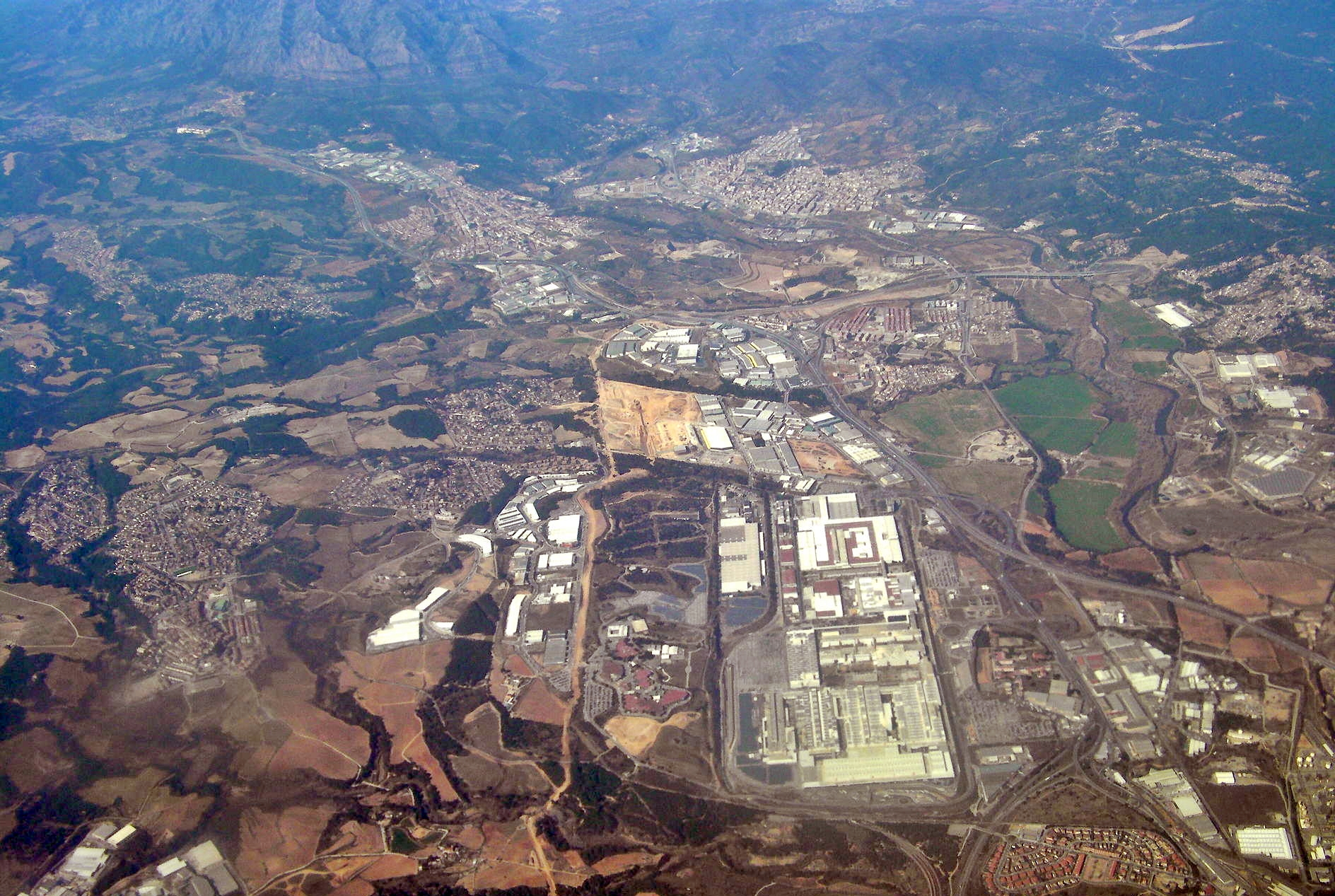
Werksgelände in Martorell

Seat führte 1982, in den Jahren des politischen und ökonomischen Wandels nach dem Ende des Franquismus (Transición), mit dem blauen Unternehmenslogo eine neue Corporate Identity ein. Es kam zum Zerwürfnis mit Fiat, da Fiat sich nicht an einer Kapitalerhöhung zur Restrukturierung beteiligen wollte. Der Seat Ronda und der Seat Fura, die mit den italienischen Modellen Fiat Ritmo bzw. Fiat 127 weitgehend baugleich waren, wurden als eigenständige Modelle deklariert. Seat führte den Ibiza als erstes eigenständig entwickeltes Modell ein. Die Verwandtschaft beschränkte sich nur noch auf das Fahrwerk und einige Motoren, die aber unabhängig vom Lizenzgeber Fiat (mit Hilfe von Porsche) weiterentwickelt wurden. Seat und Volkswagen schlossen am 30. September 1982 ein Produktions- und Wirtschaftsabkommen. Seat begann die Markterschließung in Richtung Europa und gründete 1983 die Seat Deutschland GmbH als eigene Importgesellschaft für Deutschland.
1984 begann Seat mit der Produktion des VW Polo in Pamplona und des VW Passat im Werk Zona Franca, was ein Resultat des zwei Jahre zuvor vereinbarten Abkommens war. Außerdem übernahm Seat die Vermarktung und den Verkauf von Fahrzeugen der Marken Audi und Volkswagen in Spanien.
Die Kooperation mit Volkswagen entwickelte sich zu einer 75-%-Beteiligung. Seat Sport trat zum ersten Mal in der Motorsport-Szene auf. Volkswagen baute die Beteiligung an Seat auf 99,99 Prozent aus. Aus der Sociedad Española de Automóviles de Turismo wurde Seat S.A.
Zur Vergrößerung der Produktionskapazitäten legte Seat im Jahr 1989 den Grundstein für sein neues Werk in Martorell, das nach Fertigstellung das modernste Automobilwerk in Europa sein sollte. Nach 34 Monaten Bauzeit und einer Investition von 400 Milliarden Peseten eröffneten der damalige König Juan Carlos und der damalige Vorstandsvorsitzende des Volkswagenkonzerns, Ferdinand Piëch, das Werk am 22. Februar 1993. Im Geschäftsjahr 1993 wies Seat einen Verlust von 151 Milliarden Peseten (1,8 Milliarden DM) aus.
Die olympischen Sommerspiele 1992 in Barcelona unterstützte Seat als einer der Sponsoren. Außerdem wurde der Seat Toledo der ersten Generation zum offiziellen Olympia-Auto. Um den Exportanteil weiter zu erhöhen, begann Seat im Mai 1995 mit dem Seat Cordoba den Markteintritt in Brasilien. Aufgrund der finanziellen Probleme des Unternehmens erfolgte im selben Jahr eine Reduzierung der Belegschaft auf 12.600 Mitarbeiter.
Das erste Cupra-Modell (Cup Racing) der Marke wurde auf dem Pariser Auto Salon 1996 als Seat Ibiza Cupra vorgestellt. Der Ibiza Cupra sollte die Straßenversion des im selben Jahr vorgestellten Seat Ibiza Kit Car sein. Mit dem Ibiza Kit Car nahm Seat an der FIA Rallye-Weltmeisterschaft teil und holte den Sieg in der Zweiliter-Klasse. In den zwei folgenden Jahren konnte Seat die Siegesserie fortsetzen.
Nach einem Rekordverlust im Jahre 1993 erreichte Seat 1997 wieder einen Gewinn von 11,051 Milliarden Peseten nach Steuern.

### 2000 bis 2009 – Markengruppe Audi
Mit neuem Design und sportlichen Modellen nimmt Seat einen Platz in der Markengruppe Audi ein. 2001 verabschiedete sich Seat mit einem Sieg bei der Drei-Städte-Rallye der Deutschen Rallye-Meisterschaft aus dem Motorsport.
58.997 Seat-Neufahrzeuge wurden 2003 in Deutschland neu zugelassen, ein Marktanteil von 1,76 Prozent. Die höchsten Export-Zuwächse erzielte Seat neben Deutschland auch in Großbritannien, wo mit 35.000 Neuzulassungen (+ 21 Prozent) ein Rekordergebnis erreicht wurde. In Spanien wuchs Seat mit 148.100 Neuzulassungen um 3,2 Prozent. Erhebliche Zuwächse verzeichnet Seat auch in Kroatien, der Slowakei sowie in Ungarn. Insgesamt produzierte das Unternehmen im Werk Martorell und anderen Produktionsstätten des Volkswagen-Konzerns 460.040 Seat-Fahrzeuge, das sind 2,1 Prozent mehr als 2002. An Endkunden wurden 460.151 Fahrzeuge verkauft.
Seat kehrte mit dem Toledo Cupra bei den europäischen Tourenwagen-Meisterschaften (ETCC) der FIA zurück in den internationalen Motorsport. Im selben Jahr startete Seat ein neues Markenpokal-Konzept. Die Leon-Supercopa-Meisterschaft wird nicht nur im Rundstreckenrennen entschieden, sondern beinhaltet auch Langstreckenrennen und eine Berg-Meisterschaft. Seat erzielte im Geschäftsjahr 2003 einen Gewinn in Höhe von 135 Millionen Euro. Der Altea ist der erste Seat, der seit der Integration der spanischen Marke in die neue Audi-Markengruppe im Jahr 2002 entwickelt wurde.
Mit 61.405 Neuzulassungen im Jahr 2004 lag die spanische Marke auf Niveau des Vorjahres und erreichte in Deutschland einen Marktanteil von 1,81 Prozent. Seit dem 4. Dezember 2004 war der Seat Toledo in Deutschland erhältlich, der wie der Altea auf der Plattform des VW Golf V basiert.
Am 1. März 2005 wurde am Automobilsalon in Genf der Prototyp des neuen Seat Leon mit 147-kW-Motorisierung (200 PS) vorgestellt. Besonderheiten des Prototyps sind vier Kameras, deren Bilder auf zwei Monitoren im Fahrzeug die Rückspiegel ergänzen und die Rundumsicht verbessern sollen.
Im Mai erzielte die spanische Marke in Deutschland einen Marktanteil von 2,1 Prozent. 6421 Fahrzeuge wurden neu zugelassen, 6,8 Prozent mehr als im Vorjahreszeitraum. Von Januar bis Mai verzeichnet das KBA insgesamt 24.459 Seat-Neuzulassungen. Der Seat-Marktanteil 2005 lag bei 1,8 Prozent.
Nach Kritik von Seat-Händlern in Deutschland gibt es Änderungen an der Firmenpolitik: Die Spanier sollen künftig kleinere, sparsamere Modelle bauen; das Jahresziel wurde von 446.000 auf 390.000 Autos gesenkt.
Im Jahr 2007 stellte Seat auf dem Genfer Automobilsalon eine Studie vor, einen Geländewagen namens Altea Freetrack mit Allrad-Antrieb. Laut Financial Times Deutschland sollte noch im selben Jahr das Serienfahrzeug und in spätestens 36 Monaten eine Limousine oberhalb des Seat Toledo eingeführt werden, die auf dem Audi A4 basieren sollte. Zudem investierte der Mutterkonzern VW 4,5 Milliarden Euro in seine Tochter Seat. Damit begegnete VW Gerüchten, die besagten, VW wolle die Tochter Seat an chinesische Investoren abstoßen. Zum Verkauf kam es letztlich nicht.
Seat stellte am 22. Mai 2008 den neuen Seat Ibiza (intern 6J) der Öffentlichkeit vor. Er basiert als erstes Fahrzeug im Volkswagen-Konzern auf der neuen Kleinwagen-Plattform des damals kommenden Polo.
Mit dem Seat Exeo führte Seat im Jahr 2009 die bereits 2007 angekündigte Limousine auf Basis des von 2004 bis 2008 gebauten Audi A4 ein. Ein Kombi-Modell ist seit Sommer 2009 auf dem Markt. Auf der IAA in Frankfurt stand der erste Prototyp des Ibiza ST namens IBZ, der Mini-Kombi kam 2010 auf den Markt.

### 2010 bis 2020 – Neue Modelle und Umstrukturierung zur Holding
Im Mai 2010 feierte die Seat S.A. ihren 60. Geburtstag und brachte die zweite Generation des Alhambra auf den Markt. Außerdem wurde die aktuelle Ibiza-Baureihe um den Ibiza ST (SportsTourer) erweitert. Mit der Einführung des Seat Mii Ende 2011 stieg Seat seit dem Ende der Arosa-Baureihe wieder in die Klasse der Kleinstwagen ein. Der Seat Mii ist eine Adaption des VW Up! und gehört zur New Small Family innerhalb des Volkswagen-Konzerns. Auf dem Genfer Auto-Salon 2012 präsentierte Seat das Facelift des Seat Ibiza und eine seriennahe Studie des nächsten Seat Toledo. Während der Ibiza bereits kurz nach der Präsentation bestellbar war, sollte die Markteinführung des auf dem Škoda Rapid basierenden Toledo erst Anfang 2013 stattfinden. Die dritte Generation des Seat Leon feierte am 27. September auf dem Pariser Automobil-Salon seine Premiere und kam am 24. November 2012 zu den Händlern. Der Leon ist das erste Modell mit dem neuen Markenlogo.
Wegen weiterhin schlechter Absatzzahlen und hoher Verluste teilte am 15. April 2013 die Volkswagen AG mit, dass der bisherige Präsident und CEO James Muir zum 1. Mai 2013 durch Jürgen Stackmann abgelöst wird. Ebenfalls lief im Mai 2013, nach lediglich vier Jahren, die Produktion des Seat Exeo ohne Nachfolger aus. Als Ersatz dienen der Seat Toledo, der bei Škoda in Tschechien produziert wird, und der Seat Leon ST. Zur Erweiterung der Leon-Baureihe wurde im Laufe des Jahres 2013 der dreitürige Leon SC (Mai) und der Kombi Seat Leon ST (November) eingeführt.
Zur Senkung der CO2-Emissionen weihte die SEAT S.A. im November 2013 nach drei Jahren Bauzeit einen 27,6 Hektar großen und mit 53.000 Photovoltaik-Paneelen ausgestatteten Solarpark ein. Der Solarpark erstreckt sich über das gesamte Werk in Martorell und vermeidet so den Ausstoß von 7.000 Tonnen Kohlendioxid. Mit dem Solarstrom soll zukünftig 25 % der Leon-Produktion CO2-neutral produziert werden. Auf der Bilanz-Pressekonferenz am 24. März 2014 wurde die Entwicklung eines SUV bekanntgegeben, der am 1. März 2016 als Seat Ateca offiziell vorgestellt wurde. Entwickelt wurde das neue Modell bei Seat in Martorell, während die Produktion bei Škoda in Auftrag gegeben wird.
Mit der Wiedereinführung des Leon Cupra präsentierte Seat diesen im Frühjahr 2014 in den Ausbaustufen mit 265 und 280 PS (jeweils als 3- oder 5-Türer). Auf dem Pariser Autosalon im Oktober feierte Seat den 30. Geburtstag des Ibiza, der 1984 ebenfalls in Paris vorgestellt wurde. Auf Basis des Leon ST wurde in Paris der Allradkombi Leon X-PERIENCE präsentiert. Ein Jahr nach dem Start des neuen Leon Cupra wurde im März 2015 der Seat Leon ST Cupra vorgestellt. Im November ersetzte der Cupra 290 die bisherige Cupra-280-Version in allen Modellvarianten.
Im Zuge personeller Änderungen innerhalb des Konzerns wurde der bisherige Vorstandsvorsitzende der Seat S.A. Jürgen Stackmann am 25. September 2015 zum Marketing-Vorstand für Volkswagen PKW berufen. Auf Stackmann folgte zum 1. November bisherigen Marketing-Vorstand der Audi AG, Luca de Meo als Vorstandsvorsitzender der Seat S.A. Aufgrund einer Neuordnung der Produktionsstandorte innerhalb der Audi AG, wird Seat ab 2018 für die Produktion des Audi A1 am Stammsitz Martorell verantwortlich sein. Im Gegenzug wird die Produktion des Audi Q3 von Martorell ins ungarische Győr verlegt.
Im Geschäftsjahr 2015 schrieb Seat erstmals seit 7 Jahren wieder schwarze Zahlen. Nach Steuern konnte ein Gewinn in Höhe von 6 Millionen Euro ausgewiesen werden.
Im Vorfeld zum Automobilsalon in Genf 2018 teilte Seat mit, dass aus den Sportmodellen eine neue Marke entstehen soll, die den Namen Cupra trägt. Zusätzlich werden die Motorsport-Aktivitäten, die bisher als Seat-Sport geführt wurden, auf die Marke Cupra übertragen. Auf dem Mobile World Congress 2018 präsentierte Seat mit Xmoba ein neues Tochterunternehmen, das Servicedienstleistungen für zukünftige Mobilität bereitstellen soll. Durch diese Ausgliederungen und Neugründungen wird die Seat S.A. zu einer Holdinggesellschaft umstrukturiert mit den Marken Seat und Cupra, sowie Xmoba und dem SEAT Metropolis:Lab.

### 2010 bis heute – Coronakrise und Elektromobilität
Luca de Meo wurde 2020 durch Wayne Griffiths abgelöst, der eine lange Karriere bei Volkswagen hinter sich hat. Ihm gelang es die Marke Cupra erfolgreich zu vermarkten und weiterzuentwickeln. Im Jahre 2021 kam das erste Auto mit reinem Elektroantrieb, der Cupra Born heraus.
Im Rahmen der Internationalen Automobilausstellung 2023 in München sagte der Seat-Aufsichtsratsvorsitzende und VW-Vorstand Thomas Schäfer, dass man zum Ende des Jahrzehnts die Marke Seat beerdigen wolle: „Die Zukunft von Seat ist Cupra.“ Laut Schäfer verkauften sich der Name der jungen Marke Cupra – und die Autos – auf dem internationalen Markt besser. Man könne es sich nicht leisten, in beide Marken zu investieren. Cupra habe eindeutig die besseren Marktchancen. „Deshalb werden wir stark in Cupra investieren, das wird hochgefahren.“ Es sei geplant, die bestehenden Seat-Modelle in ihren derzeitigen Lebenszyklen weiterzuproduzieren. Aber Ende des Jahrzehnts sei Schluss. Nur noch Elektroroller werden von 2030 an den traditionsreichen Namen Seat tragen.
Im Jahre 2024 wurden von Seat 558.169 Wagen ausgeliefert, 7,5 % mehr als im Vorjahr, davon waren 248.123 Cupra, 42 % des Gesamtumsatzes.
Die SEAT Gruppe im Volkswagen Konzern hat im Jahr 2024 einen operativen Gewinn von 633 Millionen Euro eingefahren, 1 % mehr als 2023, die Gewinnmarge erhöhte sich nicht.
In der ersten Aprilwoche 2025 reichte Wayne Griffiths plötzlich seinen Rücktritt ein. Nachfolger wurde einstweilen Markus Haupt, der ebenfalls mehr als 20 Jahre im internationalen Geschäft von Volkswagen tätig war.
Volkswagen steht nun vor der Herausforderung große Investitionen in den Elektroantrieb vorzunehmen. Dies zugleich mit den Schwierigkeiten, welche erhöhte Zollabgaben mit sich bringen, denn die Europäische Union besteuert das in China hergestellte Cupra-Modell Tavascan mit insgesamt 30,7 %.

### Entwicklung des Seat-Logos

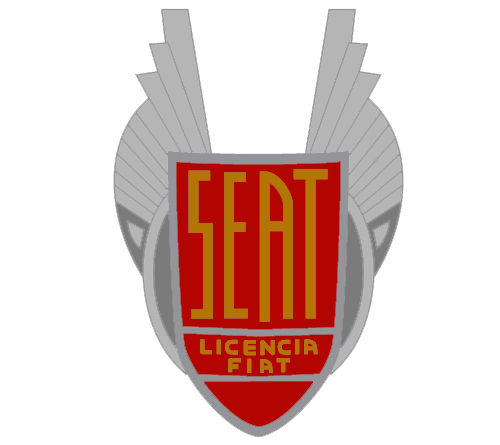
1950 bis 1960
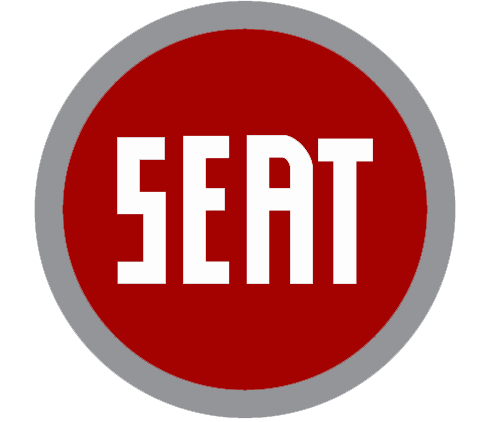
1960 bis 1970
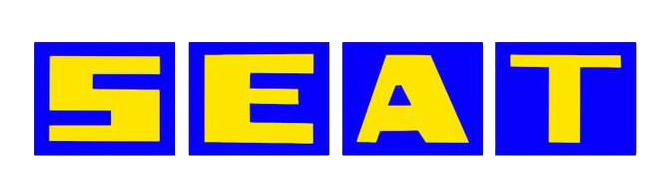
1970 bis 1982
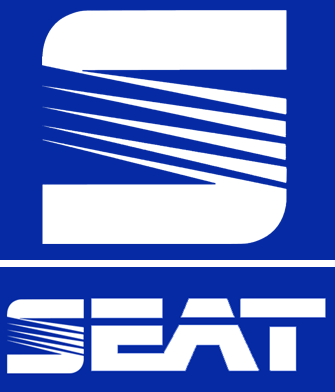
1982 bis 1990
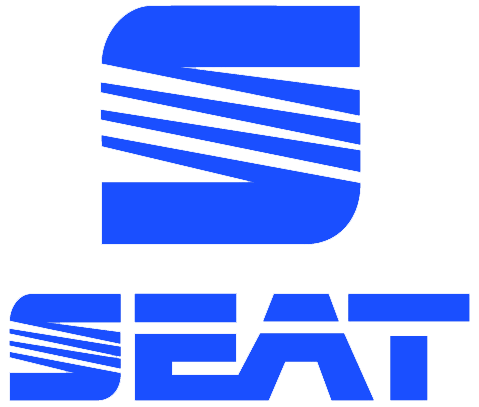
1990 bis 1999
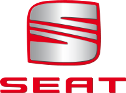
1999 bis 2012
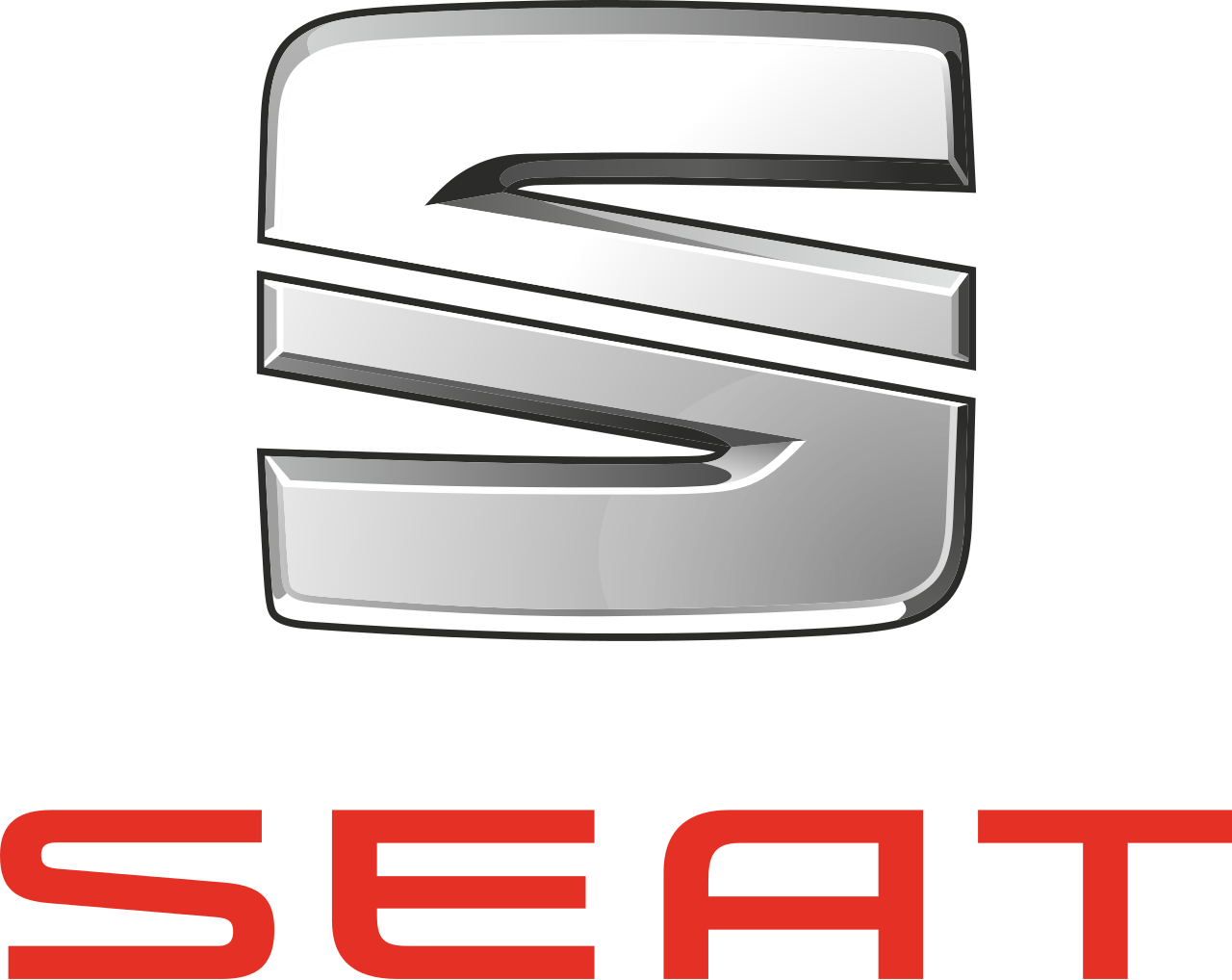
2012 bis 2017
Seit 2017

### Geschäftsführung

#### Vorstand
(Stand: 1. Januar 2023 | Quelle:)
| Geschäftsbereich          | Name                    | Mitglied seit     | vorherige Position                                                 |
| ------------------------- | ----------------------- | ----------------- | ------------------------------------------------------------------ |
| Vorstandsvorsitzender     | Wayne Anthony Griffiths | 1. Oktober 2020 1 | Vorstand Vertrieb und Marketing, SEAT S.A.                         |
| Beschaffung               | Alfonso Sancha          | 1. September 2019 | Leiter Konzernbeschaffung Metall, Volkswagen AG                    |
| Finanz und IT             | Patrik Andreas Mayer    | 1. Oktober 2024   | CFO der Marke Volkswagen                                           |
| Personal und Organisation | Laura Carnicero         | 1. Juli 2022      | Leiterin Ausbildung und Entwicklung, SEAT S.A.                     |
| Produktion und Logistik   | Markus Haupt            | 1. September 2022 | Präsident, Volkswagen Navarra S.A. & General Manager Werk Pamplona |
| Technische Entwicklung    | Werner Tietz            | 1. Juli 2020      | Leiter der Entwicklungsabteilung, Bentley Motors Limited           |
| Vertrieb und Marketing    | Kai Vogler              | 1. Oktober 2021   | Regionalleiter Europa, Volkswagen Financial Services AG            |

#### Verwaltungsrat
(Stand: 1. Juni 2021 | Quelle)
| Funktion     | Name                          | weiteres Wirken                                                              |
| ------------ | ----------------------------- | ---------------------------------------------------------------------------- |
| Vorsitzender | Thomas Schmall                | Vorstandsmitglied Volkswagen AG, Geschäftsbereich Technik                    |
| Mitglied     | Ingrun-Ulla Bartölke          | Leiterin Konzern-Rechnungswesen und externe Berichterstattung, Volkswagen AG |
| Mitglied     | Oliver Blume                  | Vorstandsvorsitzender Porsche AG und Volkswagen AG                           |
| Mitglied     | Luis Comas Martinez de Tejada |                                                                              |
| Mitglied     | Bernd Osterloh                | Vorsitzender des Gesamt- und Konzernbetriebsrats, Volkswagen AG              |
| Mitglied     | Stefan Piëch                  | Alleinvorstand und Hauptaktionär, Your Family Entertainment AG               |
| Mitglied     | Josep Piqué                   | Spanischer Politiker und Außenminister a. D.                                 |
| Mitglied     | Mark Philipp Porsche          | Geschäftsführer, F.A. Porsche Beteiligungen GmbH                             |
| Mitglied     | Hiltrud Dorothea Werner       | Vorstand Integrität und Recht, Volkswagen AG                                 |

## Modelle

### Fiat-Lizenzbauten

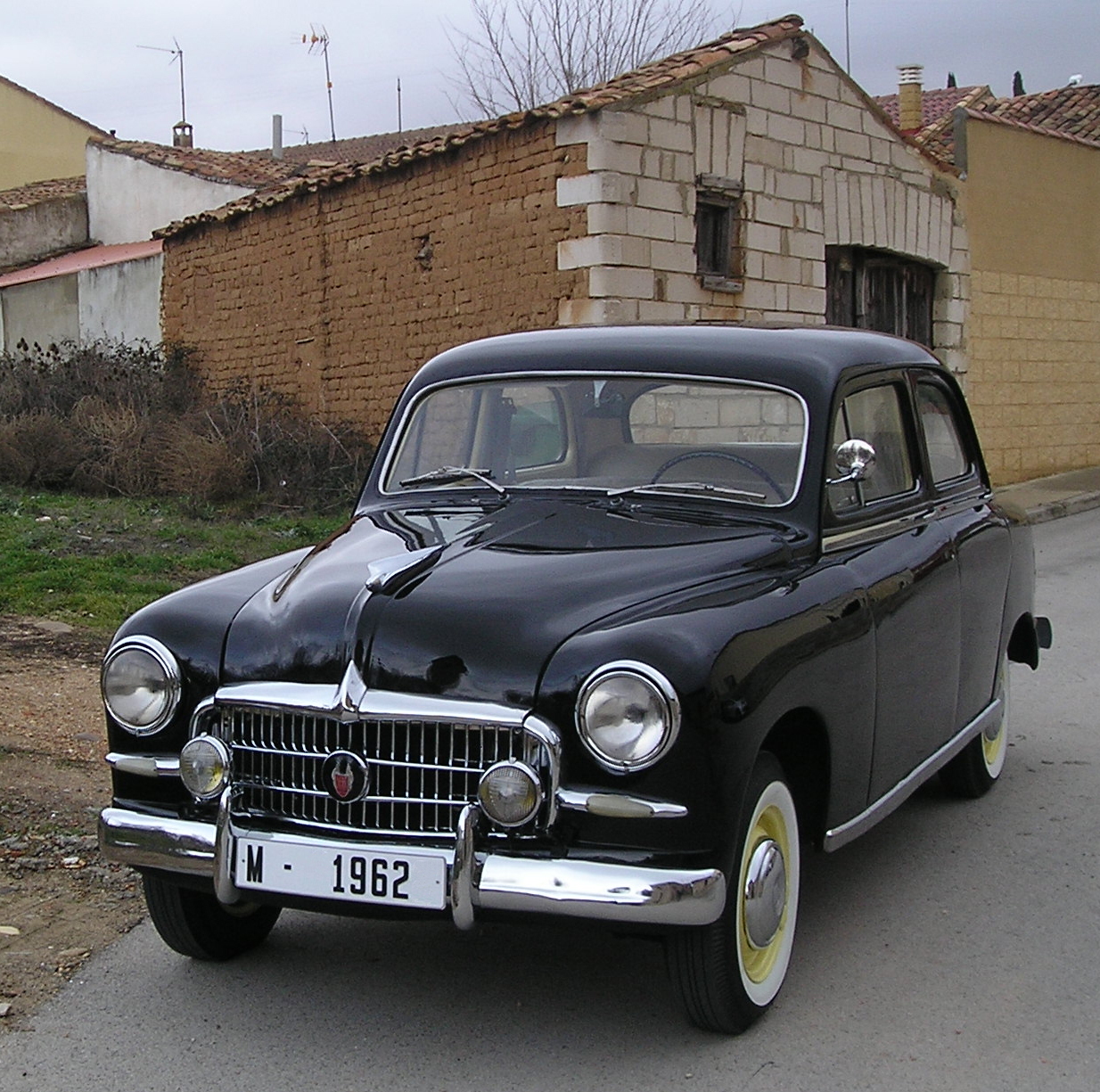
Seat 1400 (1953–1964)
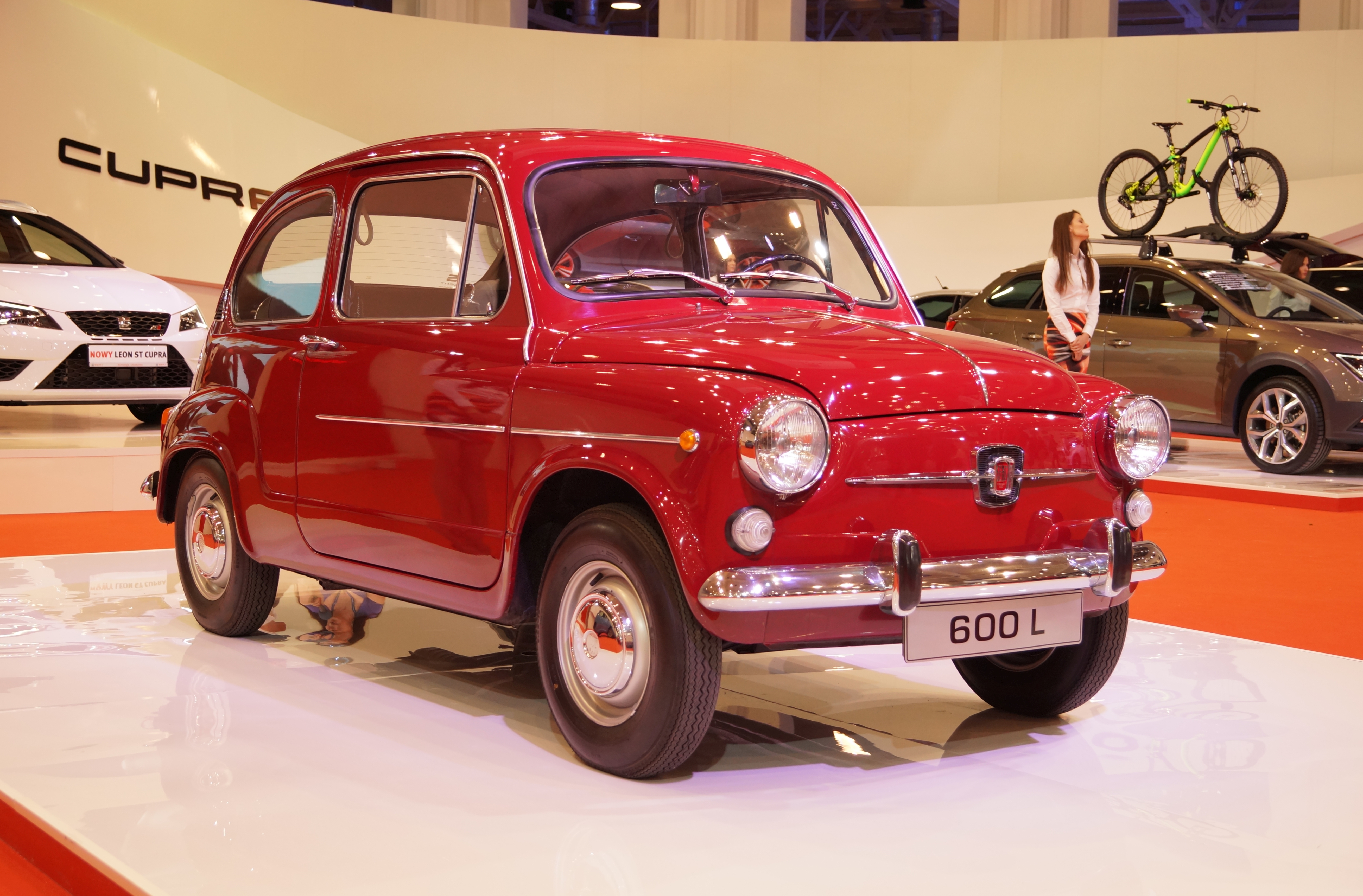
Seat 600 (1957–1973)
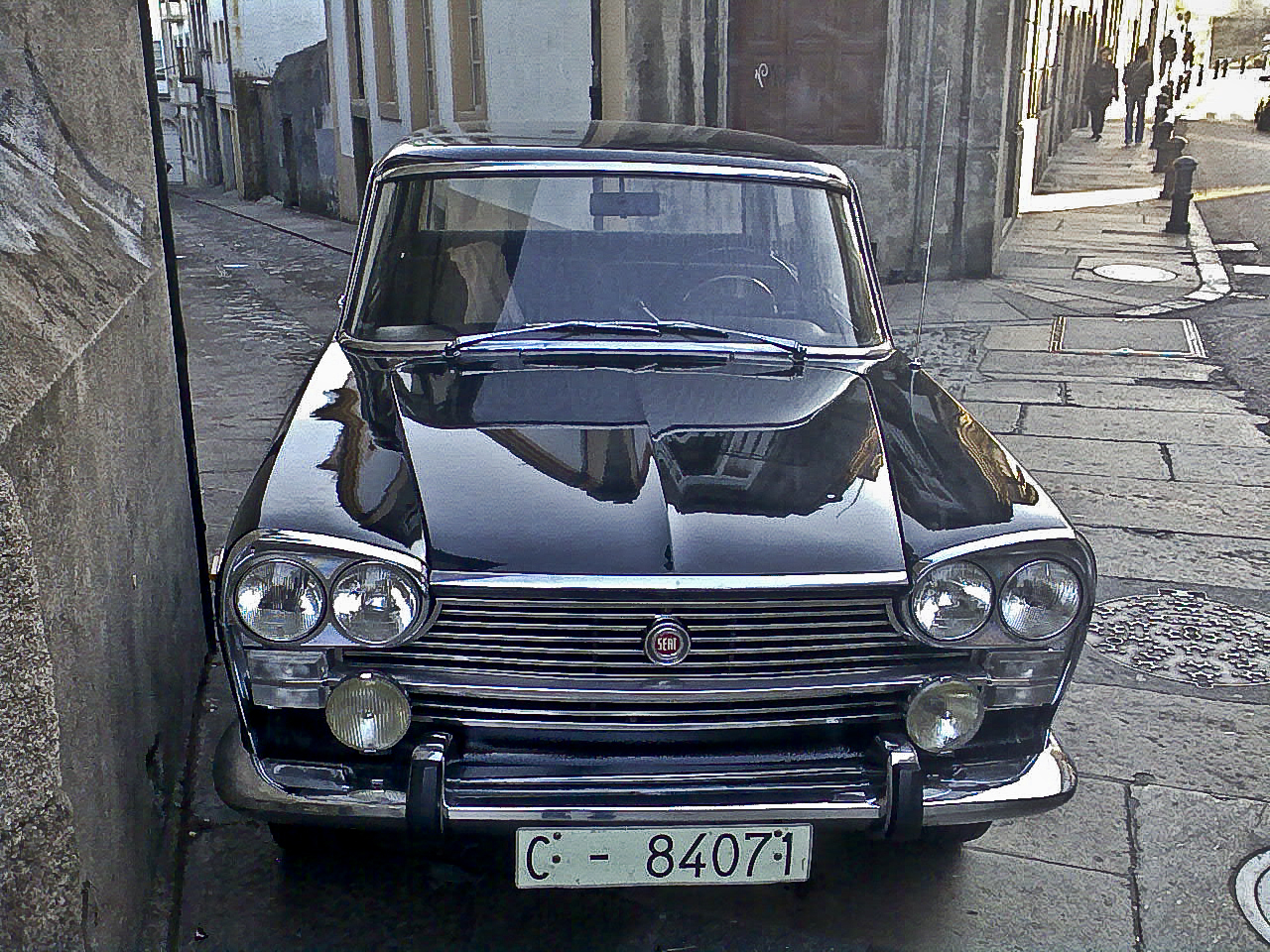
Seat 1500 (1963–1972)
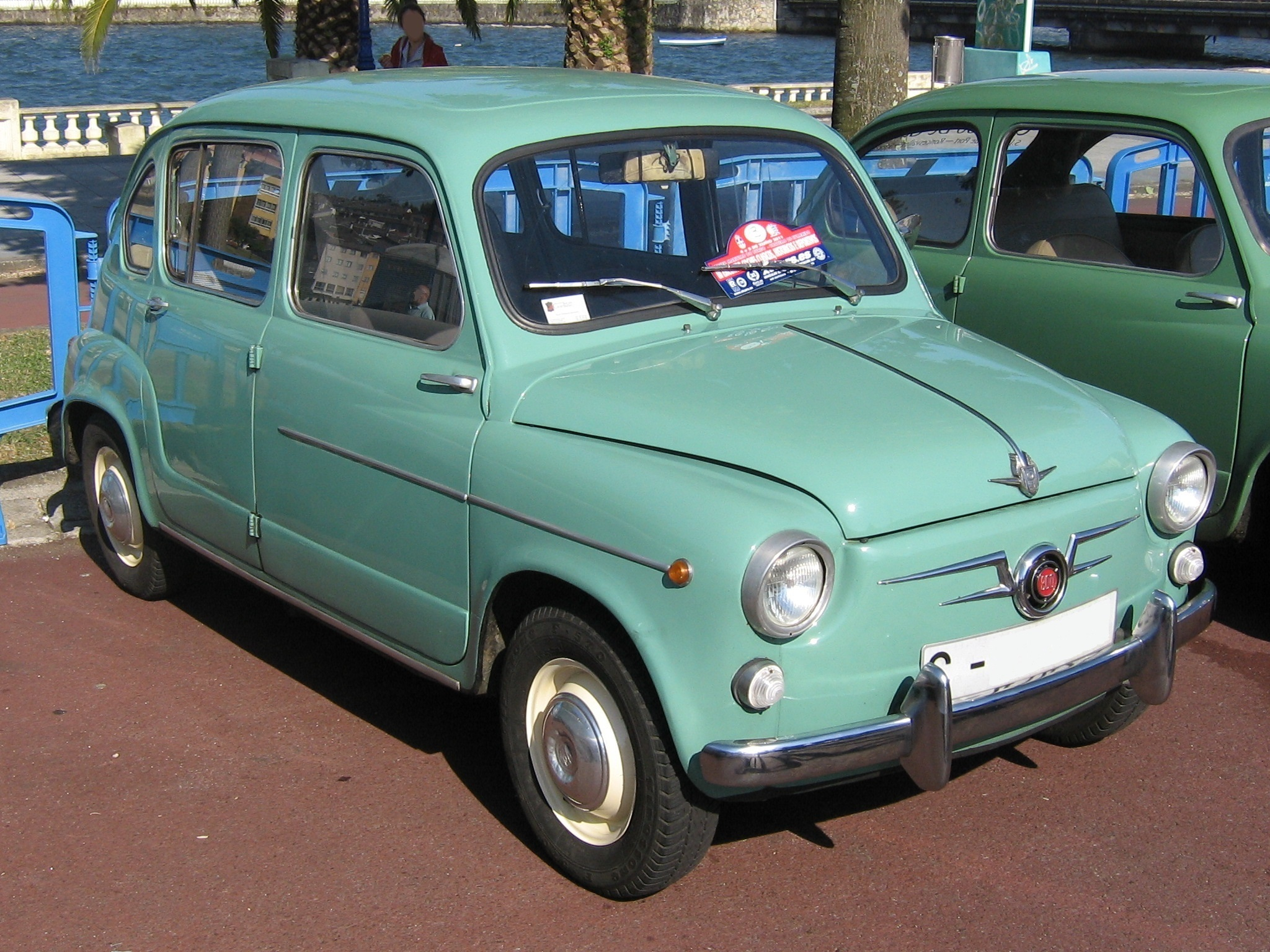
Seat 800 (1964–1967)
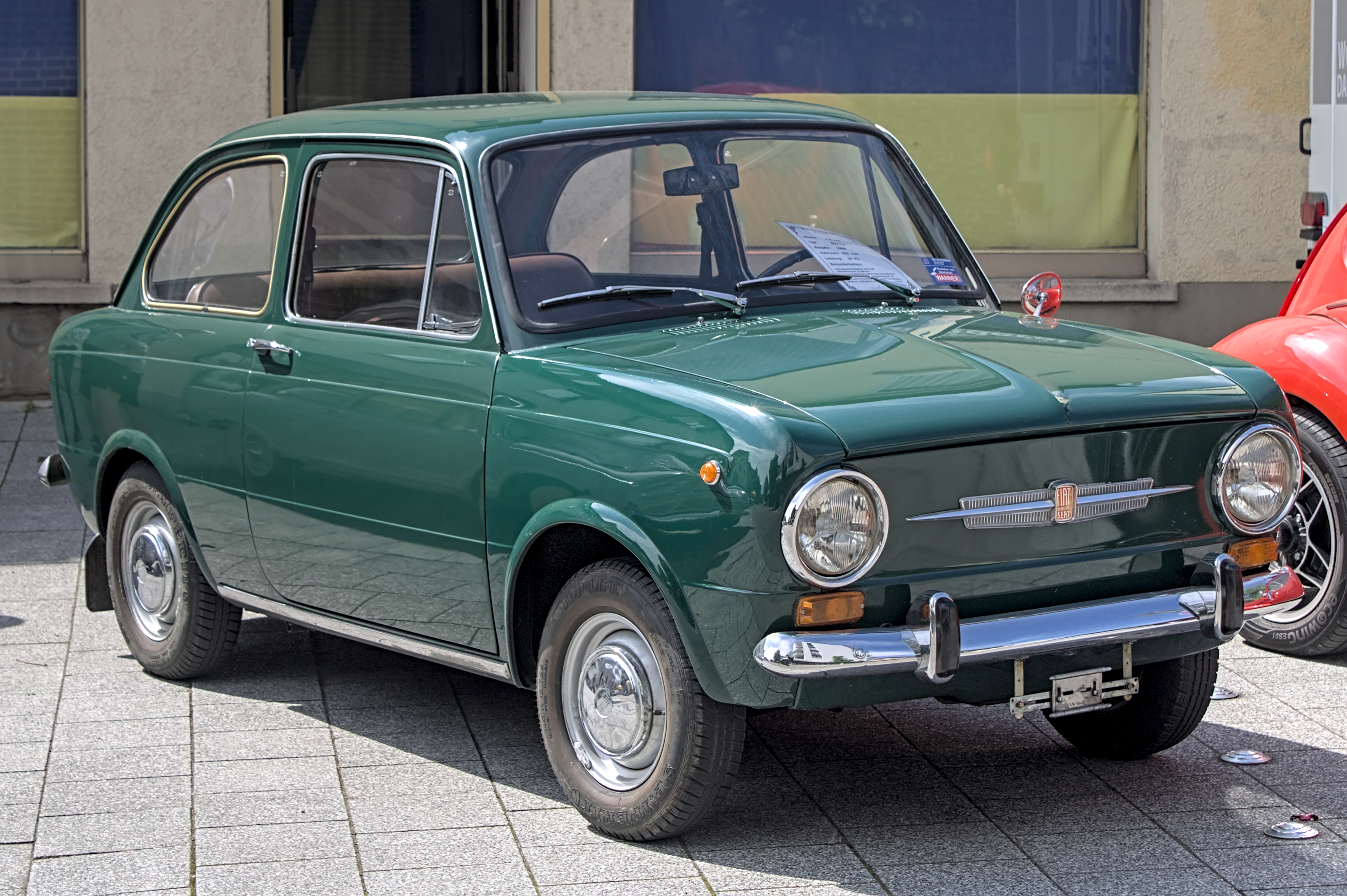
Seat 850 (1964–1973)
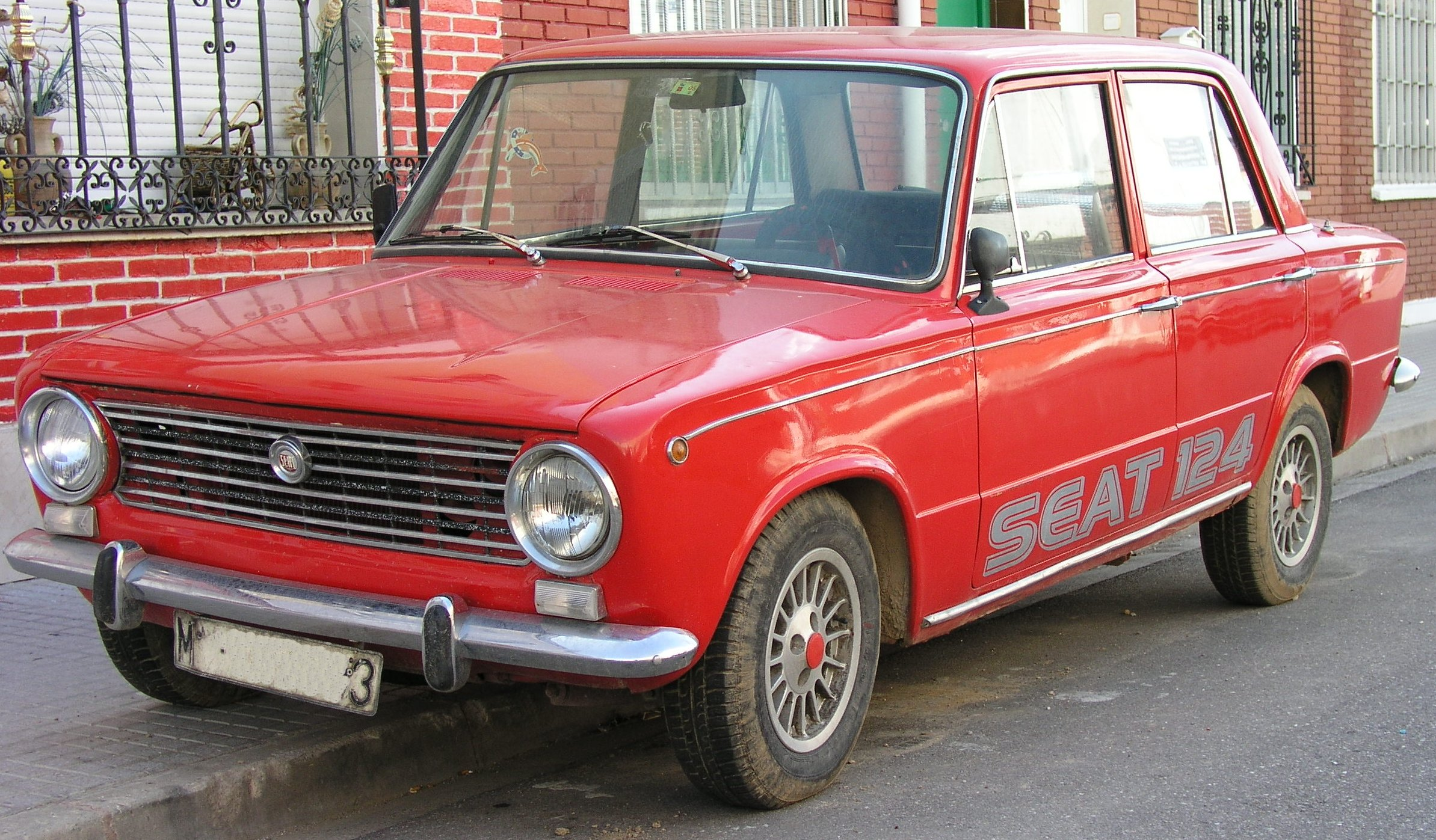
Seat 124 (1968–1980)
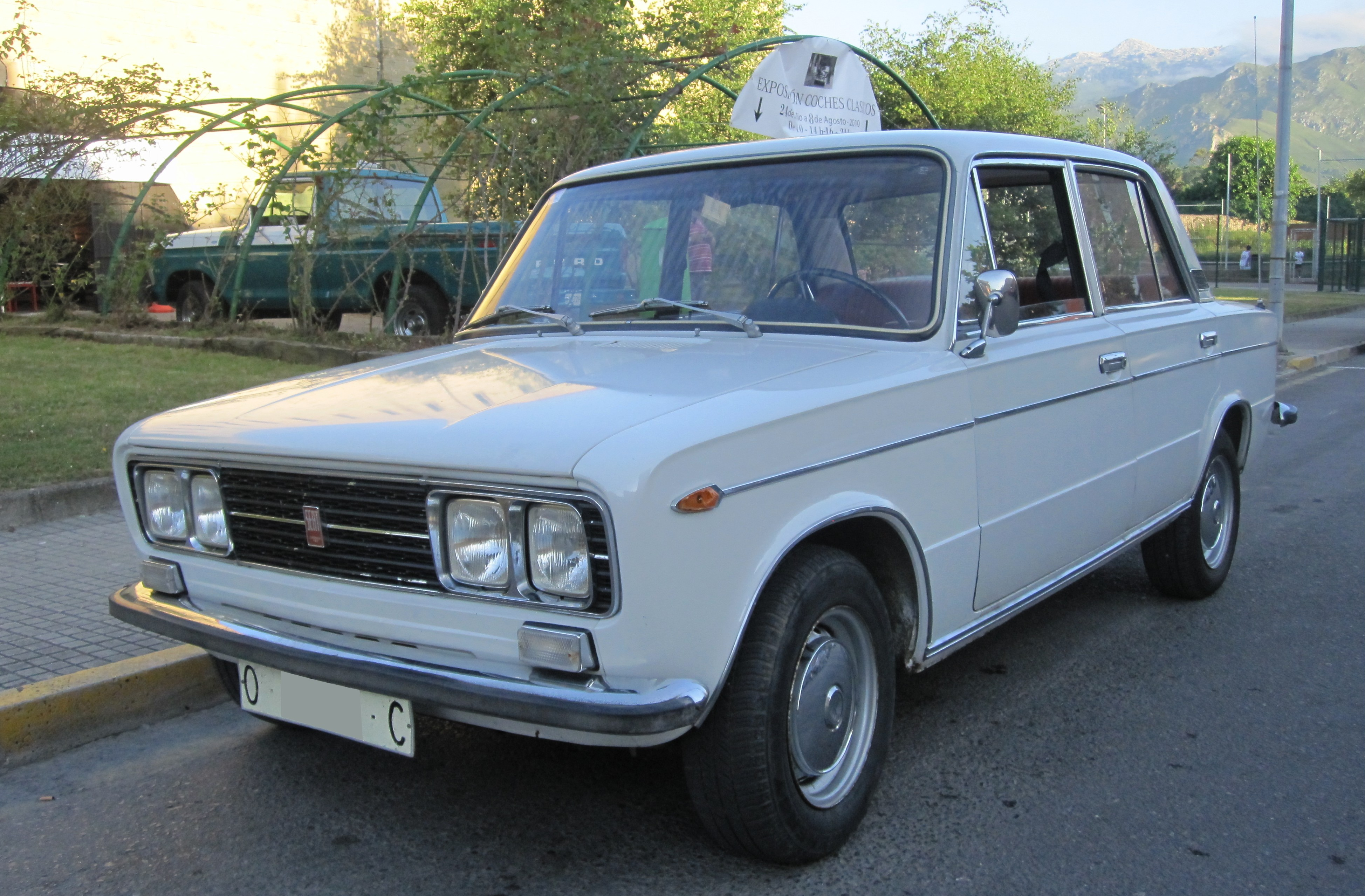
Seat 1430 (1969–1975)
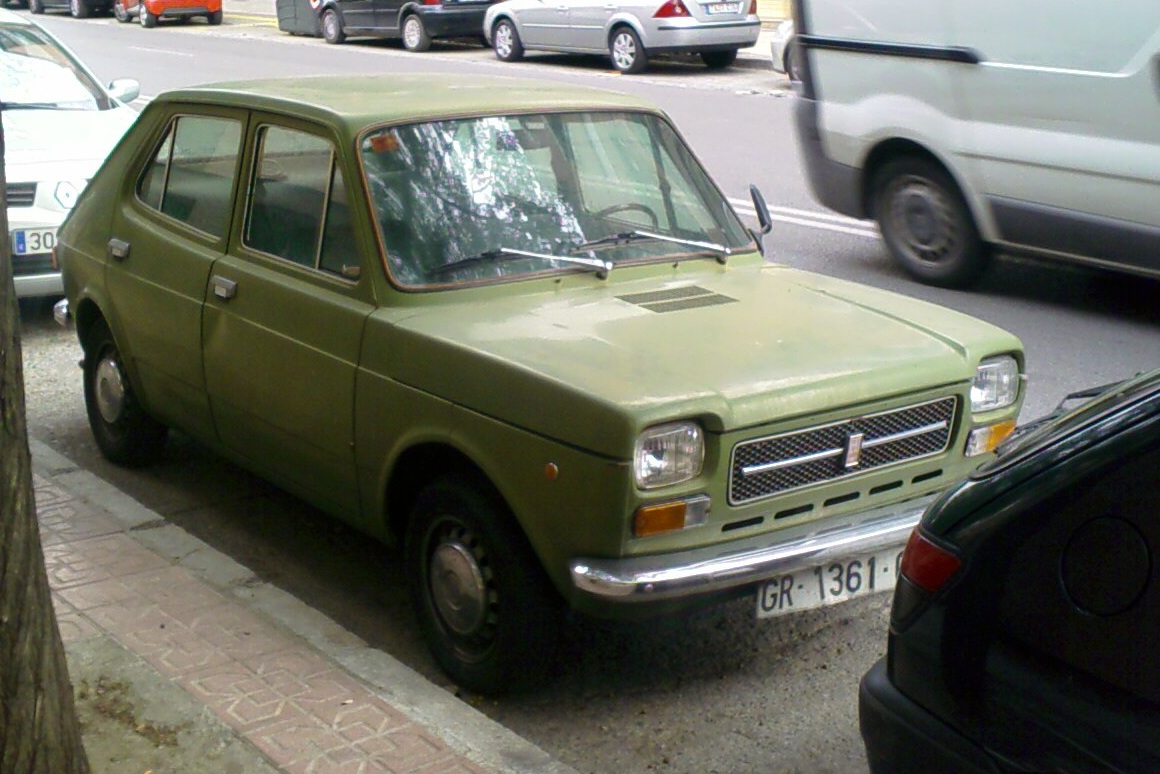
Seat 127 (1972–1982)
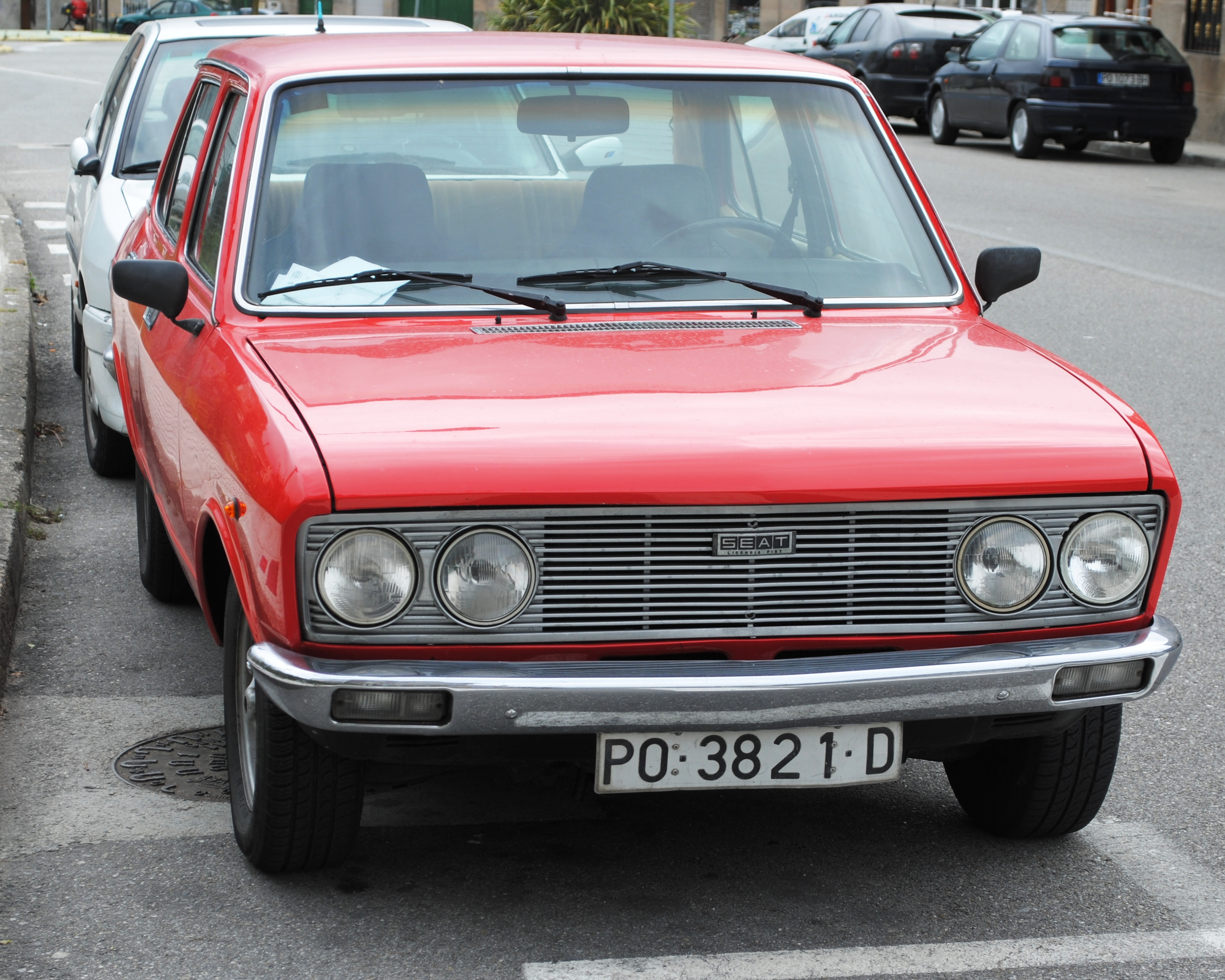
Seat 132 (1973–1981)
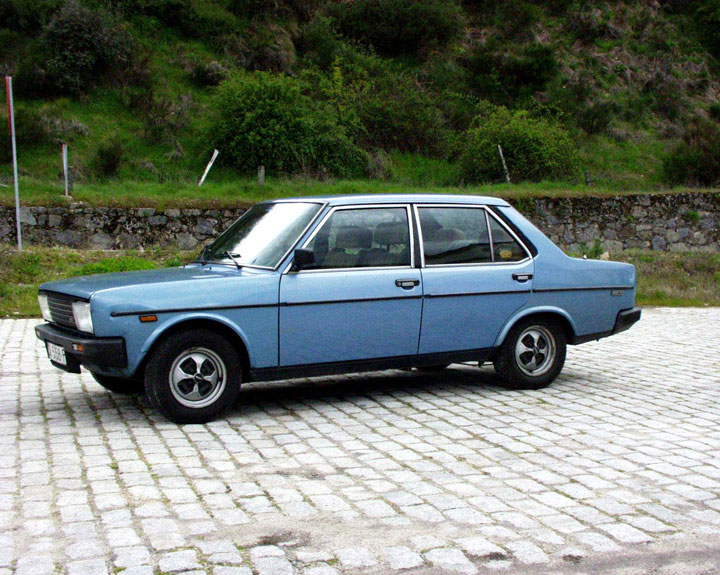
Seat 131 (1975–1985)
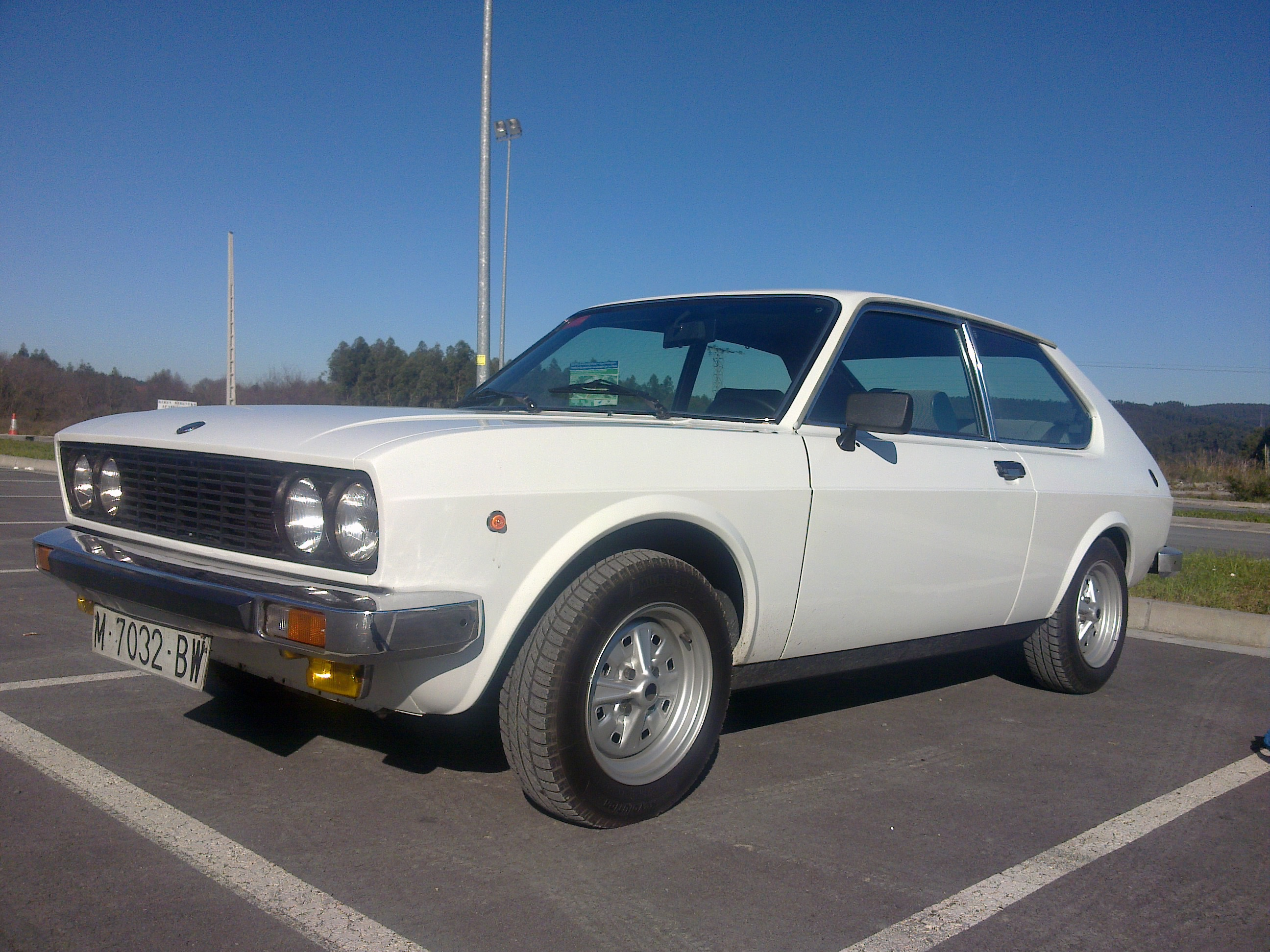
Seat 128 3p (1977–1979)
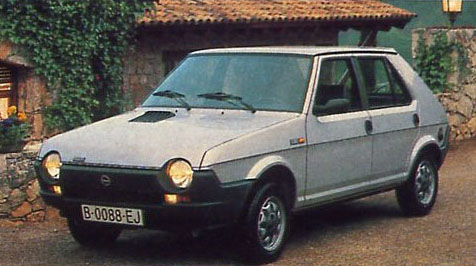
Seat Ritmo (1979–1983)
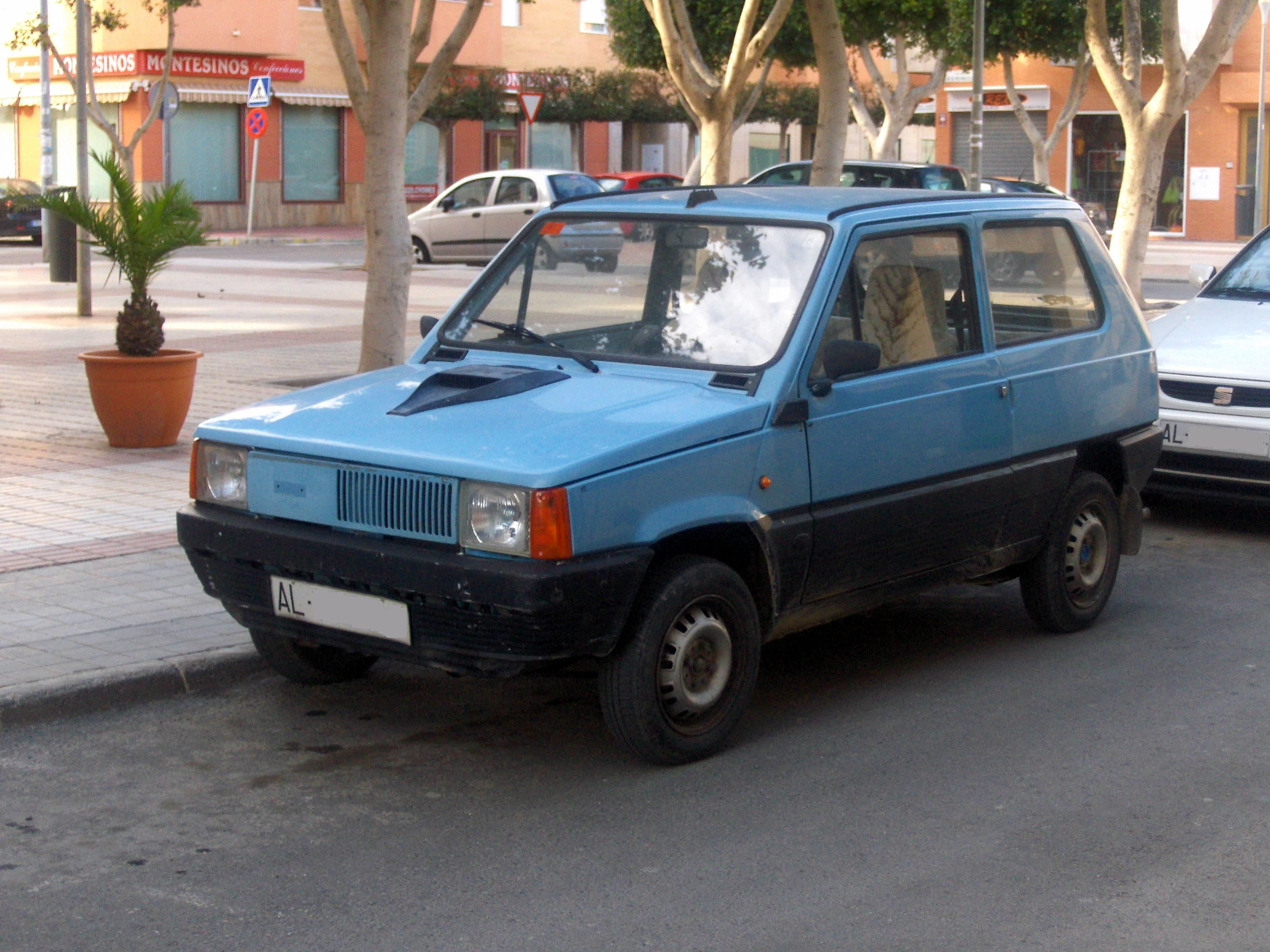
Seat Panda (1980–1985)
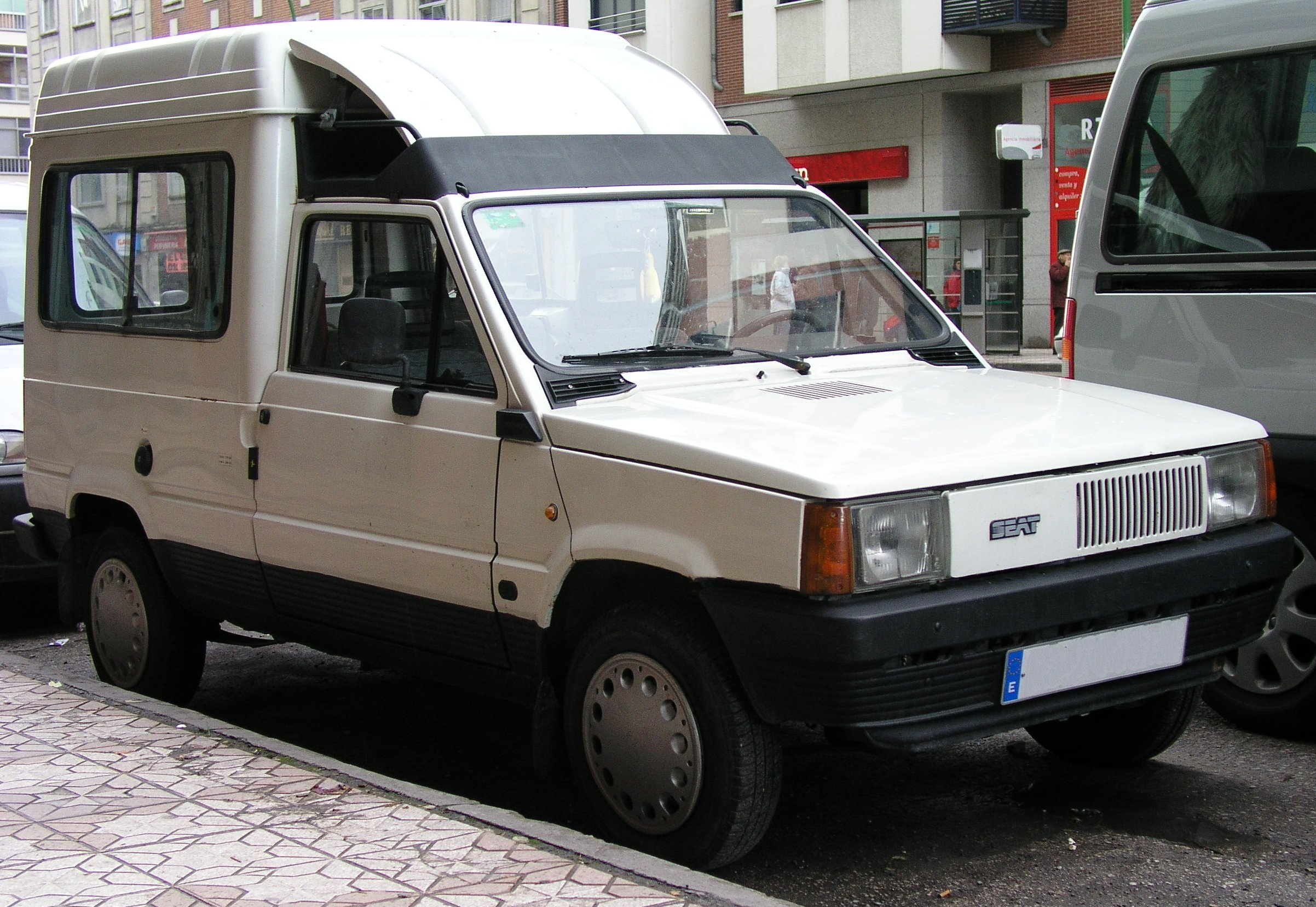
Seat Trans (1980–1985)
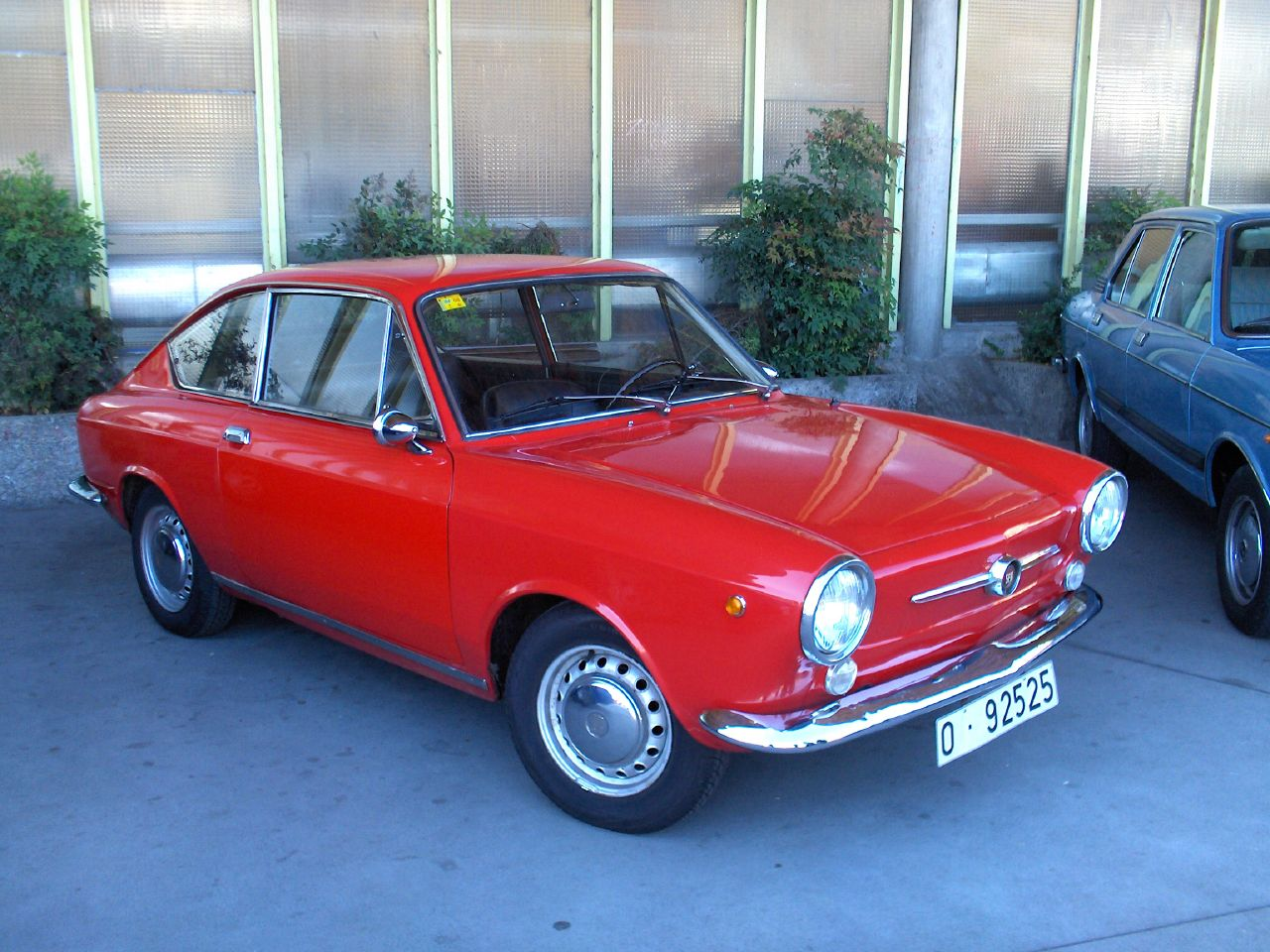
Seat 850 Sport Coupé
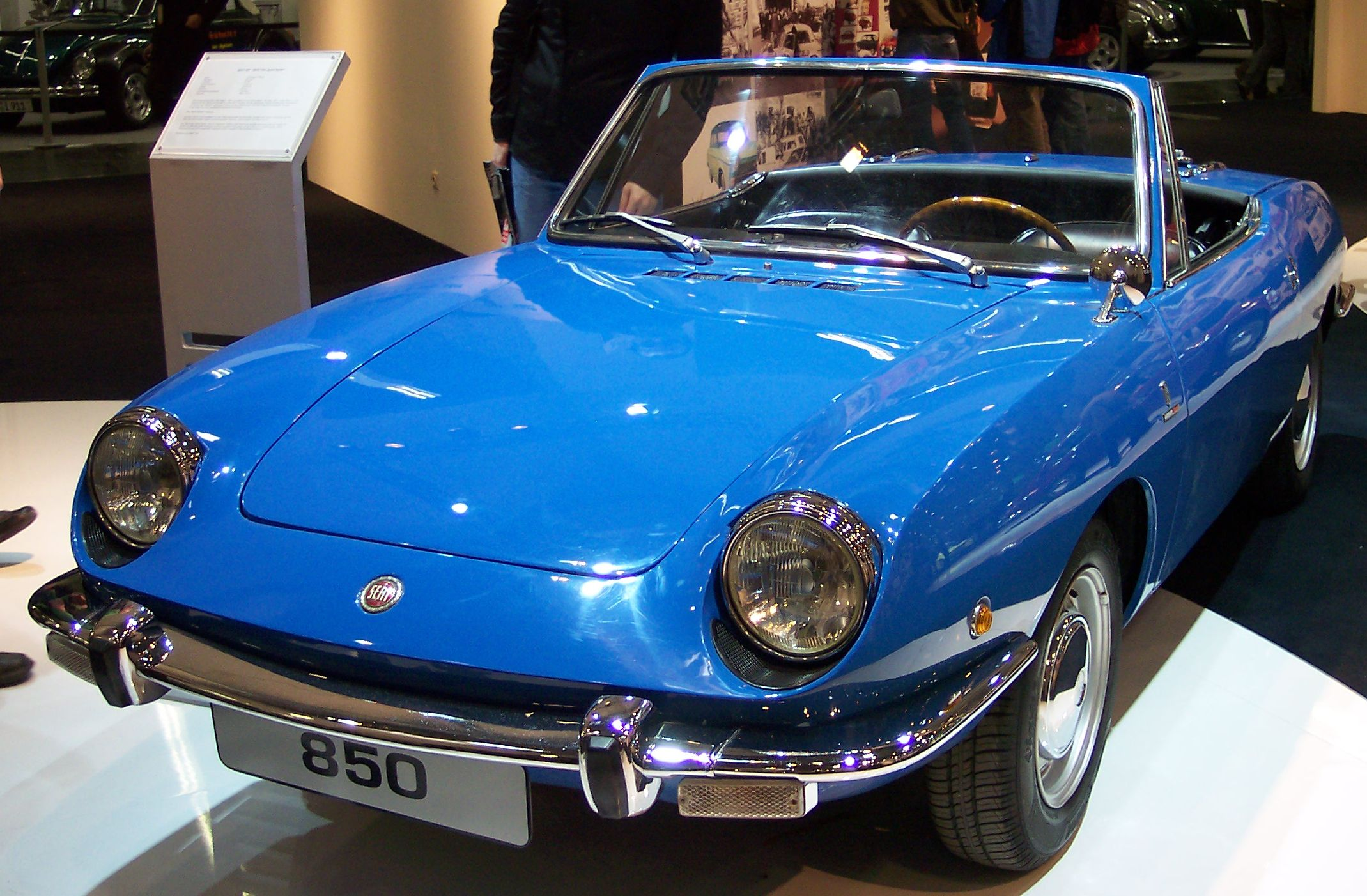
Seat 850 Spyder

### Eigenentwicklungen auf Fiat-Basis

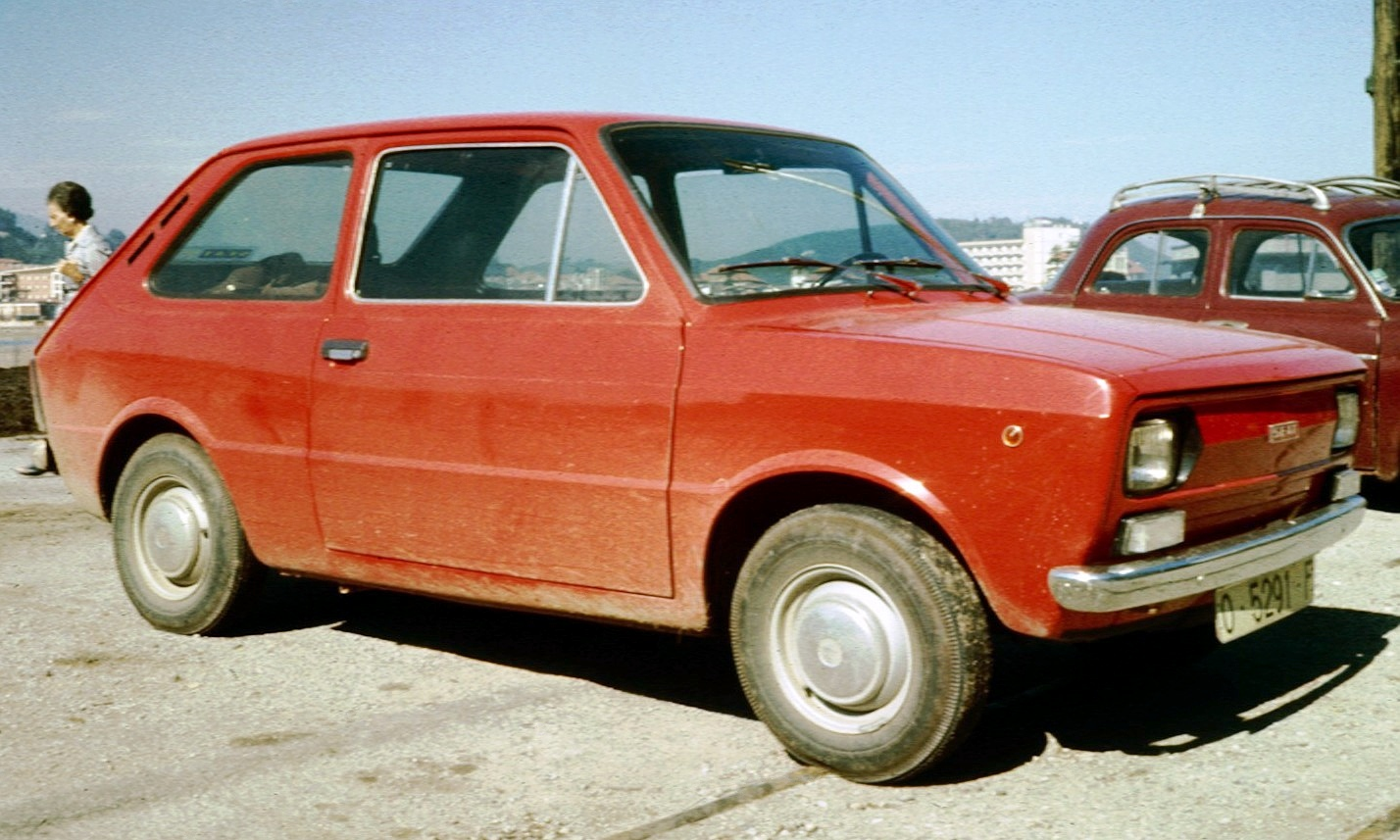
Seat 133 (1974–1981)
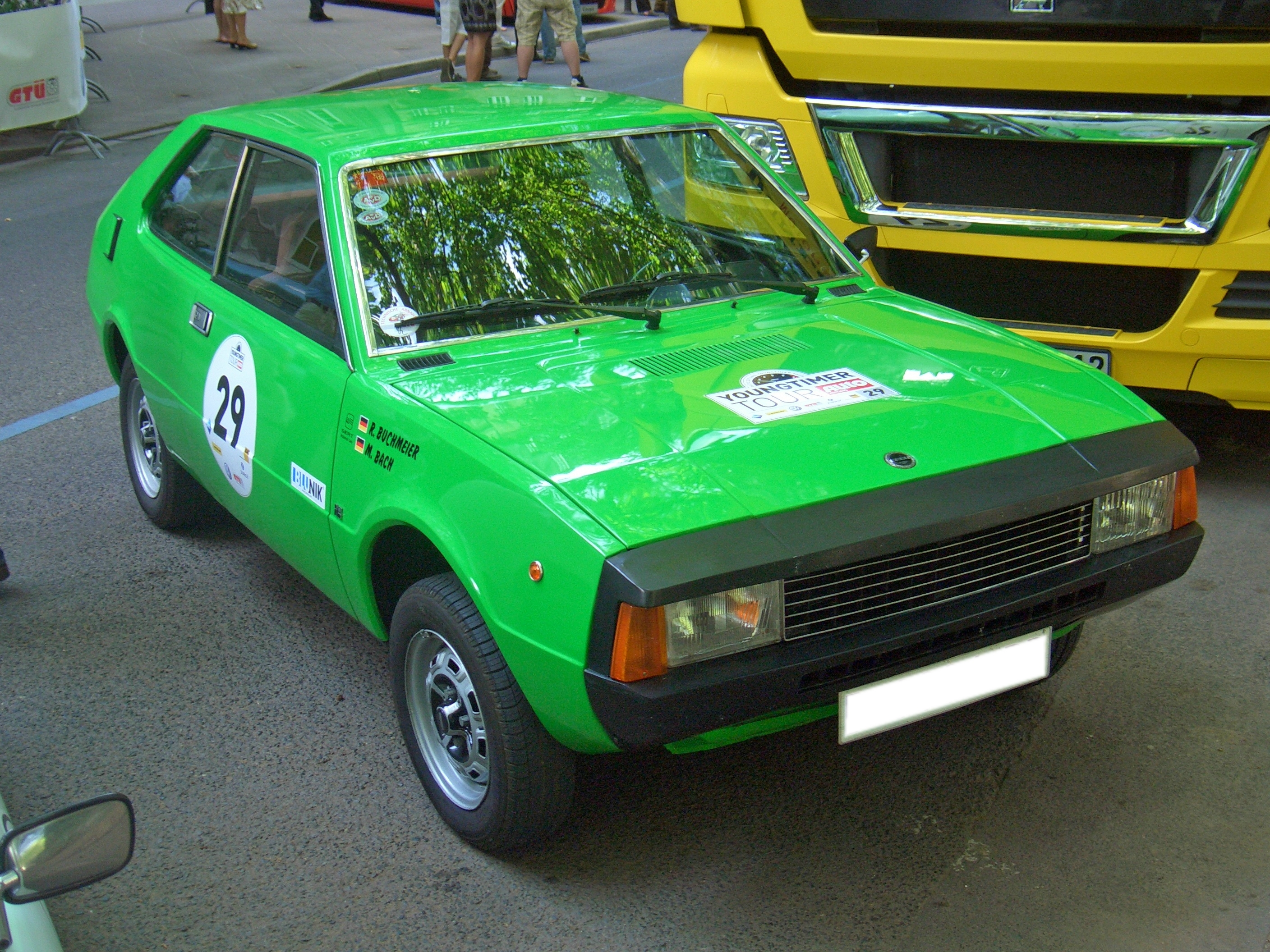
Seat 1200/1430 Sport Coupé (Bocanegra; 1975–1979)
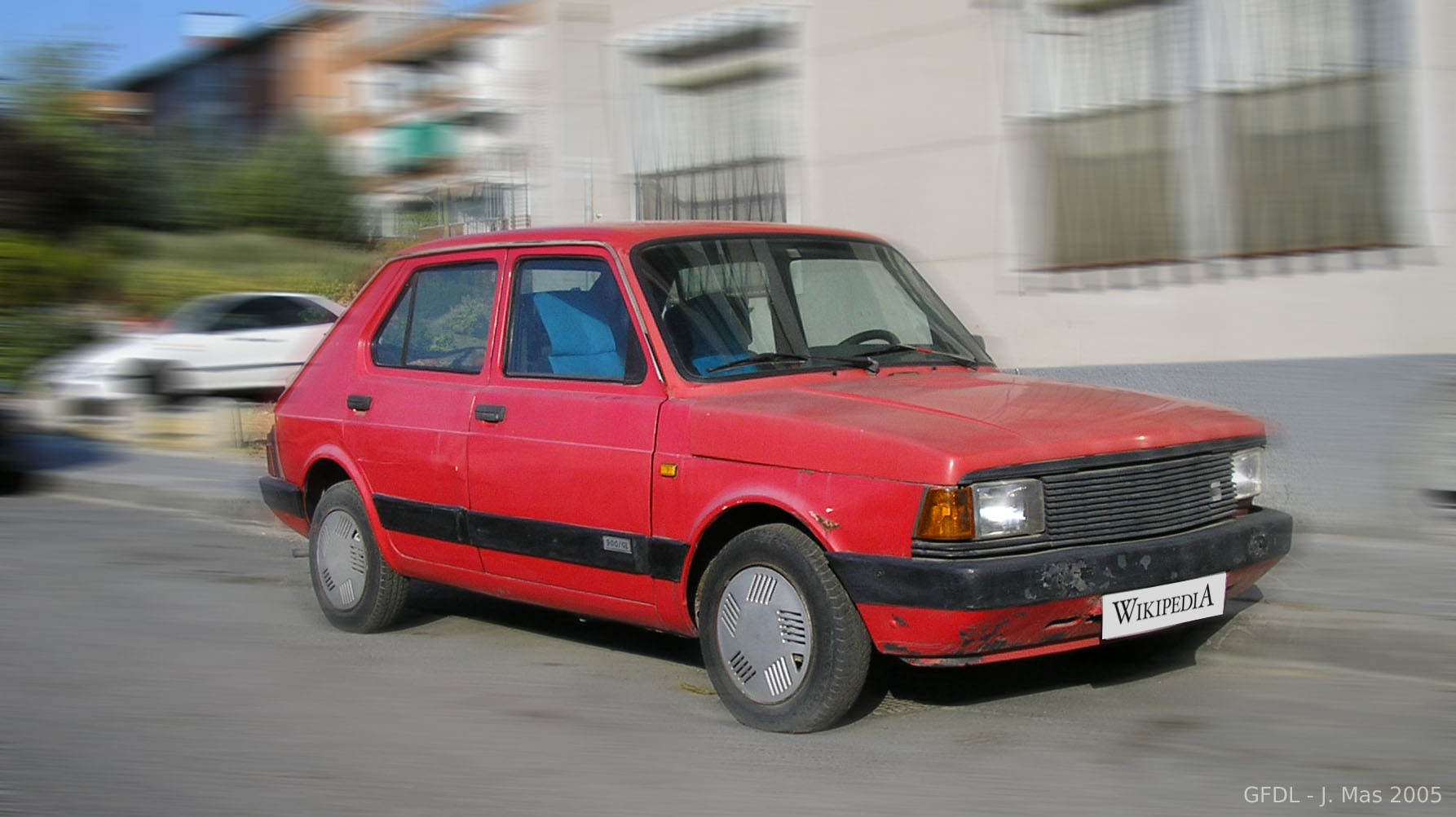
Seat Fura (1982–1985)
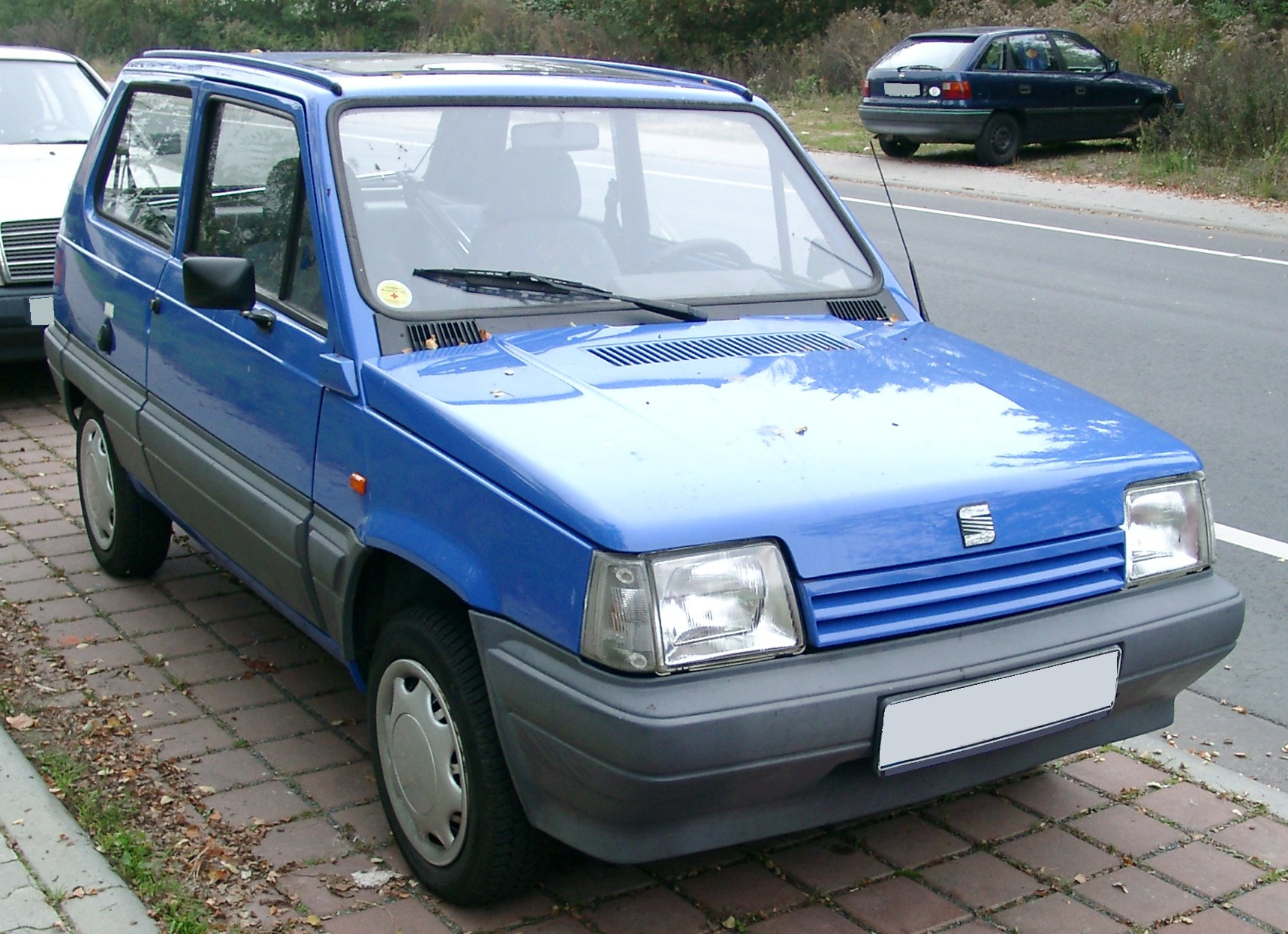
Seat Marbella (1985–1998)
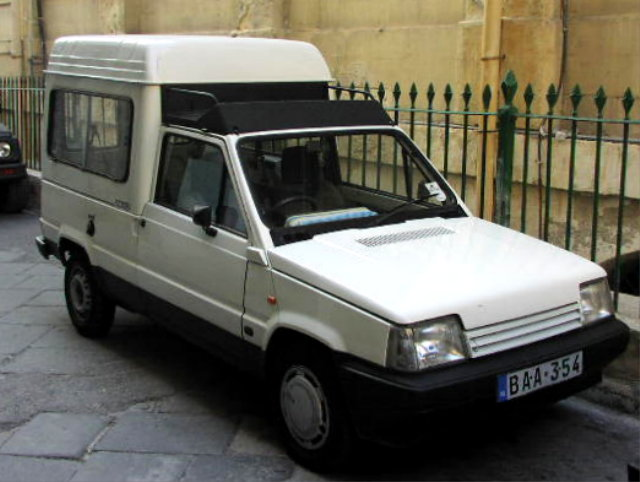
Seat Terra (1983–1995)
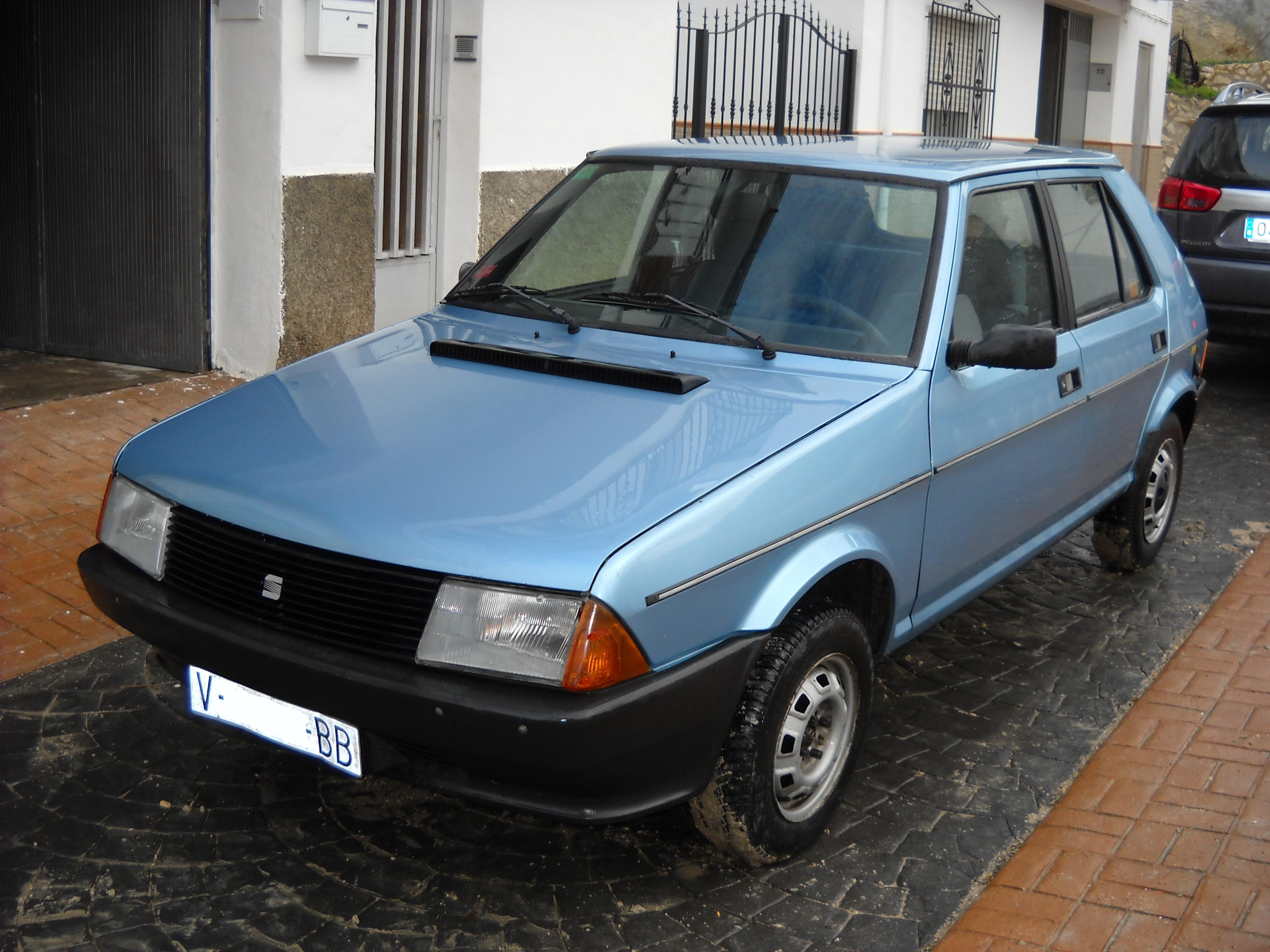
Seat Ronda (1983–1986)
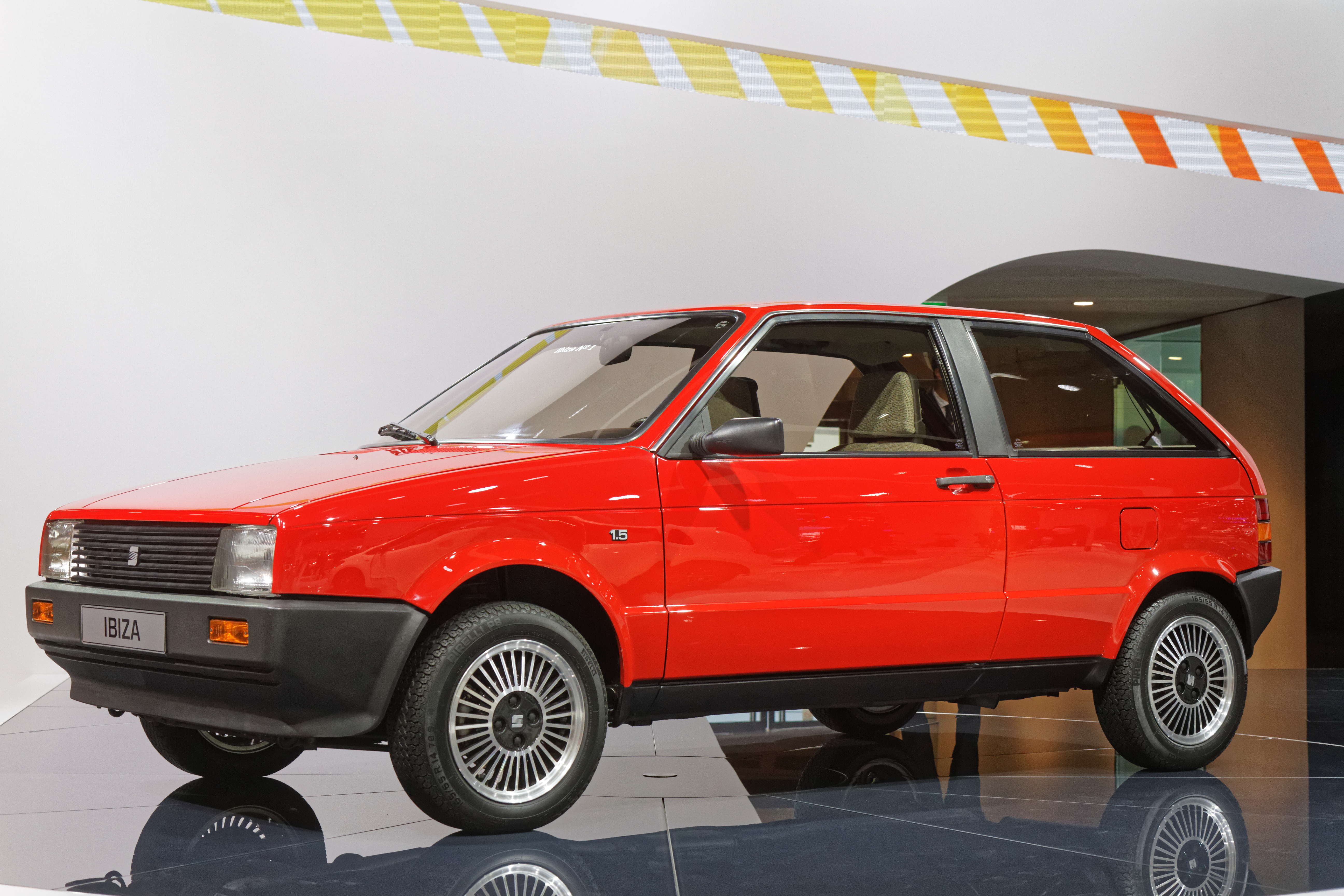
Seat Ibiza (1984–1993)
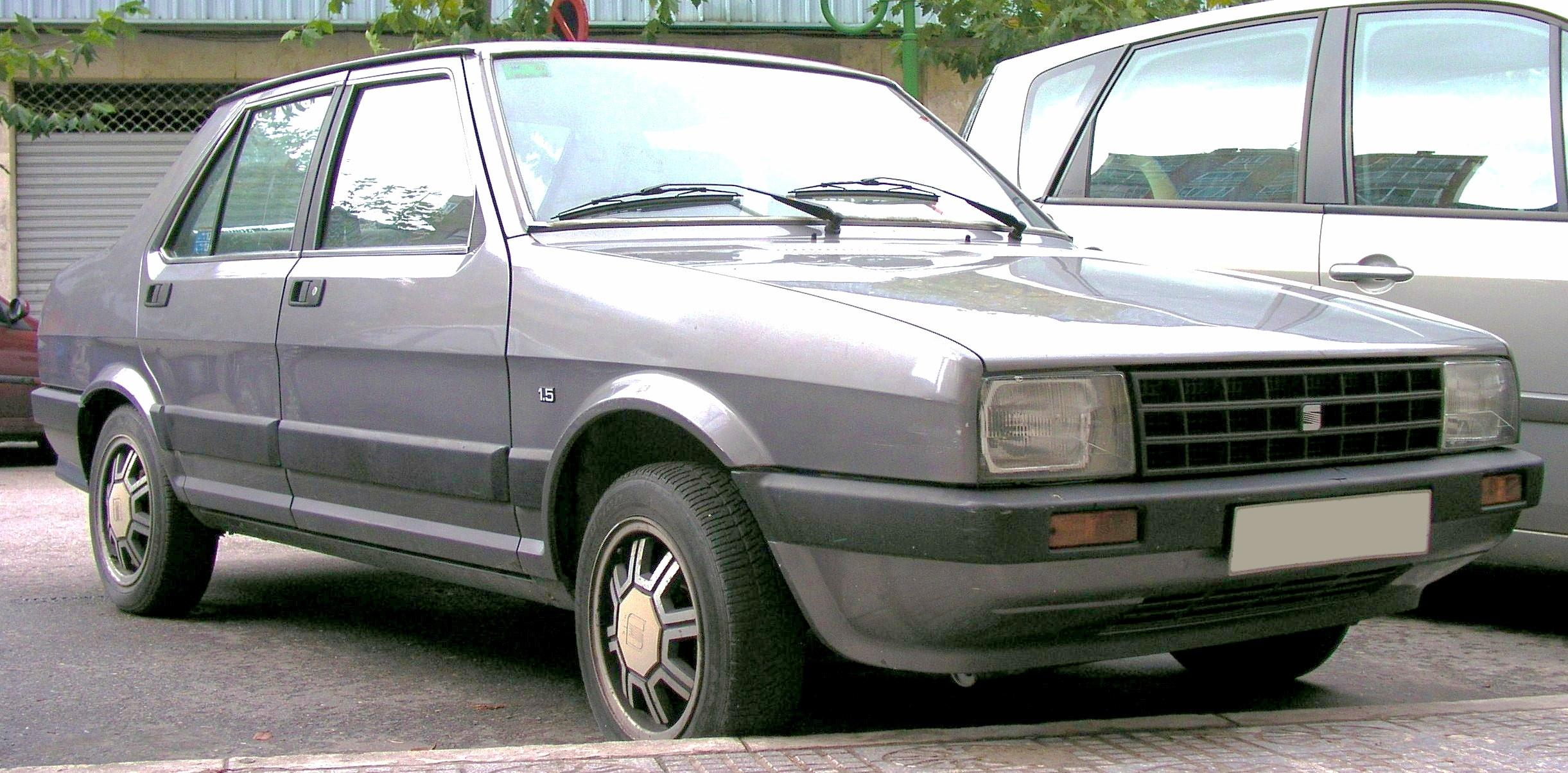
Seat Malaga (in Griechenland: Seat Gredos; 1985–1991)

### Modelle auf Basis von Volkswagen, Škoda und Audi

#### Kleinstwagen

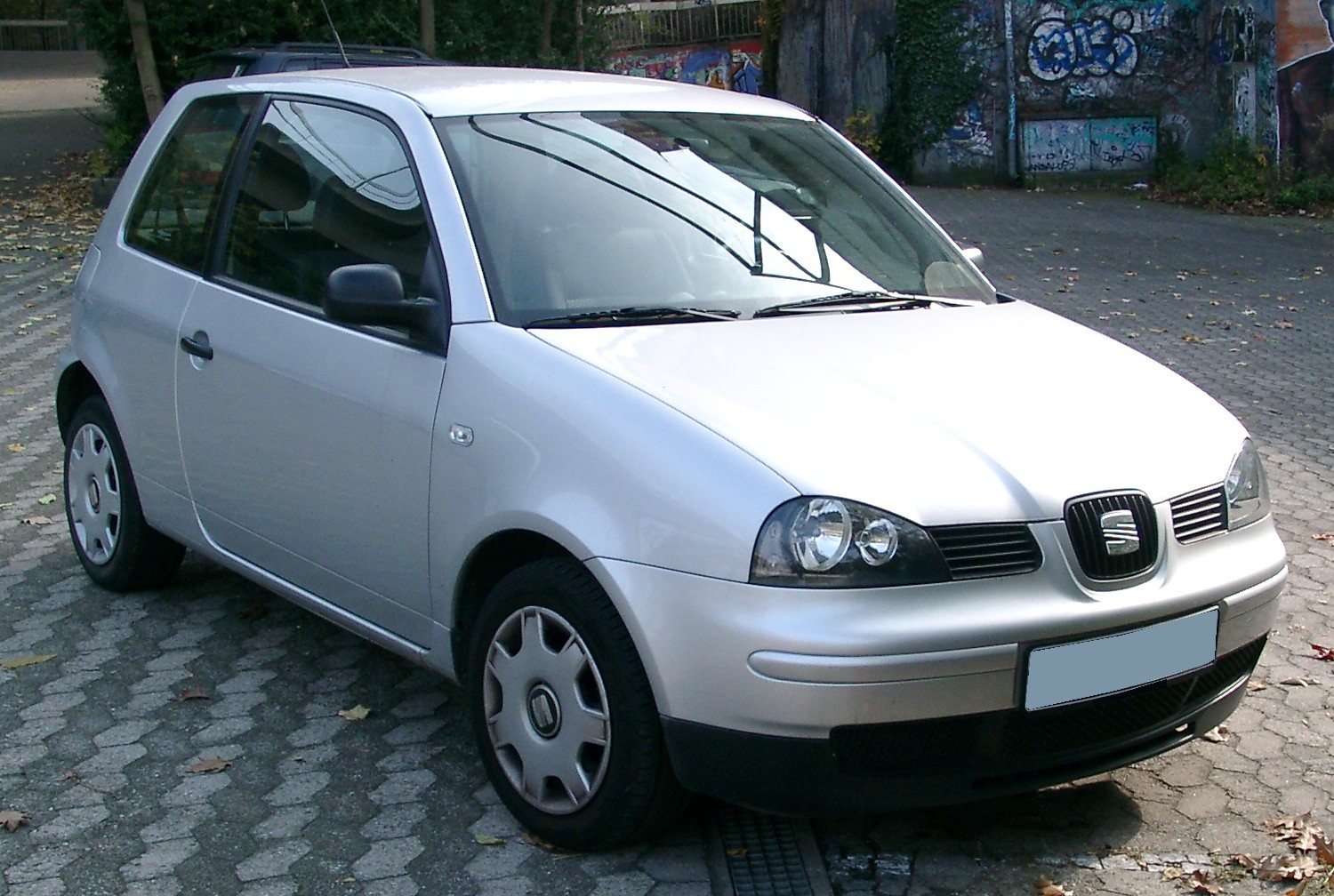
Seat Arosa (1997–2004)
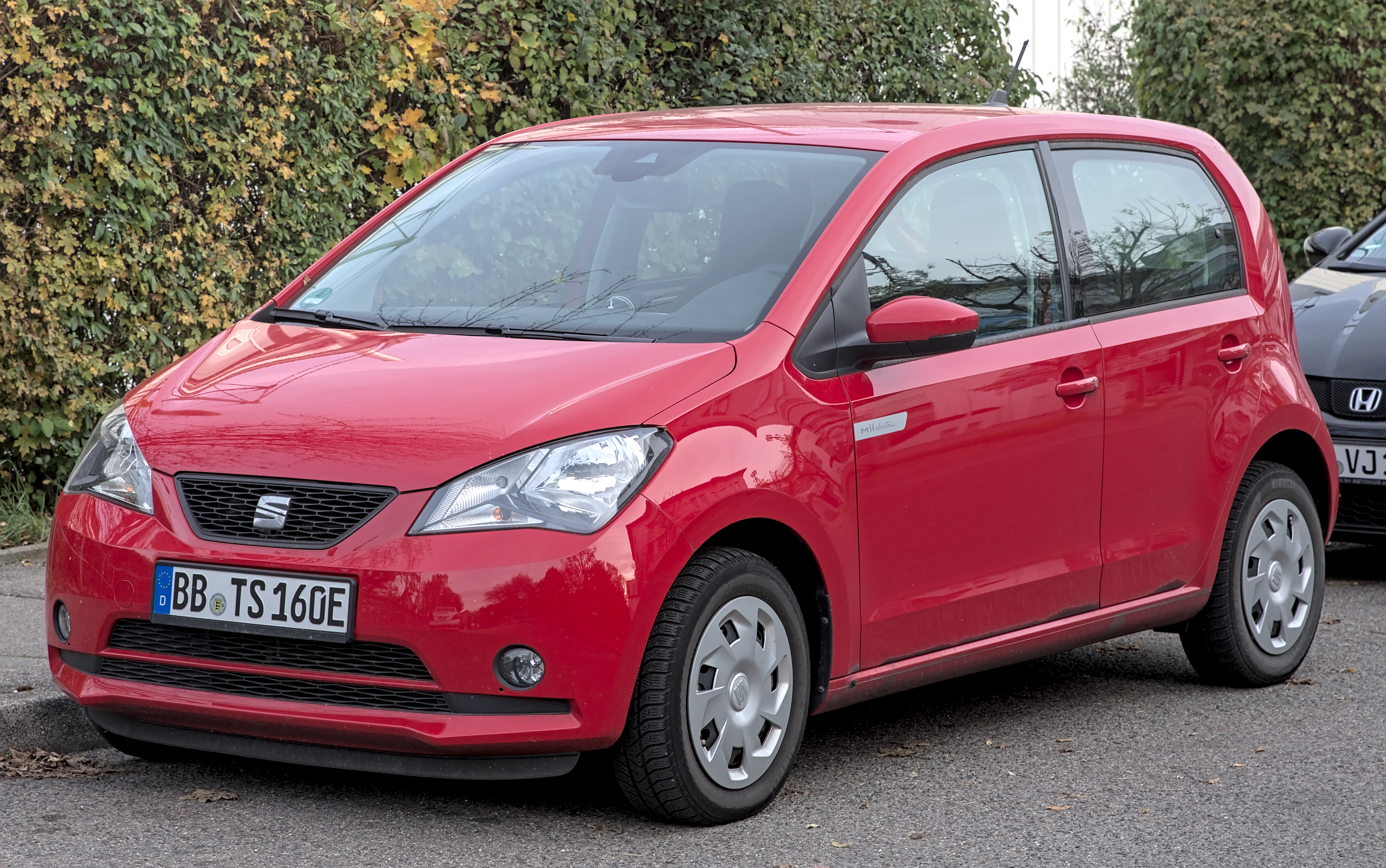
Seat Mii (2011–2021)

#### Kleinwagen

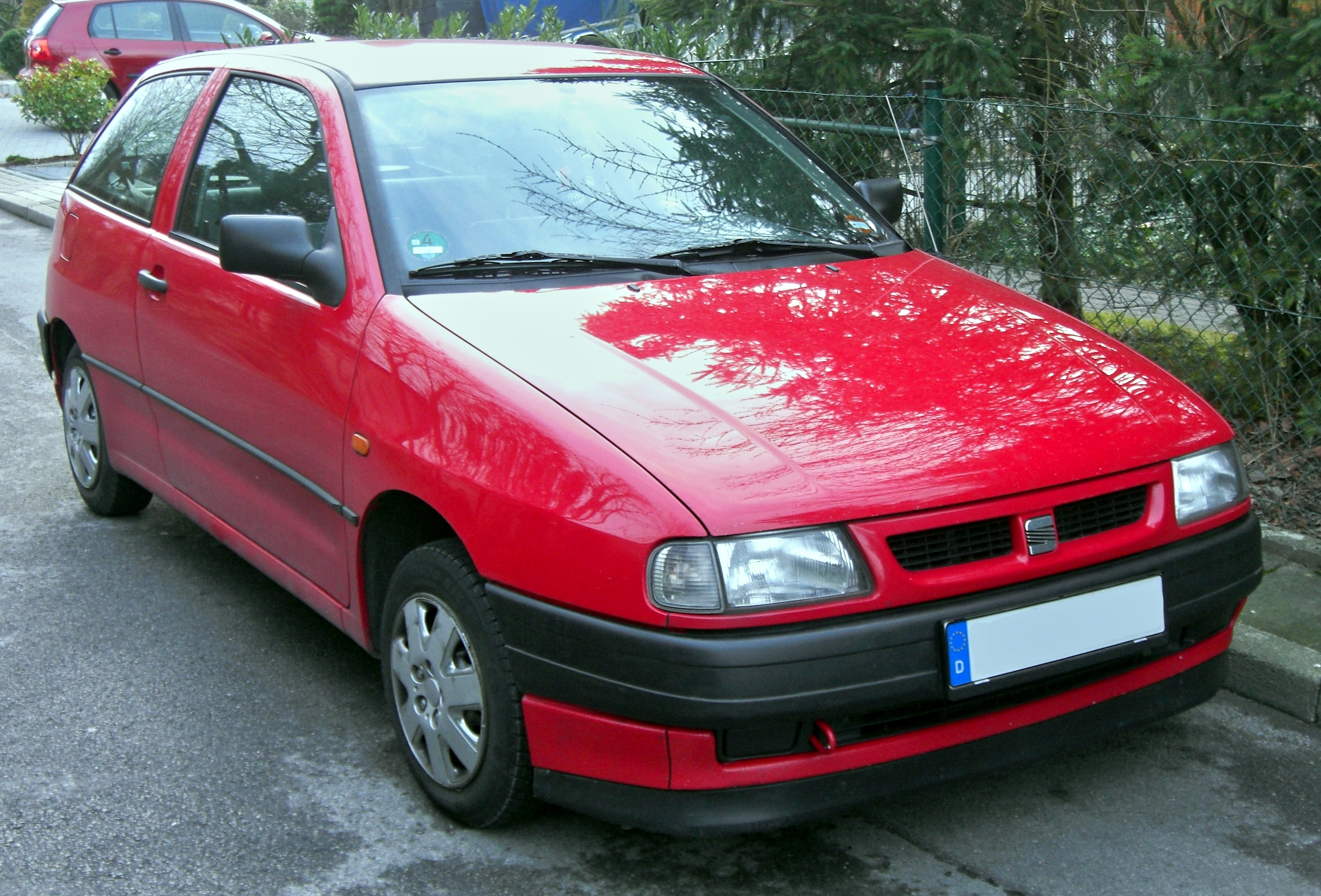
Seat Ibiza II (1993–2002)
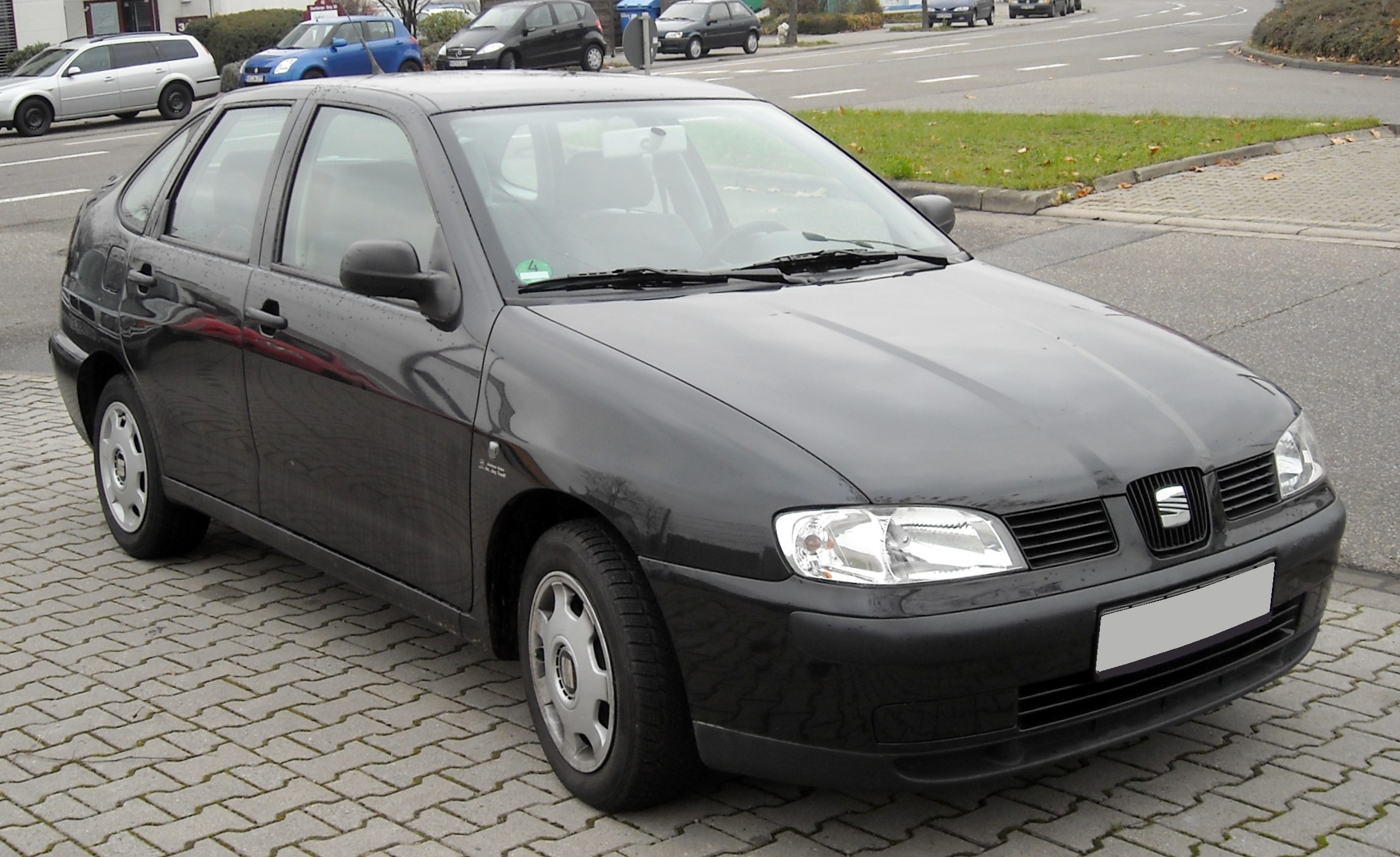
Seat Cordoba (1993–2008)
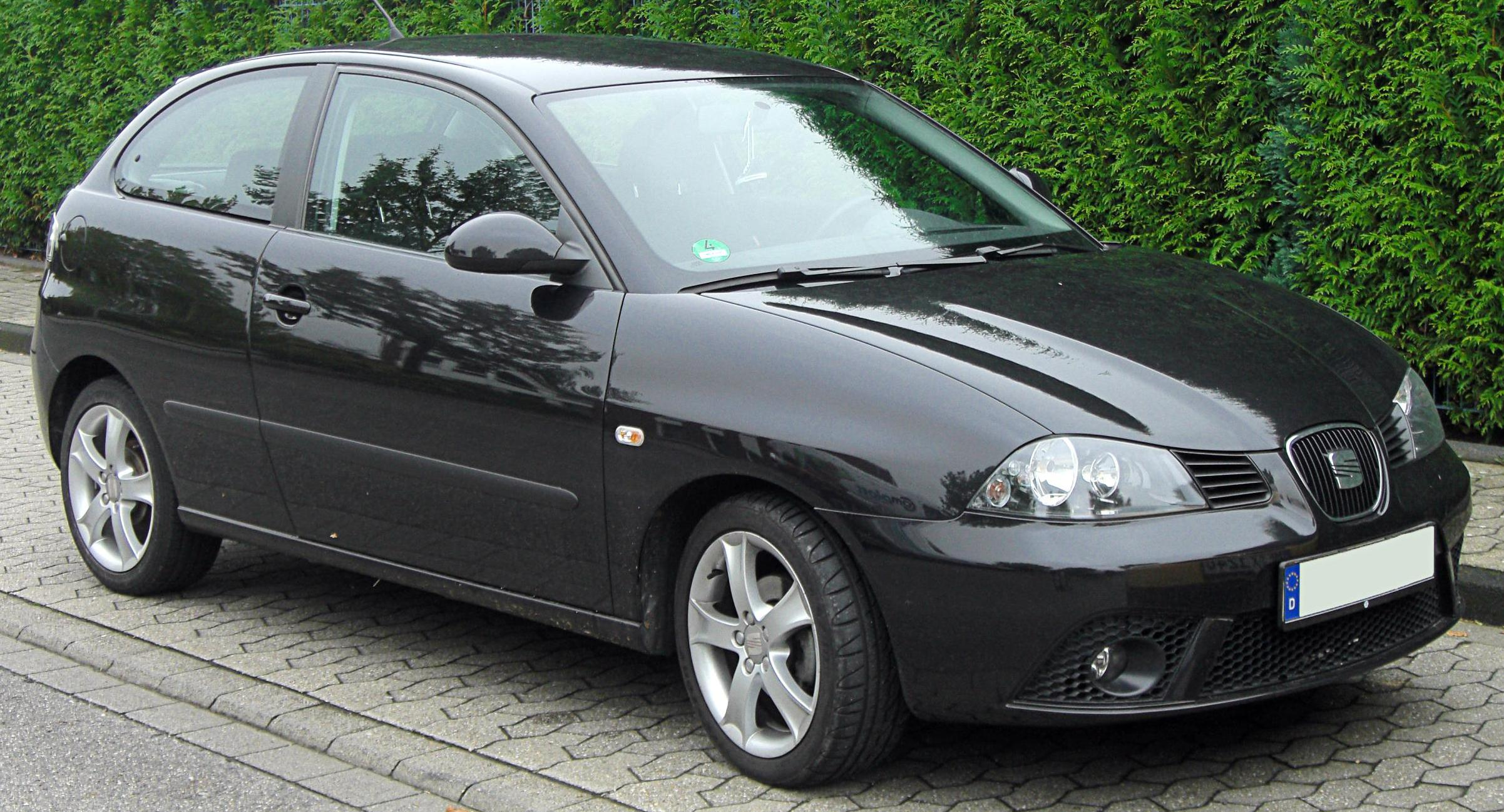
Seat Ibiza III (2002–2008)
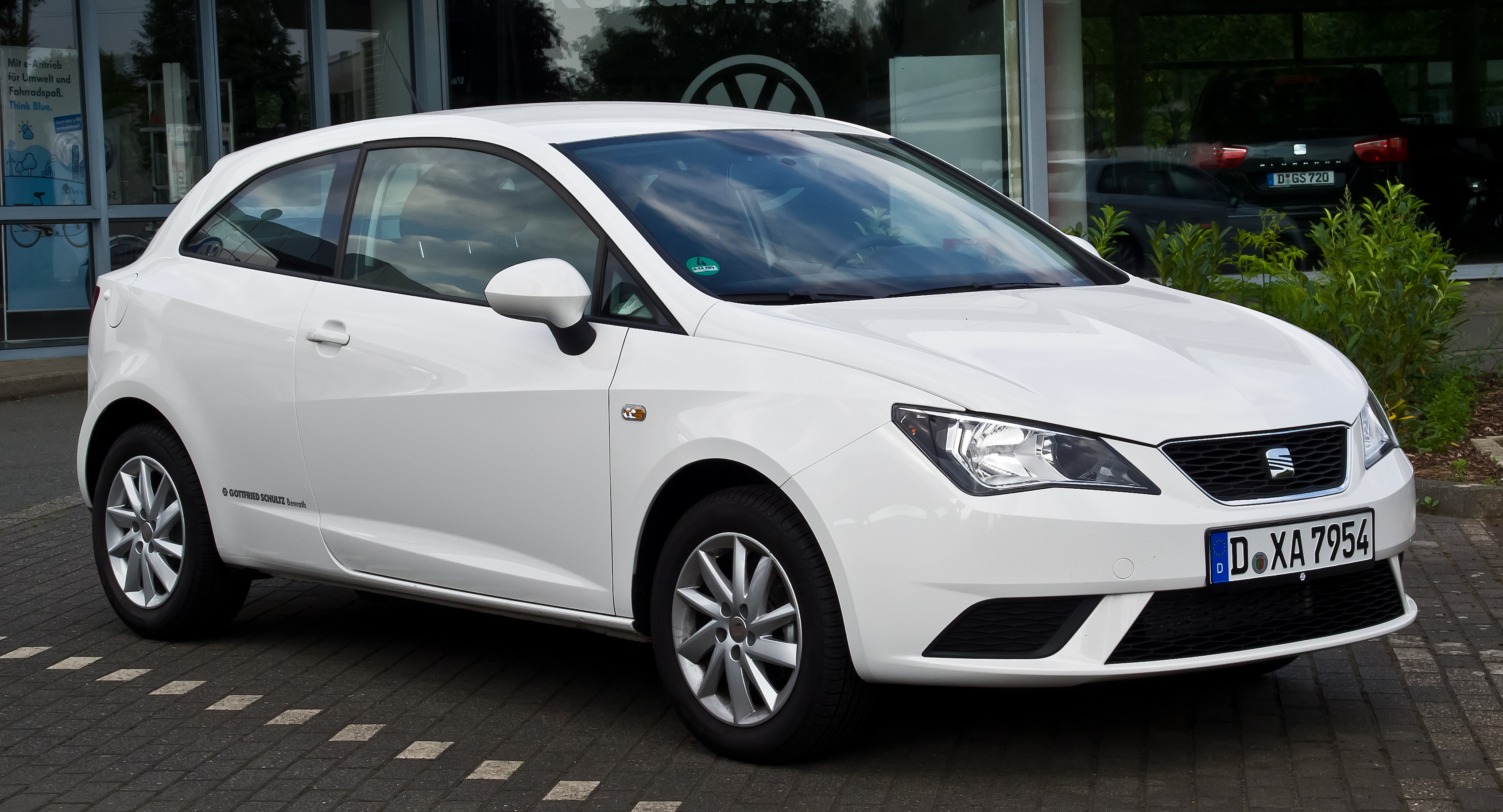
Seat Ibiza IV (2008–2017)
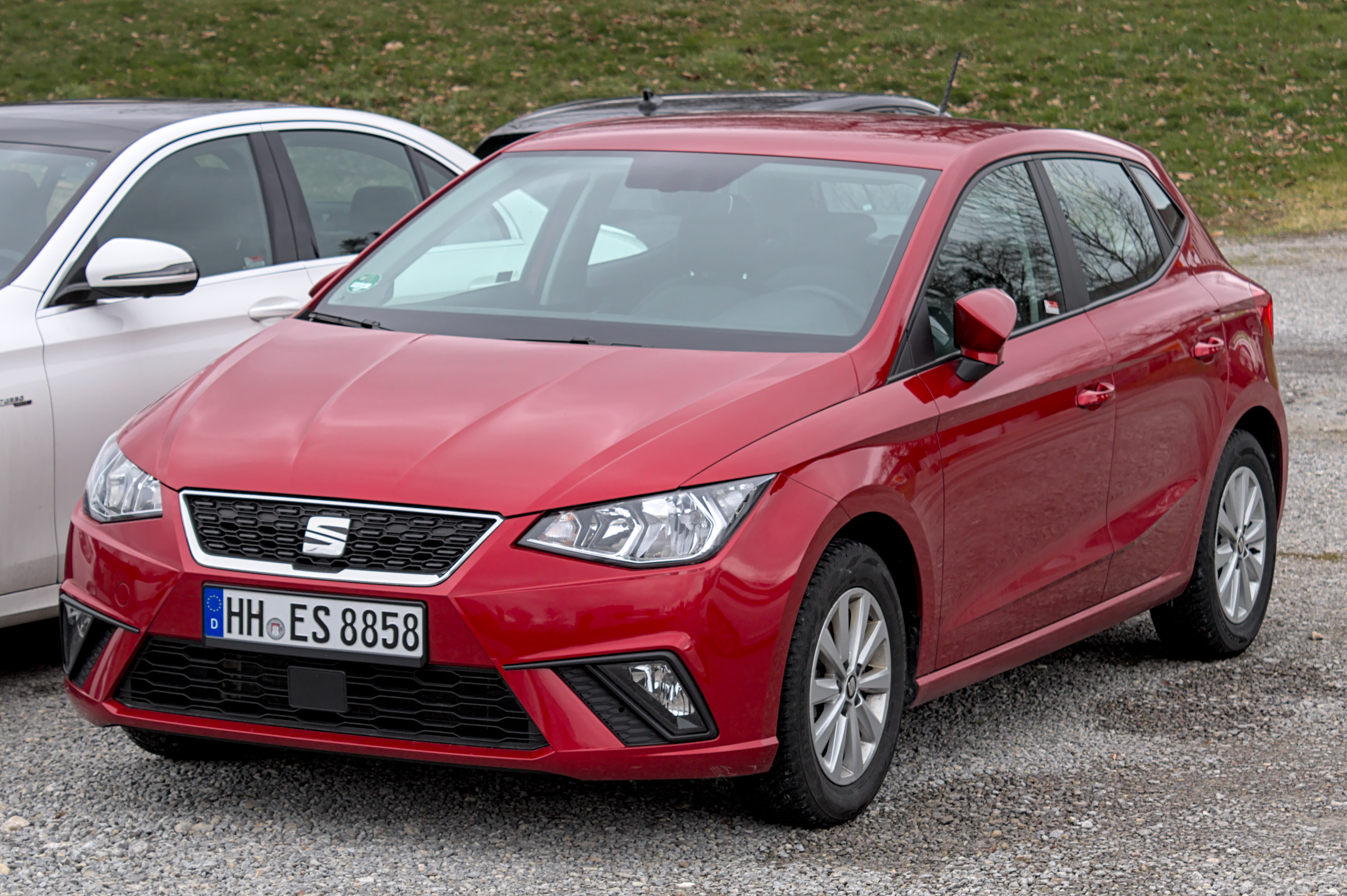
Seat Ibiza V (seit 2017)

#### Kompaktklasse

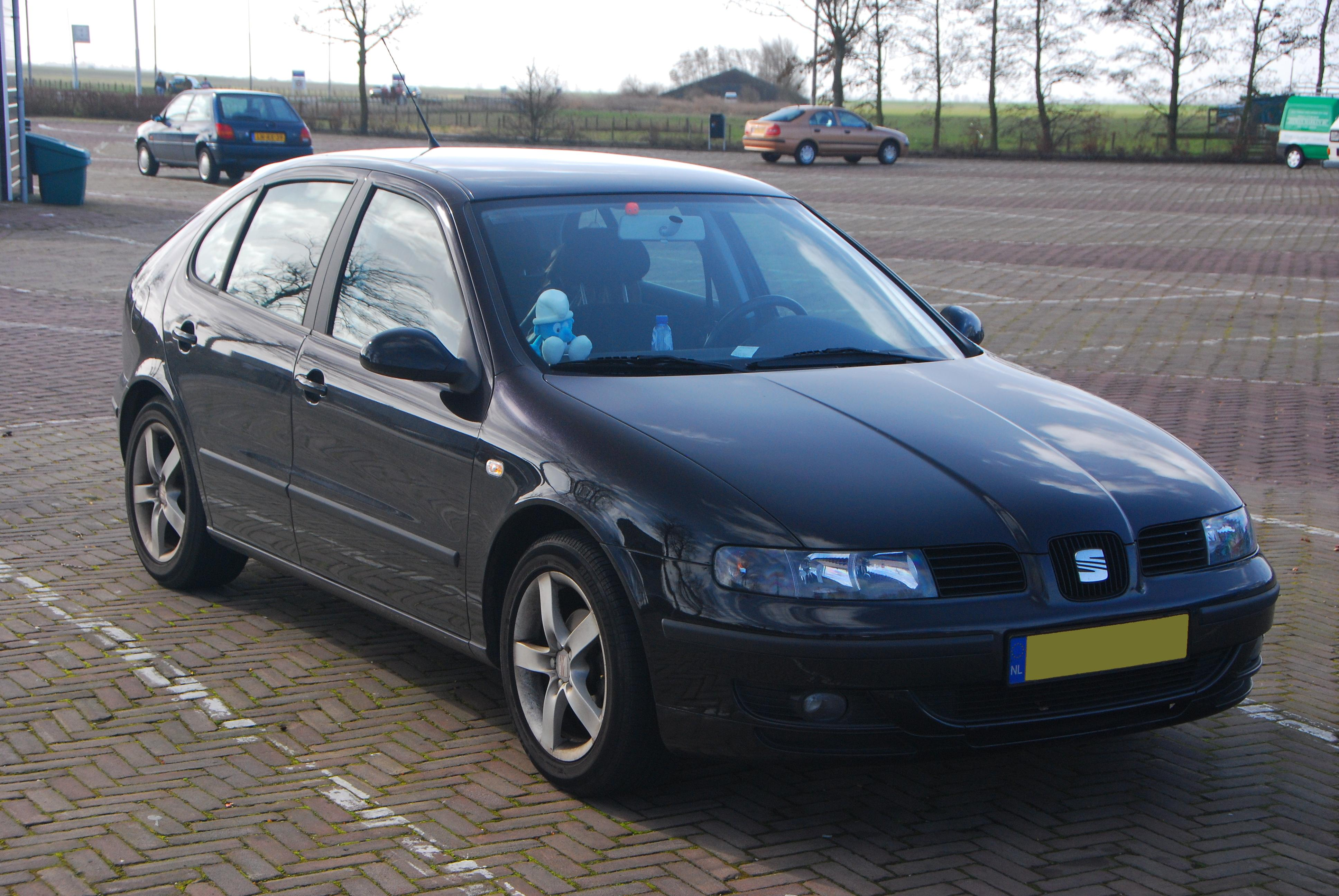
Seat Leon I (1999–2006)
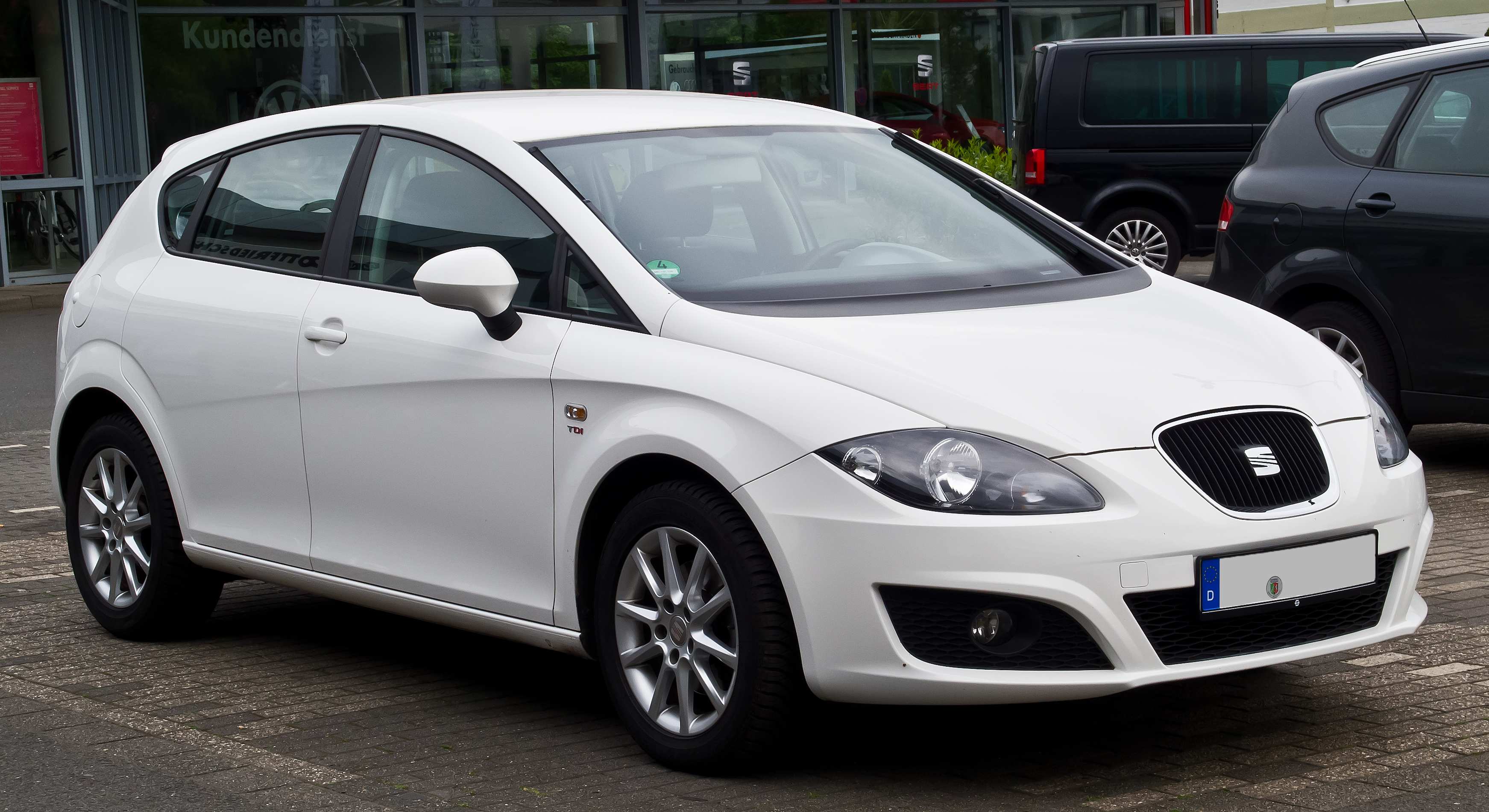
Seat Leon II (2005–2012)
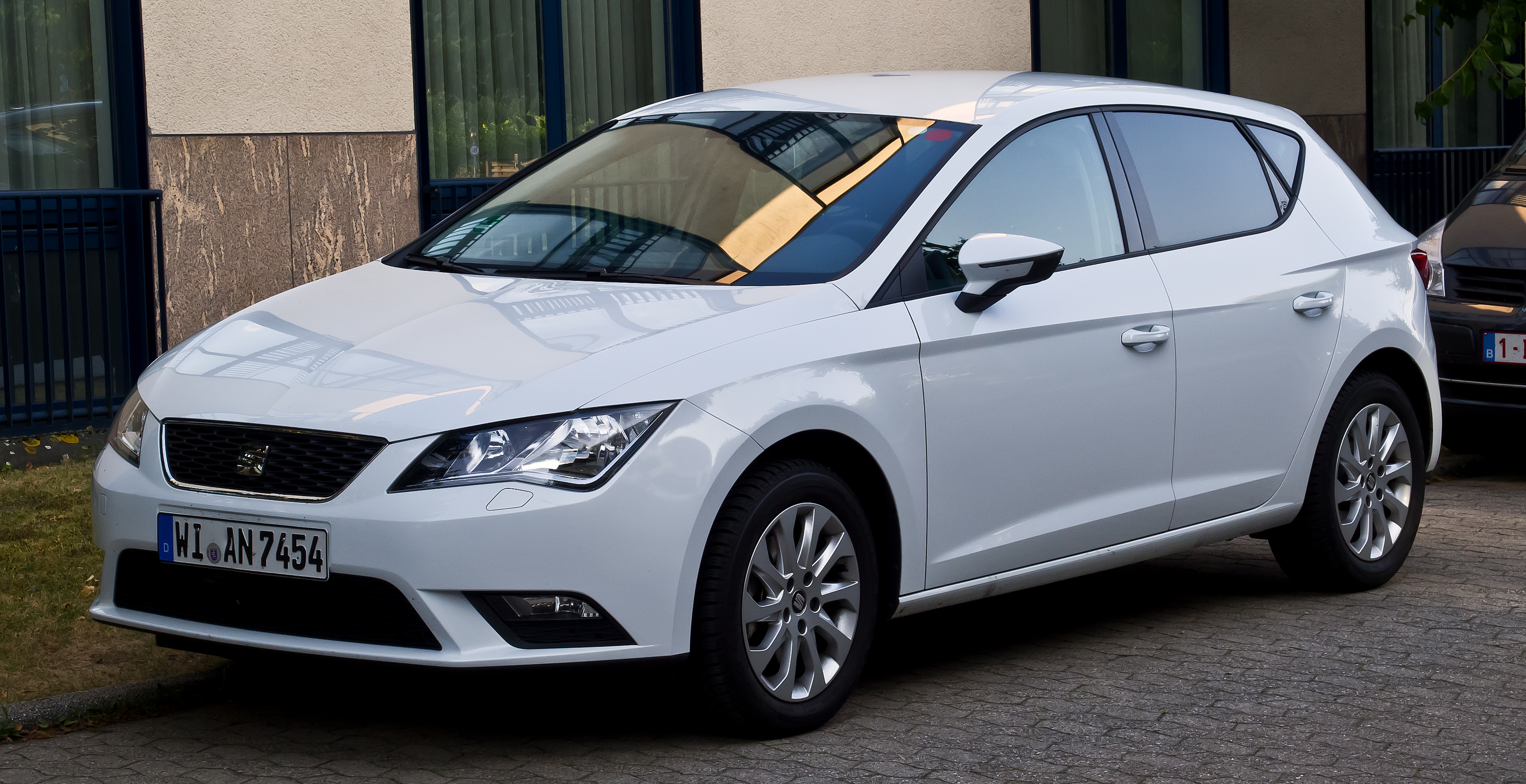
Seat Leon III (2012–2020)
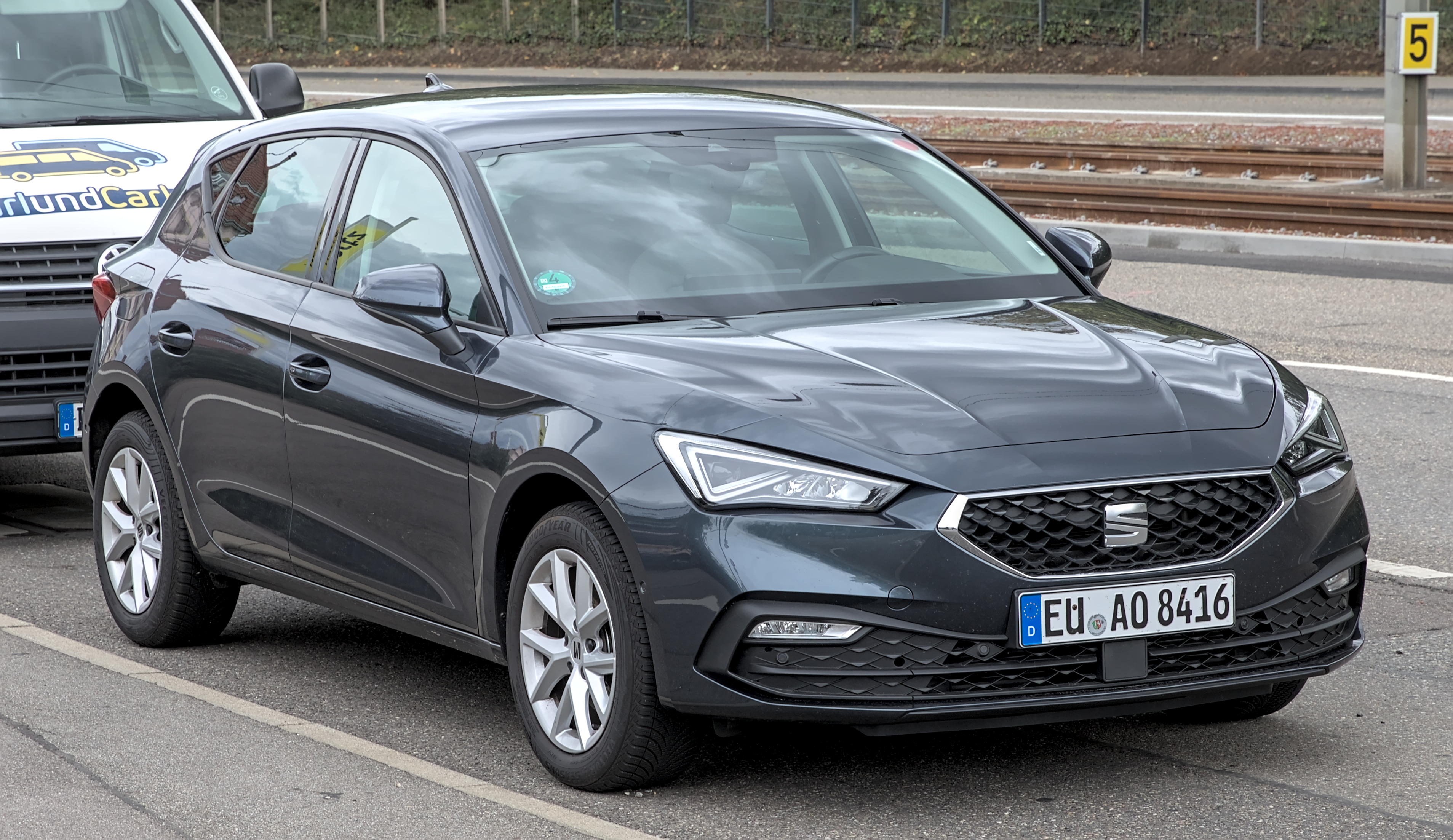
Seat Leon IV (seit 2020)

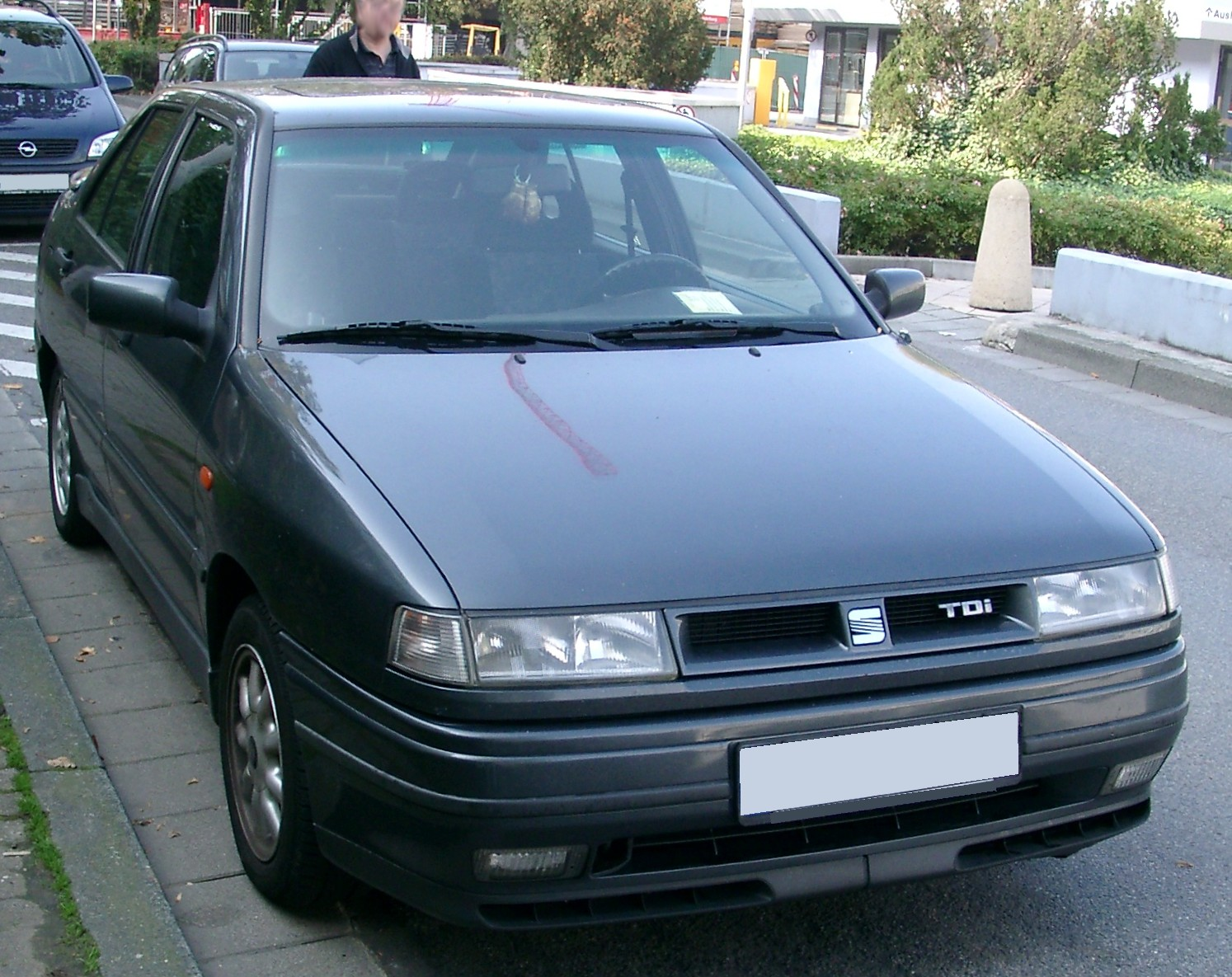
Seat Toledo I (1991–1999)
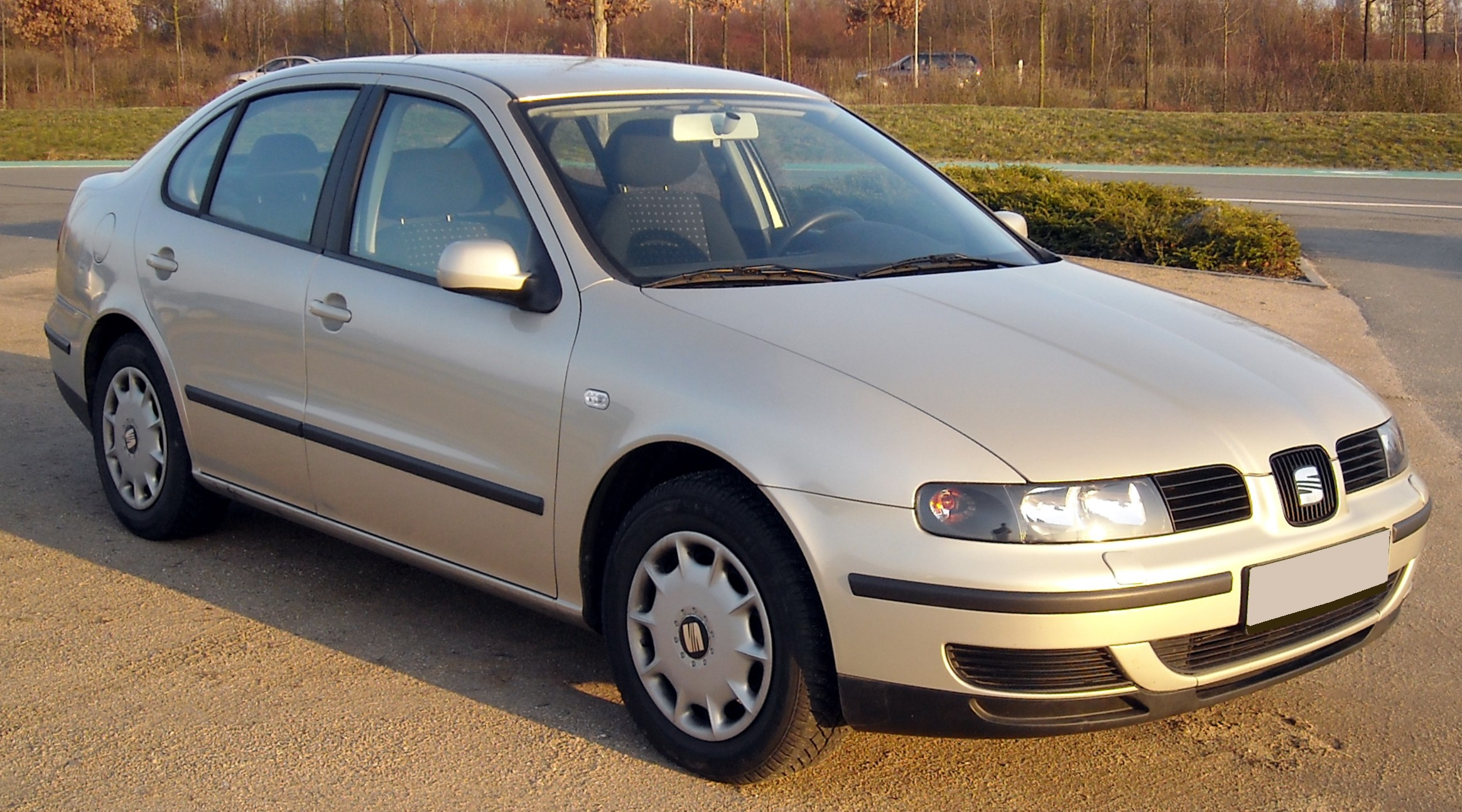
Seat Toledo II (1998–2004)
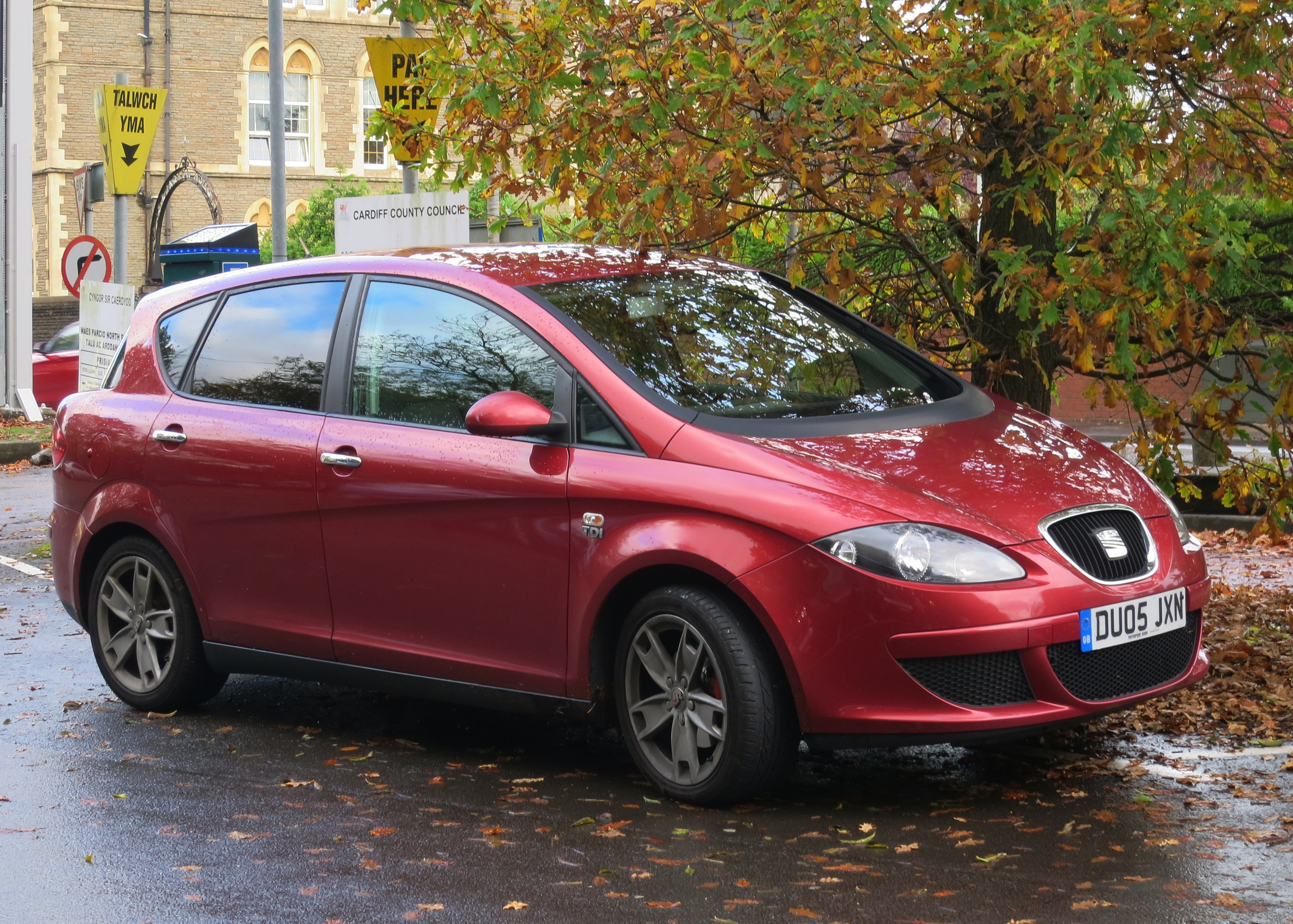
Seat Toledo III (2004–2009)
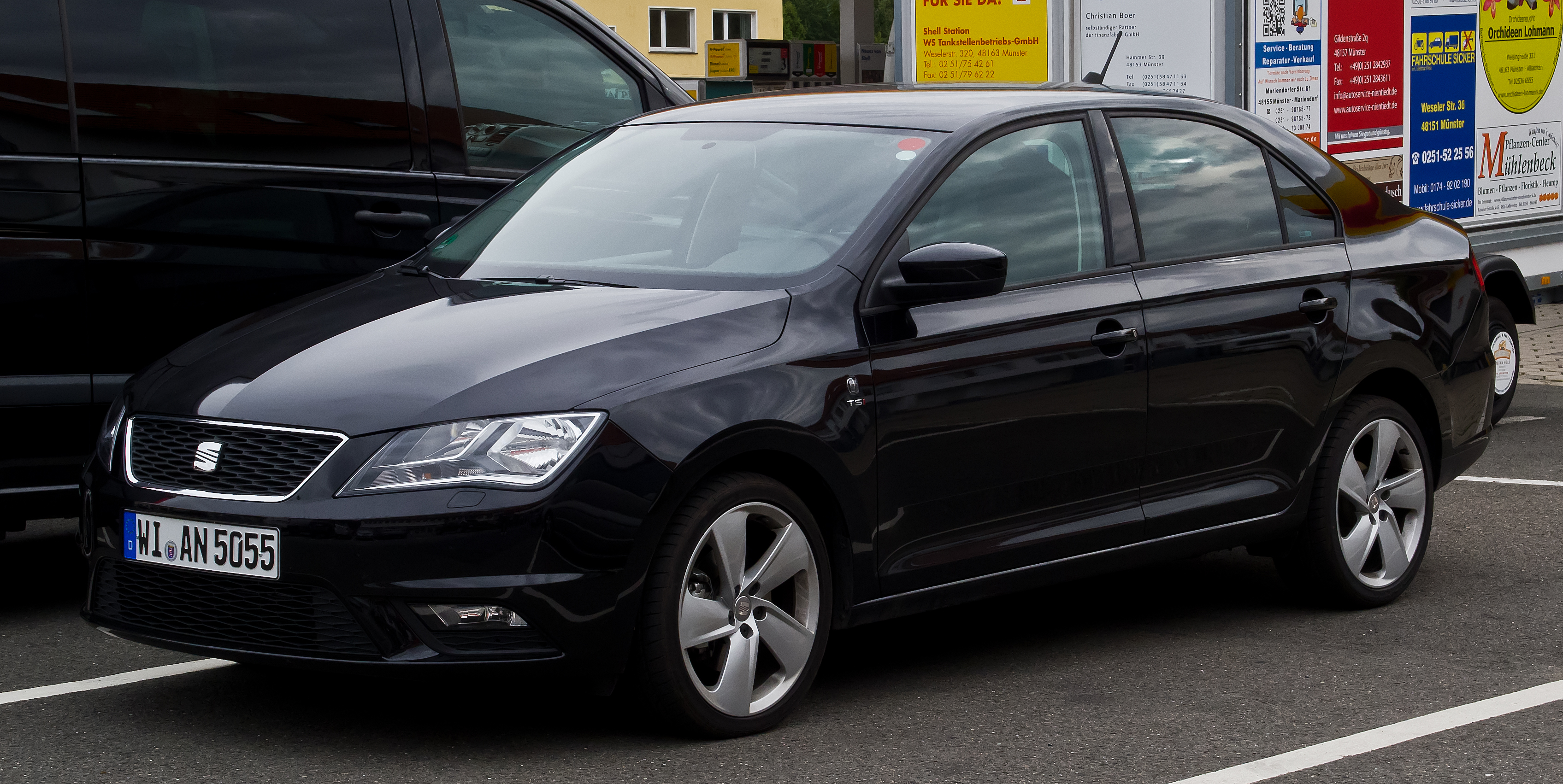
Seat Toledo IV (2012–2019)

#### Sport Utility Vehicle

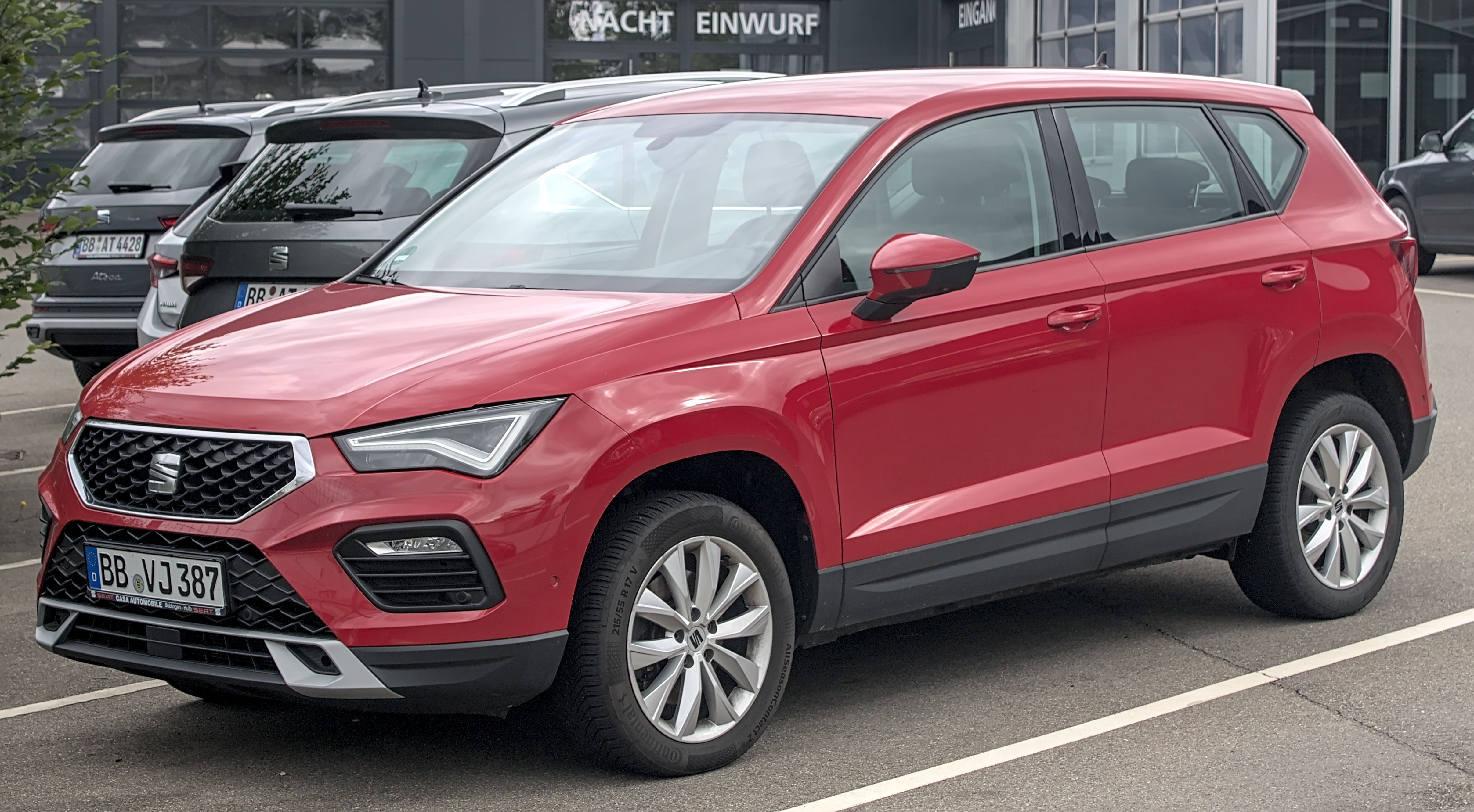
Seat Ateca (seit 2016)
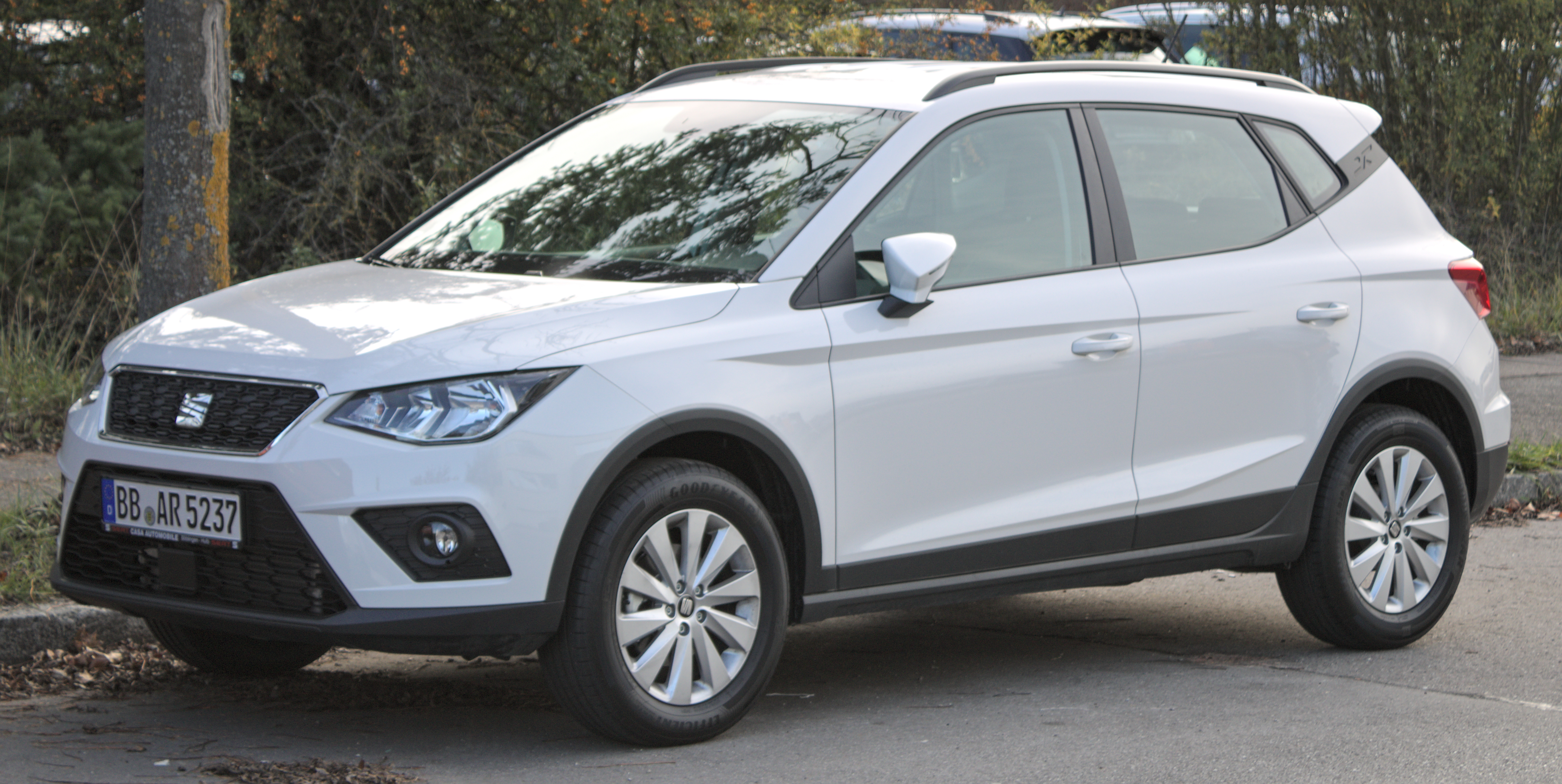
Seat Arona (seit 2017)
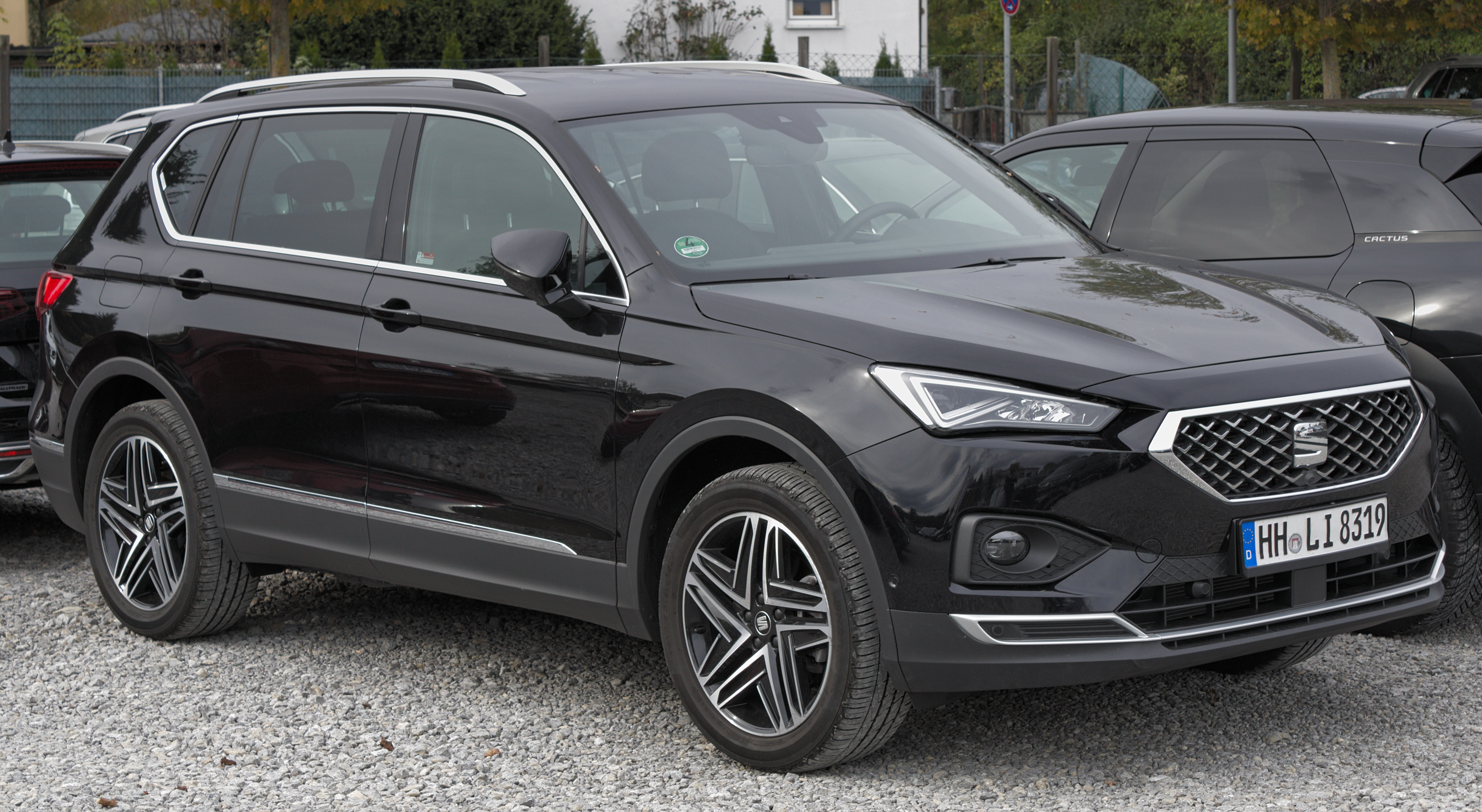
Seat Tarraco (2018–2024)

#### Hochdachkombi

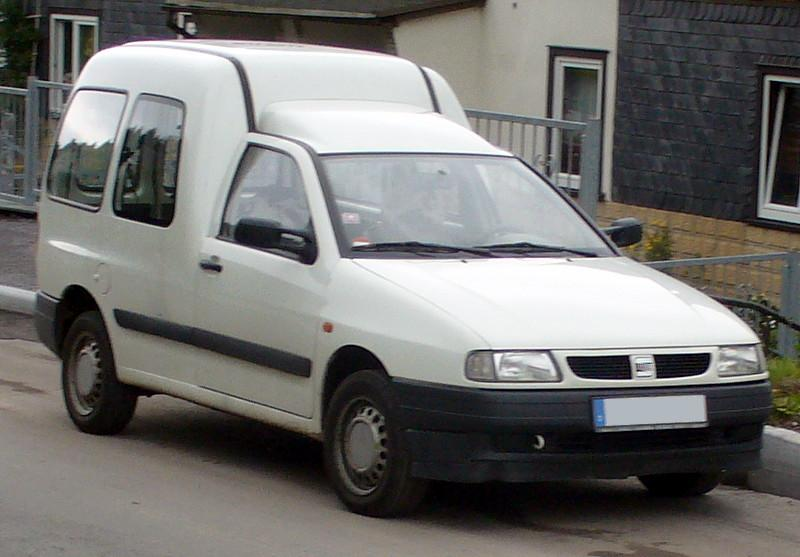
Seat Inca (1995–2003)
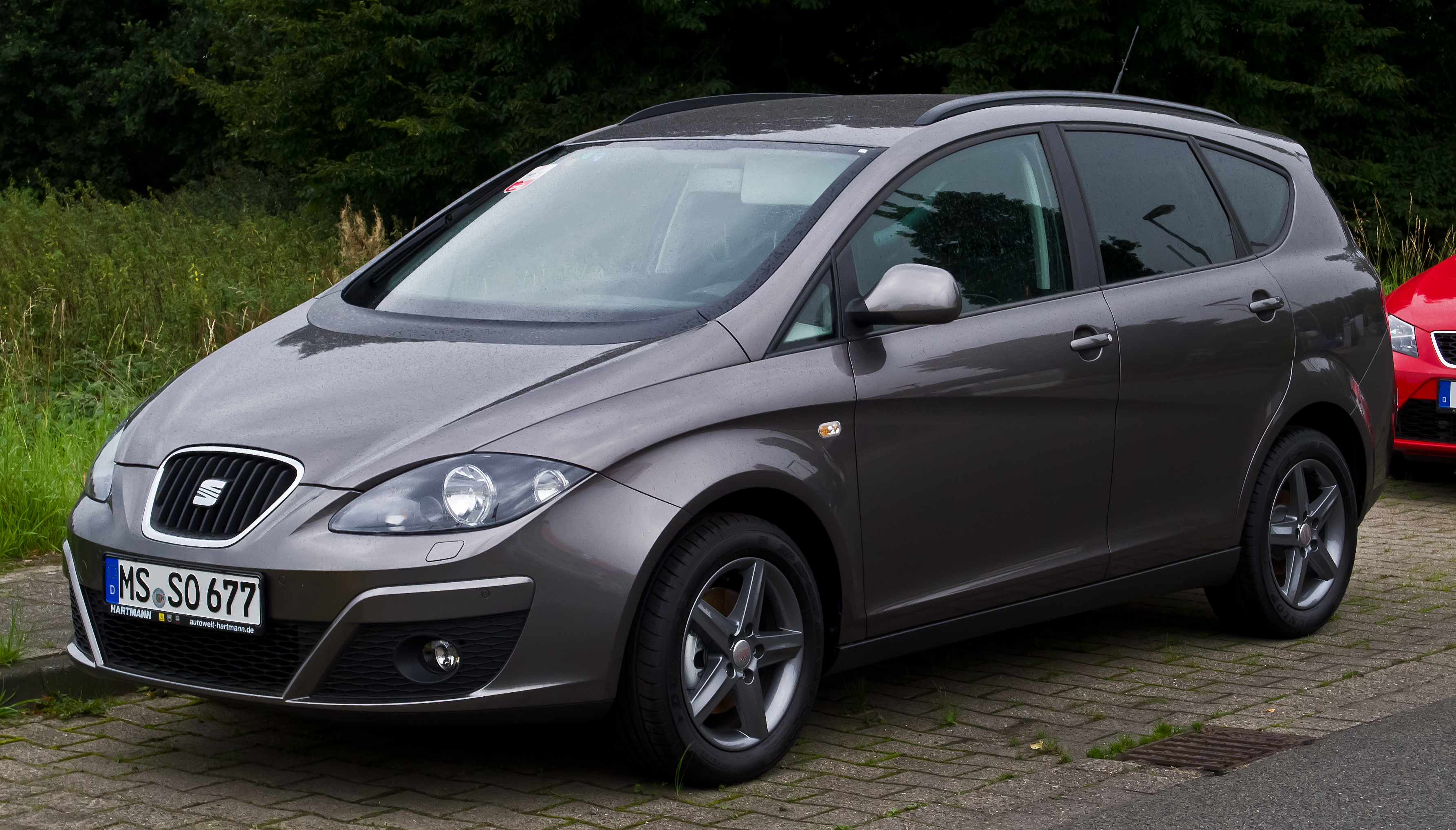
Seat Altea (2004–2015)
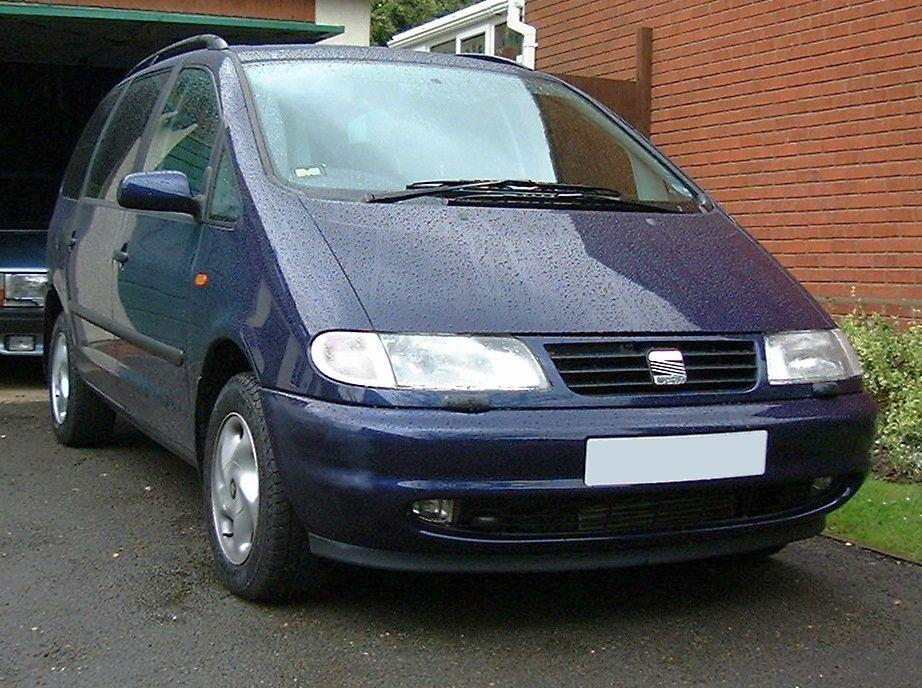
Seat Alhambra I (1996–2010)
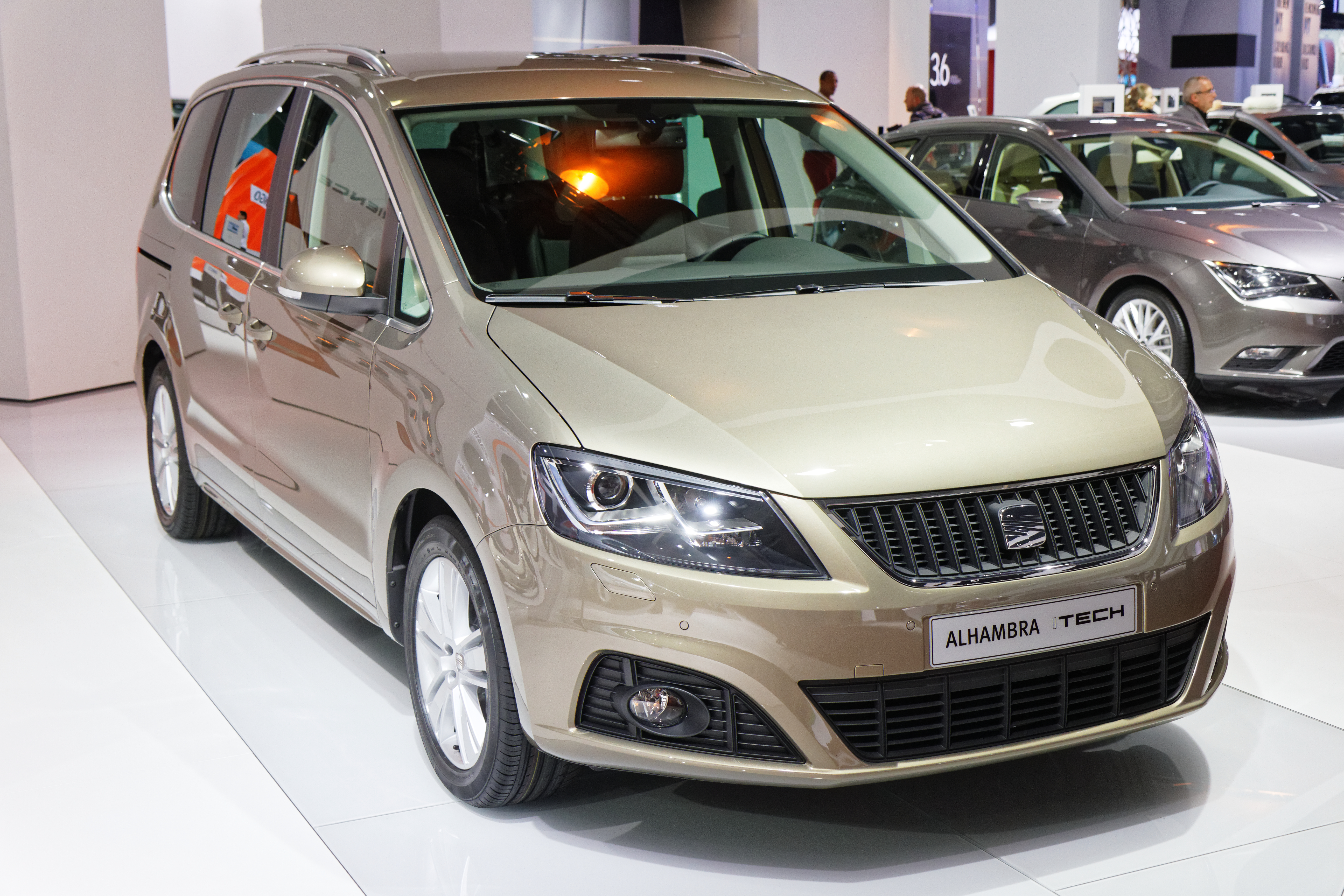
Seat Alhambra II (2010–2022)

#### Mittelklasse

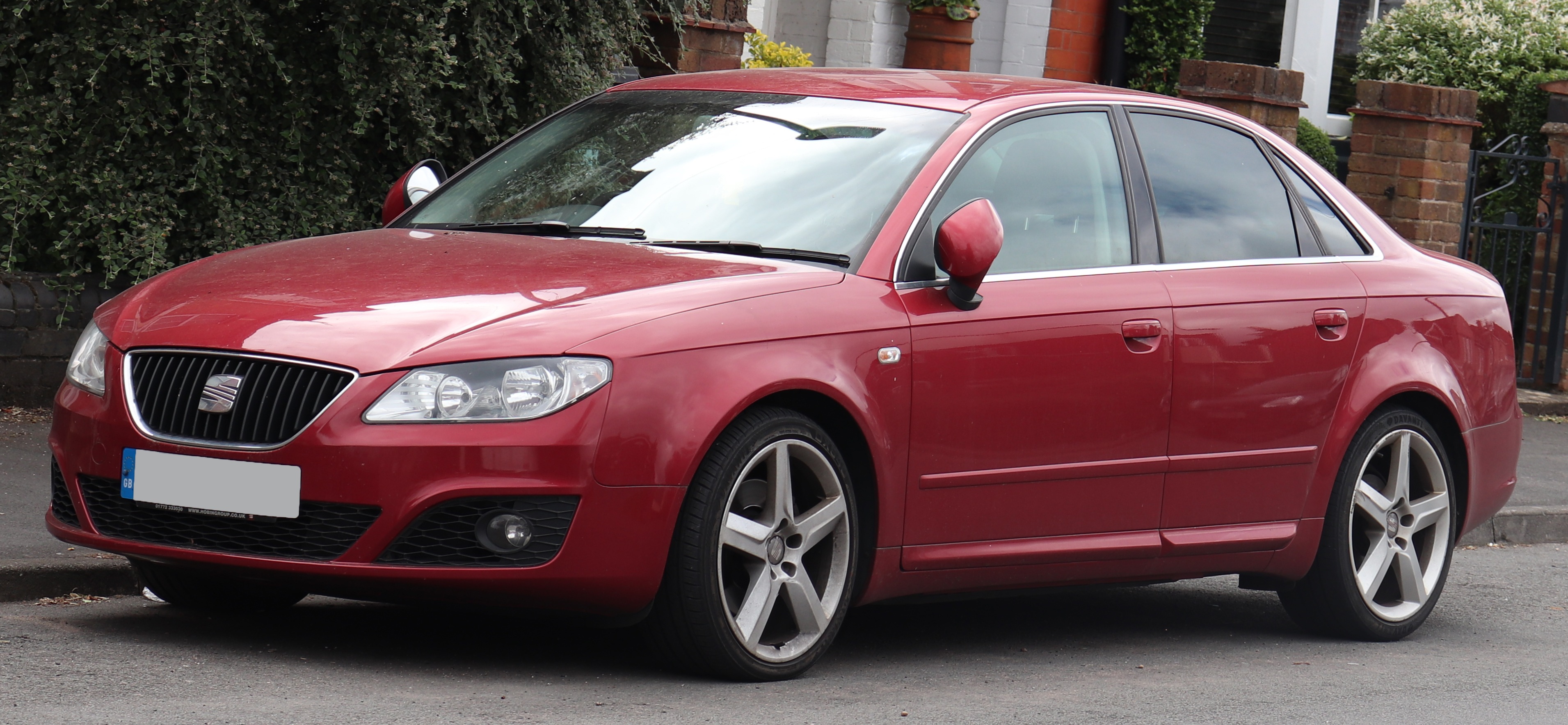
Seat Exeo (2009–2013; modifizierter Audi A4 B6/B7)

### Seat-Motorsport-Modelle

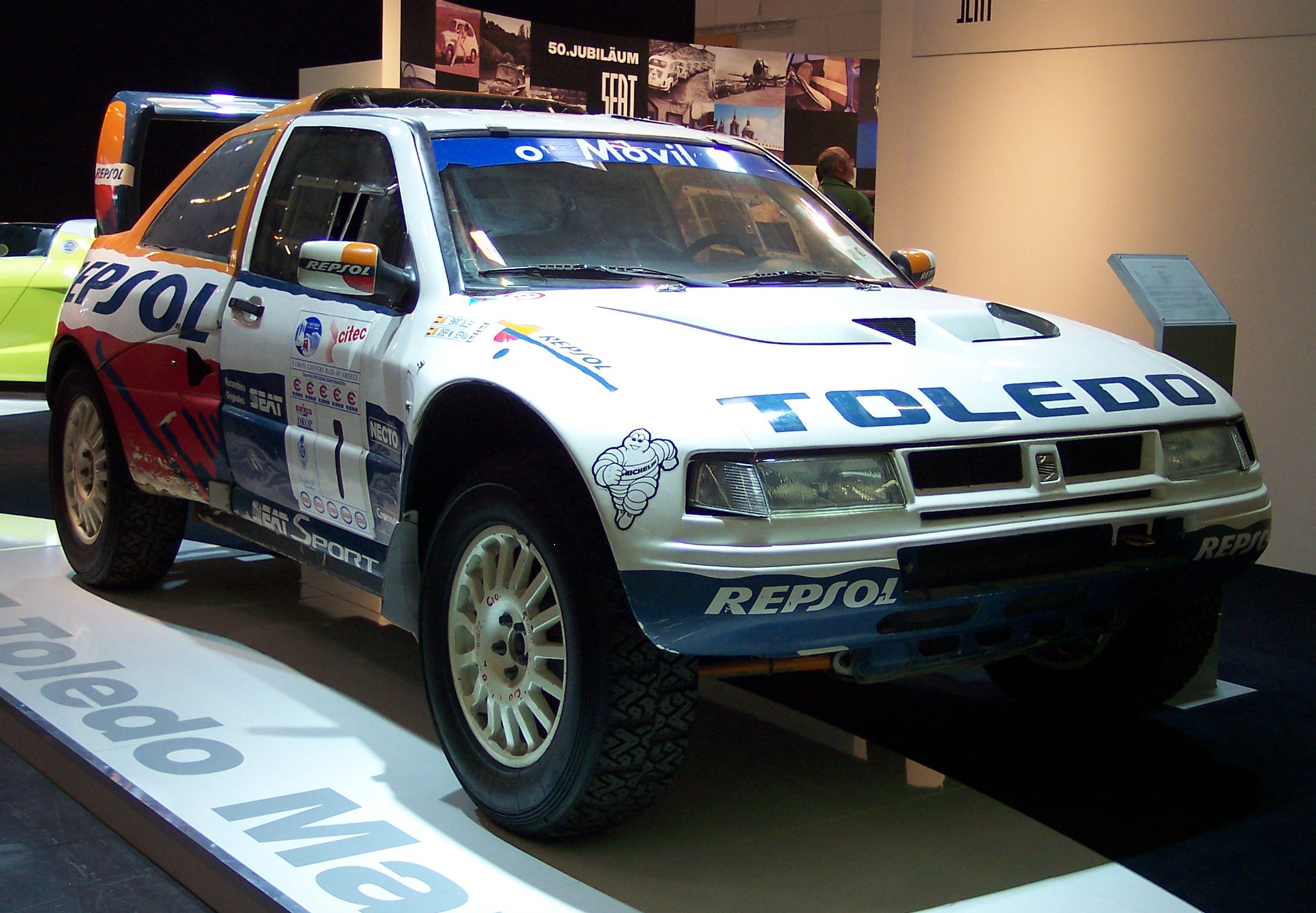
Seat Toledo Marathon

- Seat Leon WTCC TDI (Diesel; WTCC ab 2007)
- Seat Leon WTCC (WTCC ab 2006)
- Seat Leon Supercopa (Seat Markenpokal ab 2003)
- Seat Toledo Cupra (ETCC ab 2003, WTCC ab 2005)
- Seat Cupra GT
- Seat Ibiza Competition Rallye Cup (Gruppe N Seat/Sport/Erwin Weber GmbH ab 1998)
- Seat Cordoba WRC (World Rally Championship ab 1999)
- Seat Ibiza Kit Car (FIA 2-Liter-Klasse ab 1996)
- Seat Toledo Maharaton (1993 ab 1994)
- Seat Toledo superturisme (1993 ab 1994)
- Seat Ibiza BiTurbo (Rally Iberia ab 1984)

### Studien
- Seat Mallorca (Sportwagen, 1974)
- Seat Proto T (1989)
- Seat Proto TL (1990)
- Seat Proto C (1990)

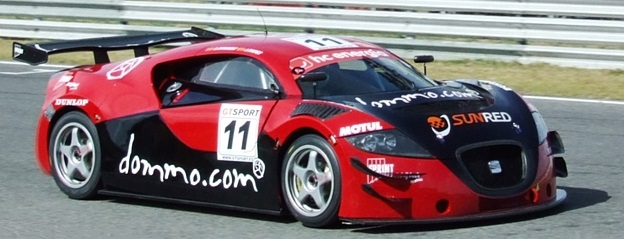
Seat Cupra GT

- Seat Marbella playa Concept (1991)
- Seat Toledo Exclusive (1992)
- Seat Toledo Olimpic electric (1992)
- Seat Concepto T (1992)
- Seat Concepto T cabriolet (1993)
- Seat Bolero (Sportlimousine, 68. Genfer Auto-Salon 1998)
- Seat Toledo Cupra Concept (1999)
- Seat Fórmula (Sportwagen, 69. Genfer Auto-Salon 1999)
- Seat Salsa (Studie zum Seat Leon, 70. Genfer Auto-Salon 2000)
- Seat Salsa emotión (Offroad-Version, 70. Genfer Auto-Salon 2000)
- Seat Baliza (Funcar 2001)
- Seat Brisa (Funcar, 2001)
- Seat Tango (Roadster, IAA 2001)
- Seat Cupra GT (Rennwagen, Automobilsalon Barcelona 2003)
- Seat Freetrack (SUV, Genfer Auto-Salon 2006*)
- Seat Tribu (SUV, IAA 2007)
- Seat Bocanegra (Studie des Ibiza, Genf 2008)
- Seat IBZ (Studie des Ibiza ST (Kombi), Frankfurt 2009)
- Seat IBE (Elektroauto-Studie von 2010)
- Seat IBL
- Seat IBX
- Seat Toledo Concept
- Seat 20V20 (Geländewagen-Studie, Genf 2015)
- Seat Leon Cross Sport (Crossover Studie, IAA 2015)

### Seat-Umbauten von Emelba
- Emelba Siete (Van auf Ibiza-Basis, 1984)
- Emelba Poker (Kastenwagen auf SEAT-127-Basis, 1980)
- Emelba Pickup (Pickup auf Malaga-Basis, 1987)
- Emelba Chato (Kleinbus auf Marbella-Basis, 1986)

## Unternehmensstruktur
Die Seat S.A. positioniert sich durch eine Neuausrichtung als Holdinggesellschaft (ähnlich wie die Volkswagen AG) mit weitestgehend unabhängig voneinander tätigen Einheiten. Diese bestehen im Rahmen des Kerngeschäfts aus den beiden Marken Seat und Cupra sowie dem Metropolis:Lab und Servicedienstleistungen.
Des Weiteren hält Seat alle Anteile an der Volkswagen Group España Distribución S.A., der Vertriebsorganisation der Volkswagen AG in Spanien. Management und Organisation der Gesellschaft wird von der Porsche Holding mit Sitz in Salzburg wahrgenommen. Im Dezember 2016 verkaufte Seat die spanische Finanztochter Volkswagen Finance, S.A. für 808 Millionen Euro an die Volkswagen AG.

### Produktionsstandorte
| Land                                                     | Unternehmen                                              | Standort                                                 | Modelle/ Baureihe                                        | Stückzahl                                  | Stückzahl                                  | Stückzahl                                  | Stückzahl                                  | Stückzahl                                  | Stückzahl                                  | Stückzahl                                  | Stückzahl         | Stückzahl         |
| Land                                                     | Unternehmen                                              | Standort                                                 | Modelle/ Baureihe                                        | 2012                                       | 2013                                       | 2014                                       | 2015                                       | 2016                                       | 2017                                       | 2018                                       | 2019              | 2020              |
| -------------------------------------------------------- | -------------------------------------------------------- | -------------------------------------------------------- | -------------------------------------------------------- | ------------------------------------------ | ------------------------------------------ | ------------------------------------------ | ------------------------------------------ | ------------------------------------------ | ------------------------------------------ | ------------------------------------------ | ----------------- | ----------------- |
| Spanien                                                  | SEAT S.A.                                                | Martorell                                                | Ibiza                                                    | 160.887                                    | 145.041                                    | 153.633                                    | 160.451                                    | 149.988 −6,53 %                            | 160.377 +6,48 %                            | 120.287 −25,00 %                           |                   |                   |
| Spanien                                                  | SEAT S.A.                                                | Martorell                                                | León                                                     | 71.295                                     | 114.568                                    | 157.087                                    | 169.455                                    | 163.228 −3,68 %                            | 163.306 +0,05 %                            | 159.486 −2,34 %                            |                   |                   |
| Spanien                                                  | SEAT S.A.                                                | Martorell                                                | Arona                                                    | Produktion ab Ende 2017                    | Produktion ab Ende 2017                    | Produktion ab Ende 2017                    | Produktion ab Ende 2017                    | Produktion ab Ende 2017                    | 17.527 +100 %                              | 110.926 +523,89 %                          |                   |                   |
| Spanien                                                  | SEAT S.A.                                                | Martorell                                                | Audi Q3                                                  | 106.829                                    | 104.474                                    | 112.815                                    | 134.170                                    | 135.847 +1,24 %                            | 114.260 −18,89 %                           | 67.075 −41,29%                             | seit 2019 in Győr | seit 2019 in Győr |
| Spanien                                                  | SEAT S.A.                                                | Martorell                                                | Audi A1                                                  | Produktion ab Ende 2018                    | Produktion ab Ende 2018                    | Produktion ab Ende 2018                    | Produktion ab Ende 2018                    | Produktion ab Ende 2018                    | Produktion ab Ende 2018                    | 16.526 +100 %                              |                   |                   |
| Deutschland                                              | Volkswagen AG                                            | Wolfsburg                                                | Tarraco                                                  | Produktion ab Ende 2018                    | Produktion ab Ende 2018                    | Produktion ab Ende 2018                    | Produktion ab Ende 2018                    | Produktion ab Ende 2018                    | Produktion ab Ende 2018                    | 2.660 +100 %                               |                   |                   |
| Algerien                                                 | SOVAC Production (Mehrmarkenwerk)                        | Relizane                                                 | Ibiza León Arona Ateca                                   | Start der Produktion Montage von Bausätzen | Start der Produktion Montage von Bausätzen | Start der Produktion Montage von Bausätzen | Start der Produktion Montage von Bausätzen | Start der Produktion Montage von Bausätzen | Start der Produktion Montage von Bausätzen | Start der Produktion Montage von Bausätzen |                   |                   |
| Portugal                                                 | Volkswagen AutoEuropa                                    | Palmela                                                  | Alhambra                                                 | 19.393                                     | 19.990                                     | 22.612                                     | 27.925                                     | 31.214 +11,77 %                            | 33.638 +7,20 %                             | 19.588 −41,76 %                            |                   |                   |
| Slowakei                                                 | Volkswagen Slovakia                                      | Bratislava                                               | Mii                                                      | 26.409                                     | 25.489                                     | 25.845                                     | 24.516                                     | 18.720 −23,65 %                            | 13.825 −35,40 %                            | 14.371 +3,80 %                             |                   |                   |
| Tschechien                                               | ŠKODA AUTO a.s.                                          | Mladá Boleslav                                           | Toledo                                                   | 5.000                                      | 21.771                                     | 16.541                                     | 19.728                                     | 18.029 −8,62 %                             | 13.146 −37,14 %                            | 10.151 −22,78 %                            |                   |                   |
| Tschechien                                               | ŠKODA AUTO a.s.                                          | Kvasiny                                                  | Ateca                                                    | n. a.                                      | n. a.                                      | n. a.                                      | n. a.                                      | 35.883 +100 %                              | 77.483 +53,70 %                            | 90.824 +17,22%                             |                   |                   |
| Gesamte Fahrzeugproduktion in Fabriken der Volkswagen AG | Gesamte Fahrzeugproduktion in Fabriken der Volkswagen AG | Gesamte Fahrzeugproduktion in Fabriken der Volkswagen AG | Gesamte Fahrzeugproduktion in Fabriken der Volkswagen AG | 428.145                                    | 457.298                                    | 507.675                                    | 549.246                                    | 552.909 +0,66 %                            | 593.562 +6,85 %                            | 611.894 +3,08 %                            |                   |                   |

1. ↑  Ab Juni 2017 wird die Produktion des Ibiza „SC“, „ST“ und „Cupra“ eingestellt
2. ↑  Inklusive 10.854 Stück der Exeo- und 27.478 Stück der Altea-Baureihe
3. ↑  Inklusive 4.681 Stück der Exeo- und 21.284 Stück der Altea-Baureihe
4. ↑  Inklusive 19.142 Stück der Altea-Baureihe
5. ↑  Inklusive 13.001 Stück der Altea-Baureihe

#### Unternehmenszentrale und Werk Martorell
Nach dem 1975 eröffneten Centro Técnico, wurde im Jahr 1989 mit den Vorbereitungen zum Bau des neuen Produktionswerks im katalanischen Martorell begonnen. Auf einer Grundfläche von 2,8 Millionen Quadratmetern entstand in 34 Monaten Bauzeit eines der größten Werke des Volkswagen-Konzerns mit einer Kapazität von 500.000 Fahrzeugen im Jahr. Martorell ist das zweitgrößte Werk in Europa und zählt zu den zehn größten Werken weltweit. Mit der Eröffnung im Jahr 1993, durch den damaligen König Juan Carlos und Vorstandsvorsitzenden der Volkswagen AG Ferdinand Piëch, zog das gesamte Unternehmen aus dem 30 Kilometer entfernten Barcelona nach Martorell. Seat und Volkswagen investierten für die Bebauung des Areals 1,47 Milliarden Euro (Inflationsbereinigt 2,18 Milliarden Euro) (Stand 2018). Mit dem Modellwechsel des Leon im Jahr 2012 investierte Seat 800 Millionen Euro in die Umrüstung der Produktionsstraßen auf den MQB. Mittlerweile (2025) wird in Martorell die Produktion der zwei Modelle Cupra Raval und Volkswagen ID.2 vorbereitet.

#### Werk Pamplona
Zur Entlastung und Schaffung weiterer Kapazitäten übernahm Seat im Jahr 1974 das Produktionswerk des Herstellers Leyland Authi im spanischen Pamplona. Dort produzierte Seat ab 1976 den Seat 124. Im Rahmen der schrittweisen Verbindung von Seat und Volkswagen startete im Rahmen eines Kooperationsvertrages ab 1984 die Produktion des VW Polo der zweiten Generation. Im Jahr 1993 erfolgte die Gründung der Fábrica Navarra de Automóviles S.A., die Seat als Eigentümerin im Jahr 1994 in Volkswagen Navarra, S.A. umbenannte.

### Fahrzeugsammlung
Am Standort in der Zona Franca, einem Industriegebiet am Hafen von Barcelona, unterhält Seat im Gebäude Nr. 122 eine Sammlung verschiedener Serienfahrzeuge, Prototypen und Rennwagen der Marke, die aber bisher (Stand August 2011) nicht der Öffentlichkeit zugänglich ist.
Von 2006 bis 2008 wurden SEAT-Modelle auch bei Volkswagen of South Africa in Südafrika montiert.

### Seat Componentes
Als Teilbereich der Seat S.A. produziert Seat Componentes Komponenten für den gesamten Volkswagen-Konzern in den Werken Martorell und Barcelona (Zona Franca).

#### Martorell
Innerhalb der Fahrzeugproduktion, im Werk Martorell erfolgt die Montage von Motoren für den Einsatz in Seat-Fahrzeugen.

#### Barcelona
Das heutige Komponenten-Werk im Industriegebiet von Barcelona, der Zona Franca, wurde im Jahr 1953 als Werk zur Fahrzeugproduktion eröffnet. Seit dem Umzug der Fahrzeugproduktion nach Martorell werden auf einer Fläche von 155.000 Quadratmetern Karosserieteile für die Hauptproduktion hergestellt.

#### El Prat de Llobregat
Das Werk der ehemaligen Seat-Tochter „Gearbox El Prat“ produziert Getriebe für den Volkswagen-Konzern.